# 1. Mai
1. Mai ist der 121. Tag des gregorianischen Kalenders (der 122. in Schaltjahren), somit bleiben 244 Tage bis zum Jahresende.

## Ereignisse

### Politik und Weltgeschehen
- 0305: Diokletian und Maximian, die beiden Augusti in der Tetrarchie im Römischen Reich der Spätantike, danken – auf Druck Diokletians und gegen den Willen Maximians – ab. Ihre Nachfolger werden die bisherigen Caesaren Constantius I. und Galerius. Severus und Maximinus Daia werden neue Caesaren.
- 0408: Der siebenjährige Theodosius II. folgt seinem Vater Arcadius als oströmischer Kaiser auf den Thron.
- 0704: Arnstadt, Mühlberg und Großmonra werden in einer Schenkungsurkunde des Thüringer Herzogs Hedan II. an den angelsächsischen Bischof Willibrord von Utrecht erstmals erwähnt. Die drei Siedlungen gelten damit als älteste deutsche Orte außerhalb der römischen Siedlungsgebiete.
- 1187: In der Schlacht von Cresson vernichtet ein ayyubidisches Heer eine kleine Streitmacht aus Kreuzrittern des Königreichs Jerusalem unter dem Befehl von Gérard de Ridefort.

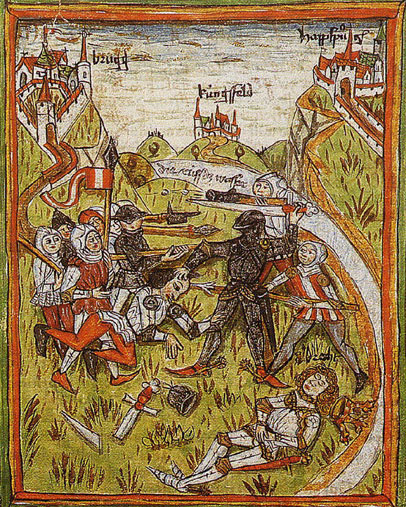
1308: Die Ermordung Albrechts

- 1308: Der römisch-deutsche König Albrecht I. wird bei Königsfelden unweit des habsburgischen Stammsitzes von Herzog Johann von Schwaben, seinem Neffen, und vier adligen Mitverschwörern ermordet. Als Motiv des Verbrechens werden in erster Linie dem Täter nicht geleistete Entschädigungszahlungen des Königs angenommen.
- 1464: Entgegen dem Rat von Vertrauten wie Richard Neville, 16. Earl of Warwick, heiratet der englische König Edward IV. aus dem Haus York heimlich die aus niedrigem Adel stammende Elizabeth Woodville. Das ist später einer der Gründe für den Seitenwechsel Warwicks und damit einen Umschwung in den Rosenkriegen.

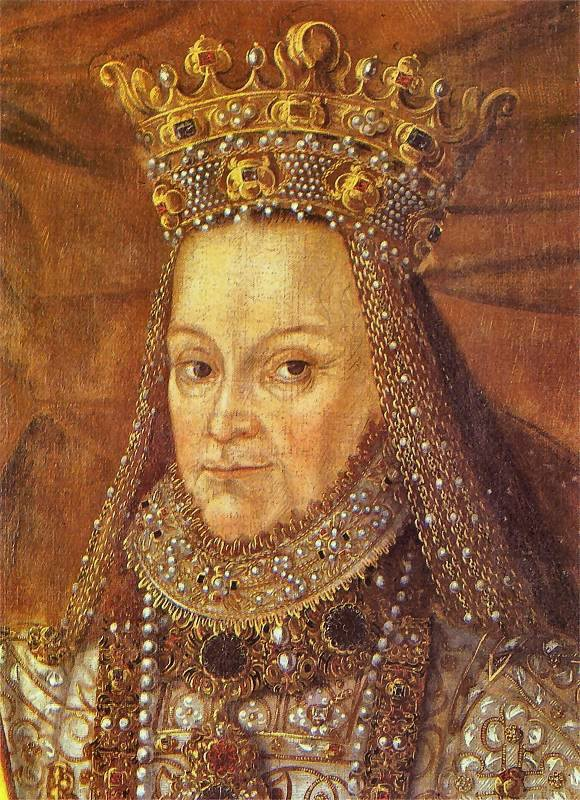
1576: Anna Jagiellonica im Krönungsornat

- 1576: Fürst Stephan Báthory von Siebenbürgen heiratet die polnische Prinzessin Anna Jagiellonica. Gemeinsam werden sie als Könige von Polen und Großfürsten von Litauen zu gewählten Staatsoberhäuptern der Adelsrepublik Polen-Litauen gekrönt.

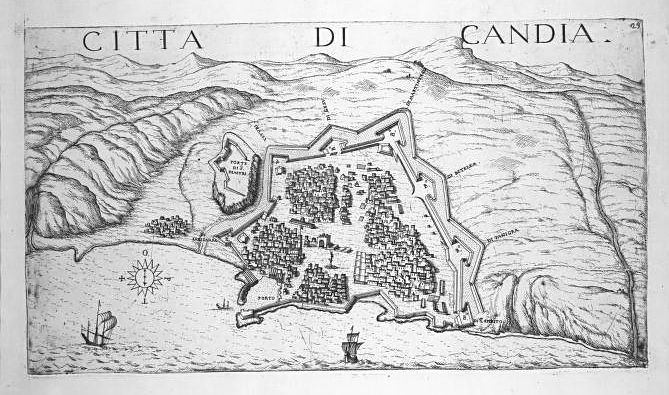
1648: Festung Candia

- 1648: Das Osmanische Reich beginnt mit der Belagerung von Candia, einer von der Republik Venedig auf der Insel Kreta gehaltenen Festungsstadt. Es wird mehr als 21 Jahre dauern, bis sich in dieser längsten Belagerung der Geschichte die Türken durchsetzen.
- 1707: Durch die Vereinigung der Königreiche England – seit 1536 in Union mit dem Fürstentum Wales – und Schottland durch das Inkrafttreten des Act of Union entsteht das Königreich Großbritannien.

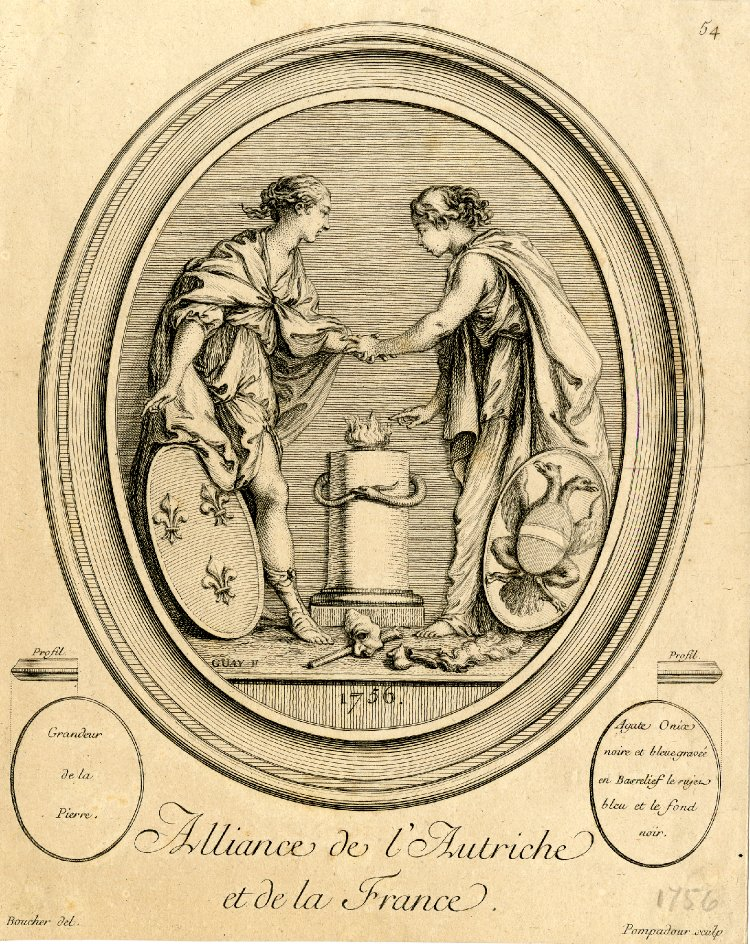
1756: Kupferstich auf den ersten Vertrag von Versailles

- 1756: Der von Österreichs Kanzler Wenzel Anton von Kaunitz-Rietberg über Madame de Pompadour eingefädelte erste Vertrag von Versailles zwischen Frankreich unter Ludwig XV. und Österreich unter Maria Theresia markiert die in Gang gekommene „Umkehrung der Allianzen“.
- 1757: Als Reaktion auf den von Friedrich dem Großen ausgelösten Dritten Schlesischen Krieg schließen Österreich und Frankreich den zweiten Vertrag von Versailles, der auf eine Zerschlagung Preußens abzielt.
- 1808: Mit der Bayerischen Konstitution, der ersten verfassungsrechtlichen Grundlage des Königreichs Bayern, wird von König Maximilian I. Joseph die erste ständeunabhängige Volksvertretung in einem deutschen Staat eingeführt.

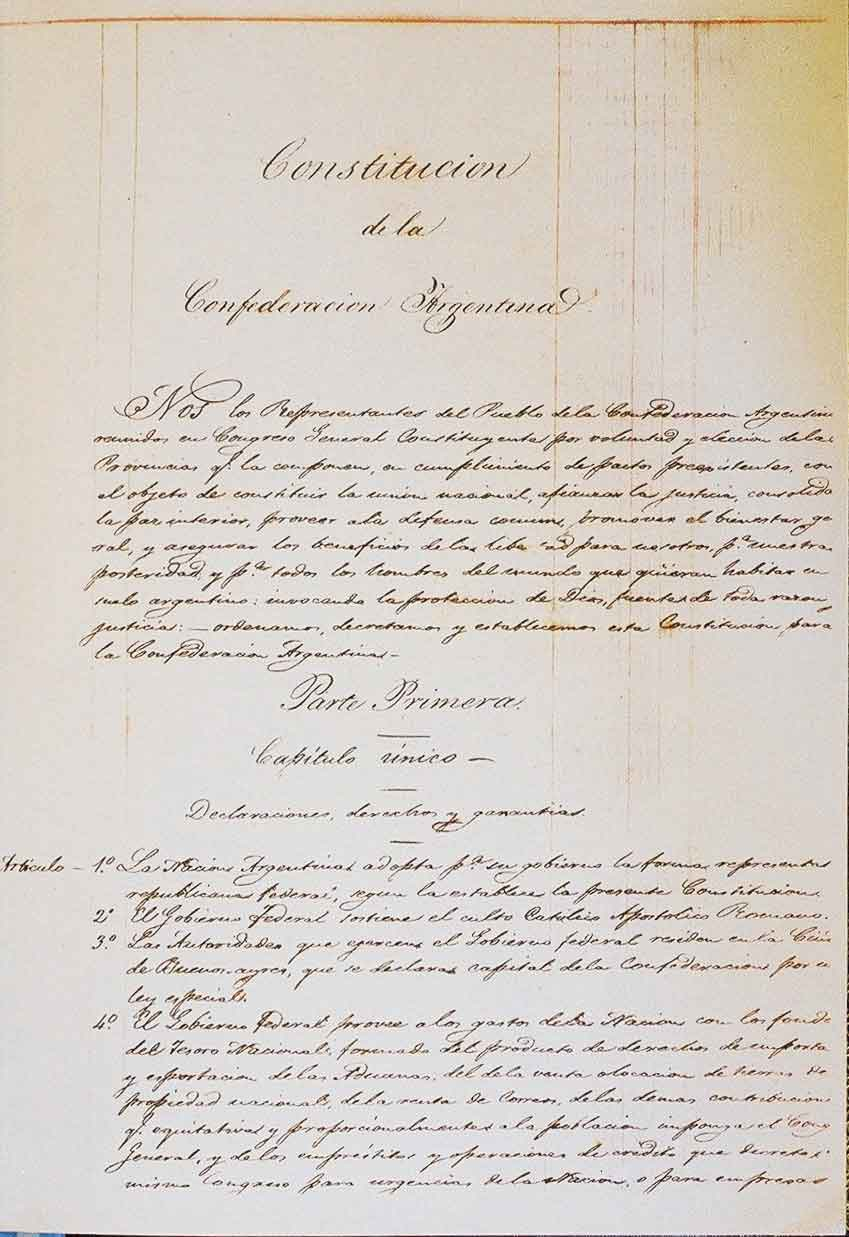
1853: Deckblatt der Verfassung

- 1853: Die verfassungsgebende Versammlung der Vereinigten Provinzen des Río de la Plata beschließen eine föderale Verfassung, in der der Name Argentinischen Konföderation angenommen wird. Die Provinz Buenos Aires nimmt an der Versammlung nicht teil und erklärt sich als Estado de Buenos Aires unabhängig.
- 1863: Die Stars and Bars wird als Flagge der Konföderierten Staaten von Amerika vom Stainless Banner abgelöst.

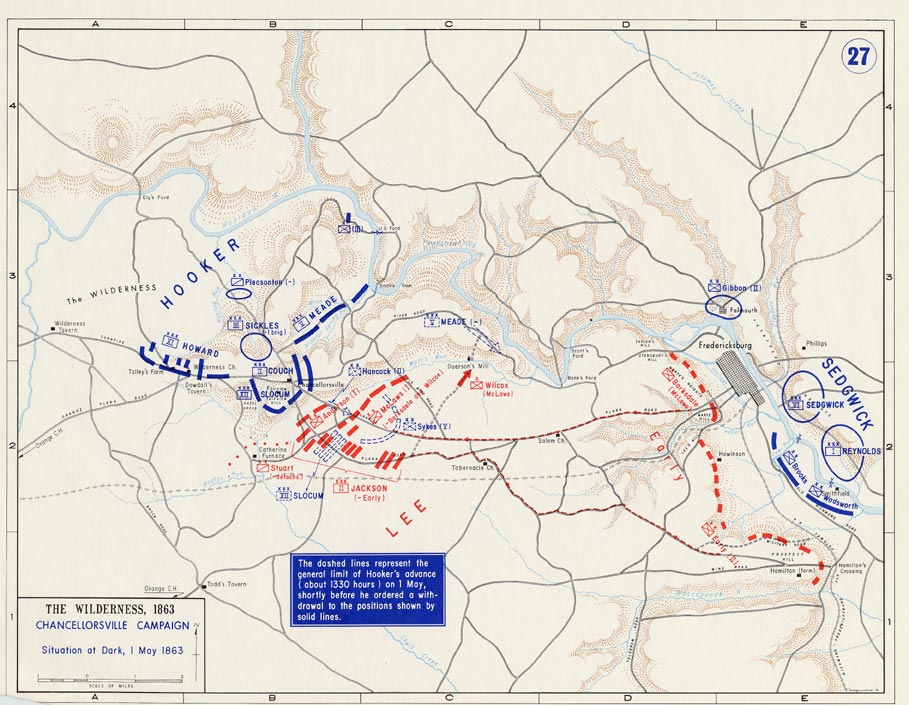
1863: erster Tag der Schlacht bei Chancellorsville

- 1863: Im Sezessionskrieg beginnt die viertägige Schlacht bei Chancellorsville zwischen der Army of Northern Virginia des Südstaaten-Generals Robert E. Lee und der Army of the Potomac von Generalmajor Joseph Hooker.
- 1865: Brasilien, Argentinien und Uruguay schließen sich zur Tripel-Allianz zusammen, um den aggressiven paraguayischen Diktator Francisco Solano López im Tripel-Allianz-Krieg zu entmachten.
- 1886: In Chicago, Illinois, beginnt mit einer Versammlung, bei der der Journalist August Spies von der Chicagoer Arbeiter-Zeitung eine Rede hält, ein Streik, in dessen Verlauf es zum Haymarket Riot kommt, bei dem mehrere Menschen sterben. Dieses Ereignis wird zum Bezugsdatum für den Tag der Arbeit.
- 1890: Der Erste Mai wird im Gedenken an die Haymarket Riot erstmals international als „Kampftag der Arbeiterbewegung“ begangen. Der Gedenktag ist von der Zweiten Internationale ausgerufen worden.

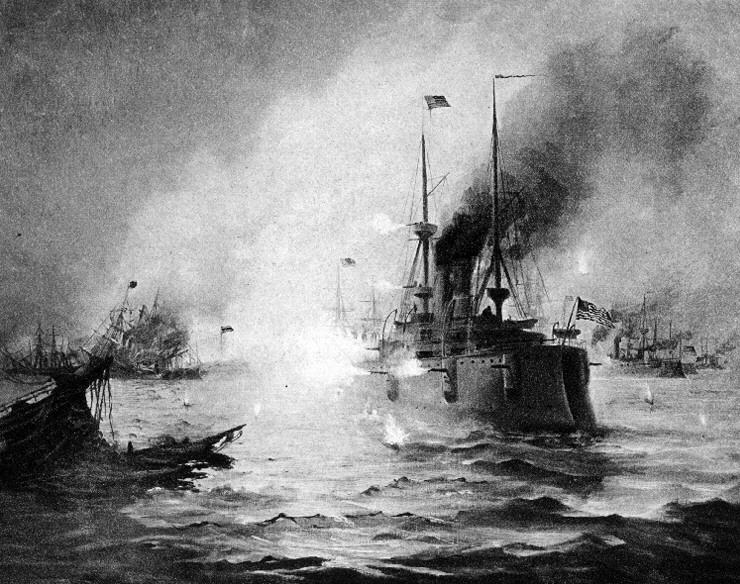
1898: Schlacht in der Bucht von Manila

- 1898: In der Schlacht in der Bucht von Manila besiegt das US-Asiengeschwader unter George Dewey die spanische Pazifikflotte bei der ersten größeren Kampfhandlung im Spanisch-Amerikanischen Krieg.
- 1909: Der deutsche Offizier Paul Graetz erreicht Swakopmund in Deutsch-Südwestafrika und beendet damit die erste Durchquerung Afrikas mit dem Automobil, die er am 10. August 1907 in Daressalam in Deutsch-Ostafrika begonnen hat.
- 1916: In Deutschland gilt die erste Sommerzeit. Der 1. Mai beginnt bereits am 30. April um 23:00 Uhr.
- 1920: Die sieben thüringischen Staaten Sachsen-Altenburg, Sachsen-Gotha, Sachsen-Meiningen, Sachsen-Weimar-Eisenach, Schwarzburg-Rudolstadt, Schwarzburg-Sondershausen und der Volksstaat Reuß schließen sich in Umsetzung der „kleinthüringischen Lösung“ zum Land Thüringen zusammen. Coburg, dessen Bevölkerung sich mehrheitlich gegen einen Beitritt ausgesprochen hat, vereinigt sich hingegen zwei Monate später mit Bayern.
- 1929: In Berlin kommt es zum sogenannten Blutmai, als die Polizei auf einen von der Kommunistischen Partei Deutschlands organisierten Demonstrationszug von Arbeitern schießt.
- 1933: Der 1. Mai wird durch das Gesetz vom 10. April 1933 von der Reichsregierung auf Betreiben der NSDAP zum gesetzlichen Feiertag („Tag der nationalen Arbeit“) bestimmt.
- 1934: In Österreich tritt die von der austrofaschistischen Bundesregierung unter Engelbert Dollfuß erlassene ständestaatliche Maiverfassung in Kraft. Gleichzeitig wird das Konkordat mit dem Heiligen Stuhl ratifiziert.

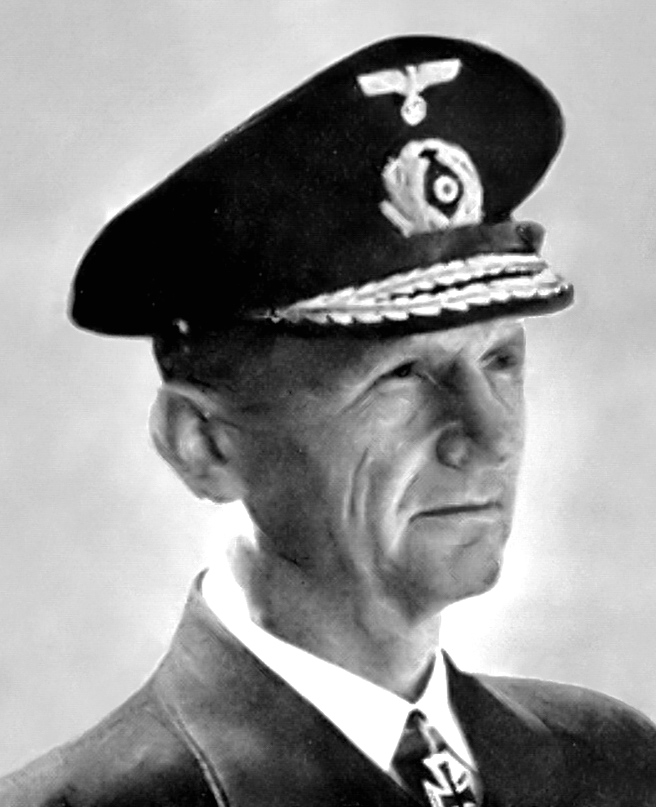
1945: Admiral Karl Dönitz

- 1945: Karl Dönitz, von Hitler testamentarisch zum Reichspräsidenten des Deutschen Reichs bestimmt, erklärt in einer über den Reichssender Hamburg gesendeten Rundfunkansprache die Fortsetzung des militärischen Kampfes gegen „den vordrängenden bolschewistischen Feind“. In Berlin nehmen sich Joseph Goebbels, testamentarisch zum Reichskanzler bestimmt, und seine Frau Magda nach der Ermordung ihrer Kinder das Leben.
- 1947: Mitglieder der Bande von Salvatore Giuliano erschießen im Gebiet Portella della Ginestra auf Sizilien elf Teilnehmer einer Maikundgebung.
- 1949: In der Endphase des Chinesischen Bürgerkriegs gründen die Kommunisten nach sowjetischem Vorbild der Minderheitenpolitik die Autonome Region Innere Mongolei. Erster Regierungschef wird Ulanhu und der Gründungsort erhält den Namen „Ulanhot“ (Rote Stadt).
- 1950: Das Hilfswerk der Vereinten Nationen für Palästina-Flüchtlinge im Nahen Osten (UNRWA) nimmt seine Arbeit auf. Es soll als temporäres Hilfsprogramm der Vereinten Nationen zur Linderung des Palästinensischen Flüchtlingsproblems beitragen und die Grundbedürfnisse der palästinensischen Flüchtlinge befriedigen.
- 1956: Der Direktor des Krankenhauses im japanischen Minamata, Hajime Hosokawa, berichtet erstmals von einer epidemisch auftretenden Krankheit des Zentralnervensystems, die später als Minamata-Krankheit bekannt wird. An der durch unkontrollierte Verklappung von Methylquecksilberiodid ins Meerwasser hervorgerufenen Krankheit sterben rund 3000 Menschen, über 17.000 werden schwer geschädigt.
- 1960: Während des Kalten Krieges wird über der Sowjetunion ein U-2-Spionageflugzeug der USA abgeschossen. Der Pilot Francis Gary Powers gerät in sowjetischen Gewahrsam.
- 1960: Der indische Bundesstaat Bombay wird aufgelöst und in die neuen Bundesstaaten Maharashtra und Gujarat geteilt.

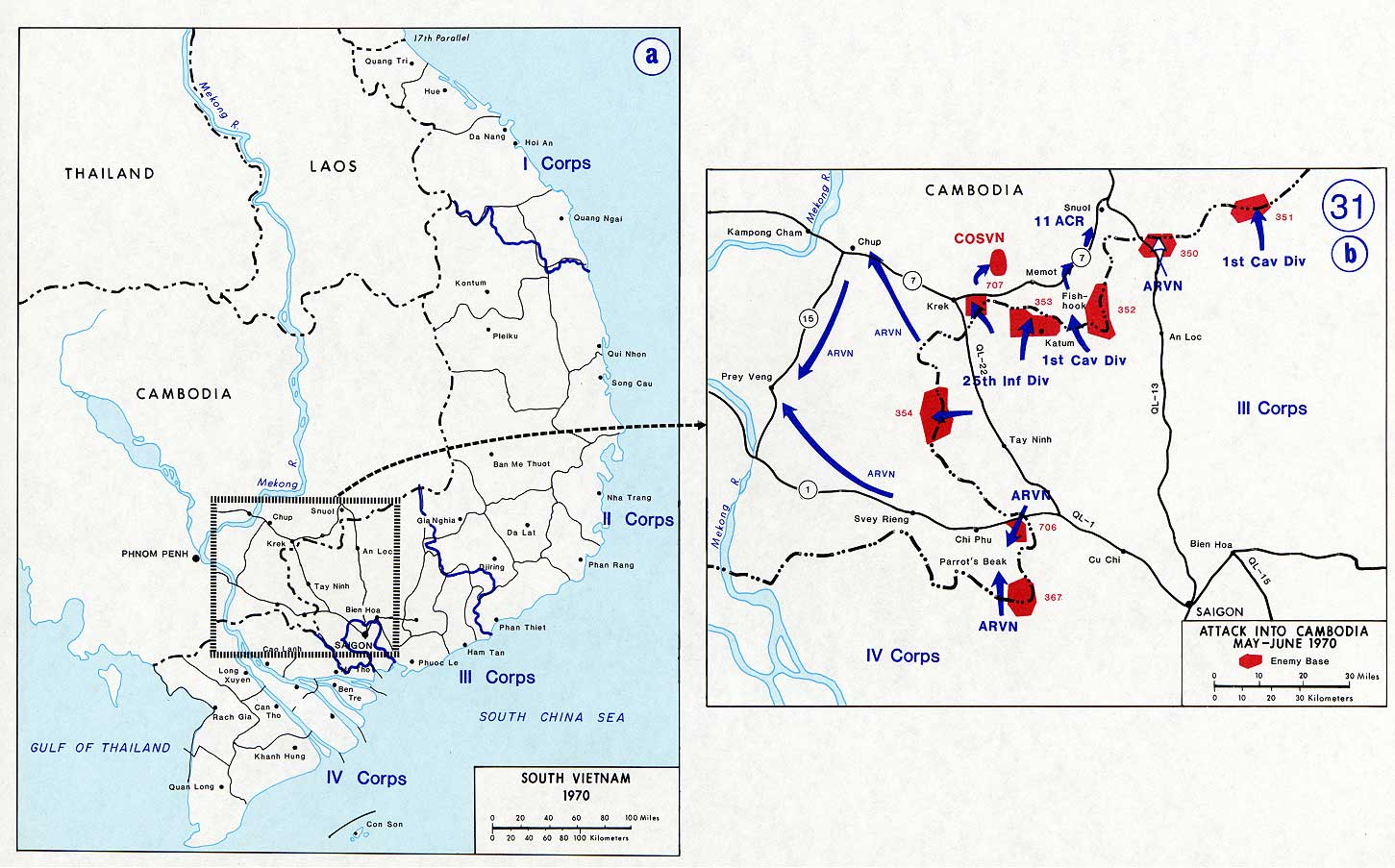
Südvietnam 1970 und der Einfall in Kambodscha

- 1970: Nachdem bereits am Vortag südvietnamesische Truppen die Grenze überschritten haben, beginnt von Südvietnam aus auch eine US-Invasion in Kambodscha mit dem Ziel, Nachschubwege der Nordvietnamesen im Vietnamkrieg abzuschneiden.
- 1974: In der Bundesrepublik Deutschland wird weltweit erstmals ein Punktesystem im Fahrerlaubnisrecht eingeführt, mit dem Einträge im Verkehrszentralregister des Kraftfahrt-Bundesamtes in Flensburg-Mürwik bewertet werden. Beim Überschreiten der Punktzahl ist nunmehr die theoretische Fahrprüfung zu wiederholen.
- 1977: Bei der größten 1. Mai-Demonstration in der Geschichte der Türkei werden 37 Menschen durch Angriffe türkischer Counterguerillakräfte getötet (Taksim-Massaker).
- 1979: Grönland erhält von Dänemark die Selbstverwaltung sowie innere Autonomie mit eigenem Parlament und eigener Regierung. Erster Ministerpräsident wird Jonathan Motzfeldt.

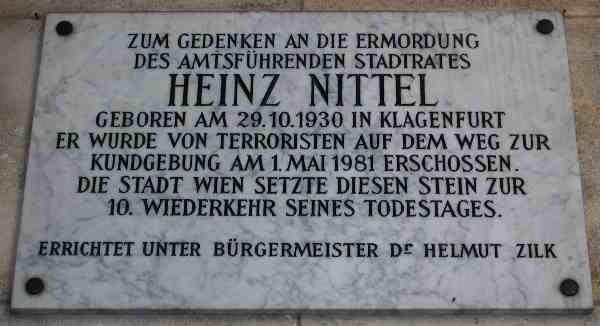
1981: Gedenktafel für Heinz Nittel

- 1981: Der Wiener Stadtrat Heinz Nittel wird von Hussam Rajeh im Auftrag von Bahij Younis, einem Mitglied der Terrororganisation Abu Nidal, durch mehrere gezielte Schüsse ermordet.
- 1982: Die britische Royal Air Force beginnt mit der Operation Black Buck, bei der zu Beginn des Falklandkrieges extrem weitführende Luftangriffe über eine Entfernung von 6.250 km auf argentinische Stellungen auf den Falklandinseln von einer Basis auf Ascension aus geführt werden. Die Operation dauert bis zum 12. Juni.
- 1987: Ausschreitungen in Berlin-Kreuzberg mit Brandstiftungen, Plünderungen und Barrikadenbau lassen die Polizei für eine Nacht die Kontrolle über den Stadtteil Berlin SO 36 verlieren. Seitdem führen Autonome und Antifa-Gruppen fast jedes Jahr eine oder mehrere sogenannte revolutionäre 1. Mai-Demonstrationen unter dem Namen Erster Mai in Kreuzberg durch.
- 1993: Der Präsident Sri Lankas, Ranasinghe Premadasa fällt in Colombo einem Attentat der tamilisch-extremistischen LTTE zum Opfer.

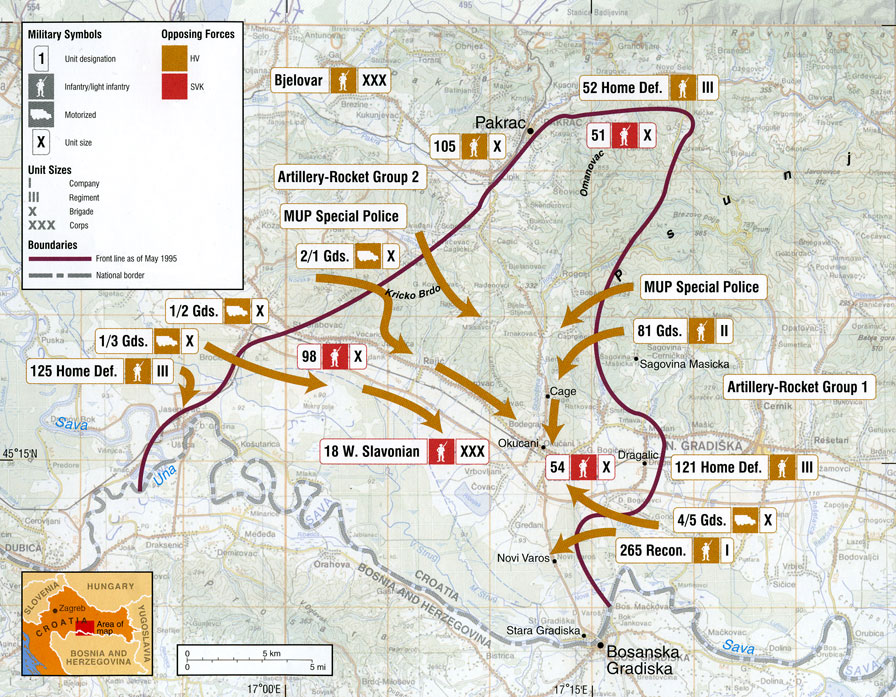
1995: Operation Bljesak

- 1995: Die kroatische Armee startet im Kroatienkrieg die zweitägige Operation Bljesak zur Rückeroberung von Serben besetzter Gebiete in Westslawonien.
- 1997: Bei den Wahlen zum britischen Unterhaus gewinnt die Labour Party unter Tony Blair und führt damit nach 18 Jahren einen Regierungswechsel herbei. Er folgt John Major von der Conservative Party, die bei der Wahl die Hälfte ihrer Sitze einbüßt, darunter alle in Schottland und Wales.
- 1999: Der nigerianische Asylbewerber Marcus Omofuma, von den begleitenden Beamten der österreichischen Fremdenpolizei gefesselt und geknebelt, stirbt während der Zwangsabschiebung im Flugzeug.
- 2003: An Bord des Flugzeugträgers Abraham Lincoln erklärt US-Präsident George W. Bush mit den Worten Mission Accomplished den Irakkrieg offiziell für beendet. Die Lockheed S-3, mit der Bush auf dem Flugzeugträger landet, erhält als bisher einziges Luftfahrzeug der United States Navy das Funkrufzeichen Navy One.

EU-Beitrittsländer 2004

- 2004: Im Rahmen der EU-Osterweiterung werden 10 neue Staaten in die Europäische Union aufgenommen: Estland, Lettland, Litauen, Polen, die Slowakei, Slowenien, Ungarn, Tschechien, Malta und Zypern. In vielen Städten finden Freudenfeiern und große Feuerwerke statt, in Athen ein großer Festakt mit den 25 Staats- und Regierungschefs. Es handelt sich um die bisher größte EU-Erweiterung.
- 2004: In Österreich wird der älteste Wachkörper des Landes, die Zollwache, aus Anlass der EU-Osterweiterung aufgelöst.
- 2011: In Deutschland und Österreich gilt die Arbeitnehmerfreizügigkeit für die 10 Staaten der EU-Osterweiterung von 2004.

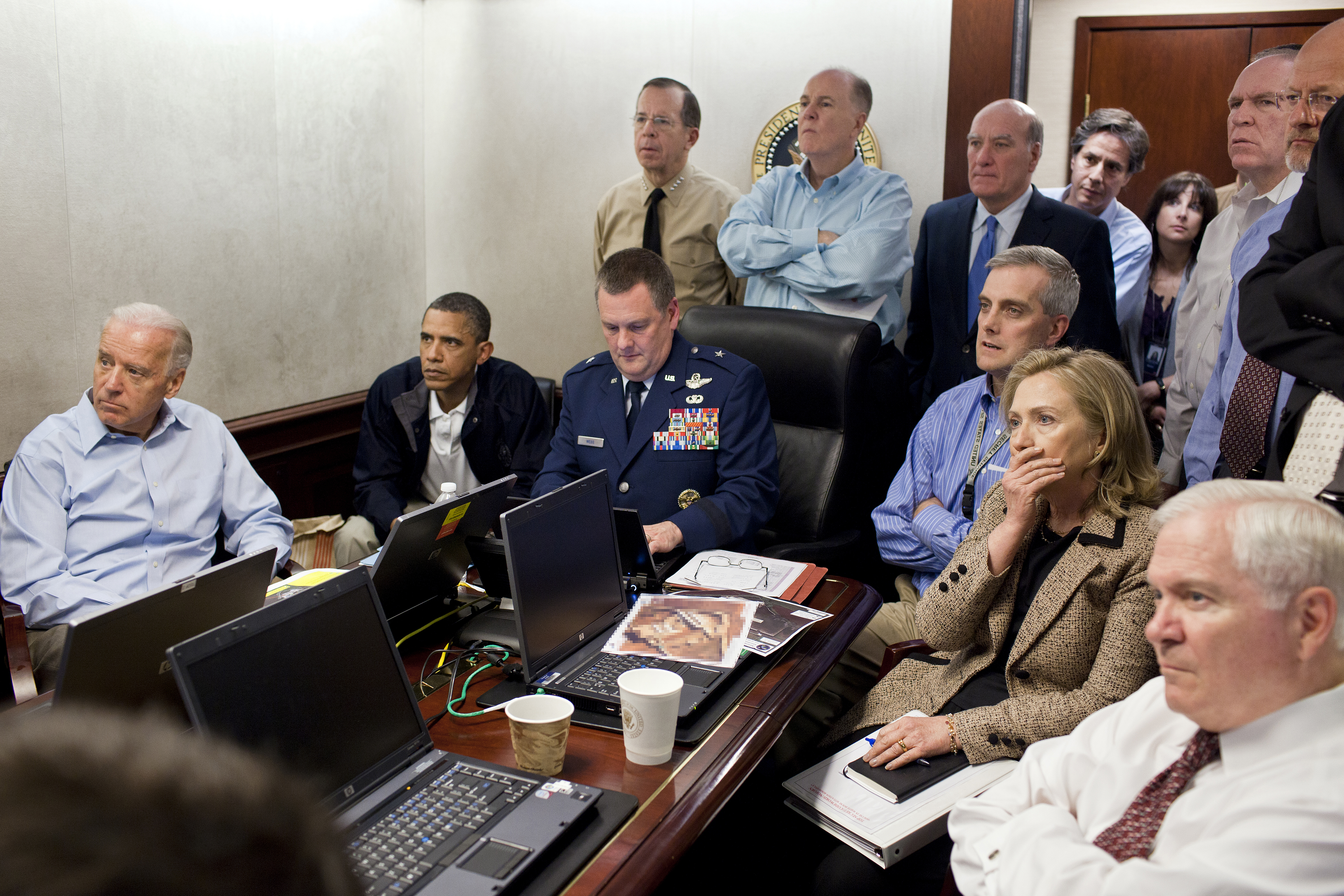
2011: Das Foto Situation Room

- 2011: Im Weißen Haus nimmt Pete Souza das Foto Situation Room auf. Es zeigt den US-Präsidenten Barack Obama zusammen mit Mitgliedern seines Sicherheitsteams, wie sie über den Verlauf der Operation Neptune’s Spear informiert werden, in deren Verlauf der Terrorist Osama bin Laden durch Angehörige einer US-Spezialeinheit in Abbottabad, Pakistan, getötet wird.

### Wirtschaft
- 1775: Der Chemiker Frantz Heinrich Müller gründet in Kopenhagen die Königliche Porzellanmanufaktur. Das junge Unternehmen wird zunächst mit der Zusage eines Monopols auf 50 Jahre staatlich gefördert.
- 1821: Die Bank of England tauscht ihre Banknoten wieder gegen Gold ein; damit endet die seit Ende 1797 wegen des Kriegs gegen Frankreich bestehende bank-restrictio.

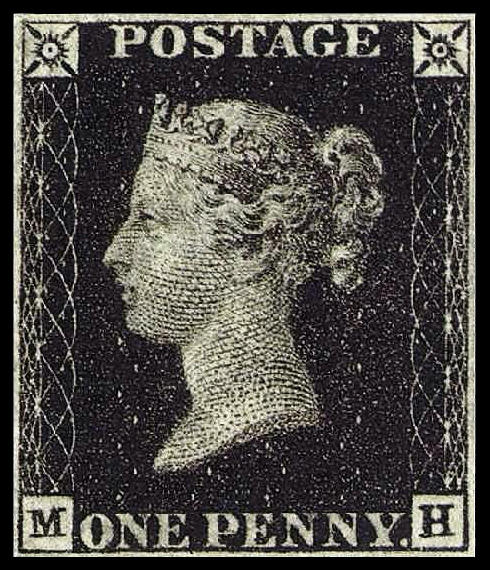
1840: One Penny Black

- 1840: Im Vereinigten Königreich von Großbritannien und Irland beginnt der Verkauf der von Rowland Hill entworfenen One Penny Black, der weltweit ersten Briefmarke. Gültigkeitsbeginn ist am 6. Mai.

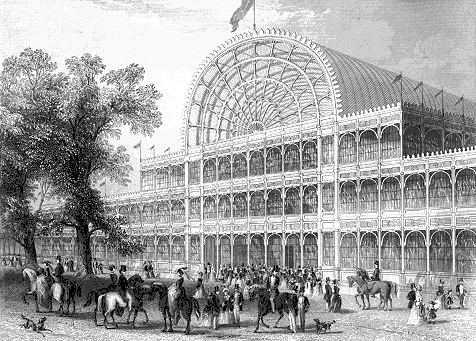
1851: Crystal Palace

- 1851: Im von Joseph Paxton eigens dafür errichteten Crystal Palace im Londoner Hyde Park wird die Great Exhibition, die erste Weltausstellung, feierlich eröffnet.
- 1851: Das Großherzogtum Baden gibt seine ersten Briefmarken heraus. In Verkehr gerät auch der 43 Jahre später entdeckte Baden-Fehldruck 9 Kreuzer, inzwischen eine der großen Raritäten der Philatelie.
- 1862: Nach elf Jahren öffnen sich in London, bei den Gärten der Royal Horticultural Society in South Kensington, wieder die Tore für eine Weltausstellung.

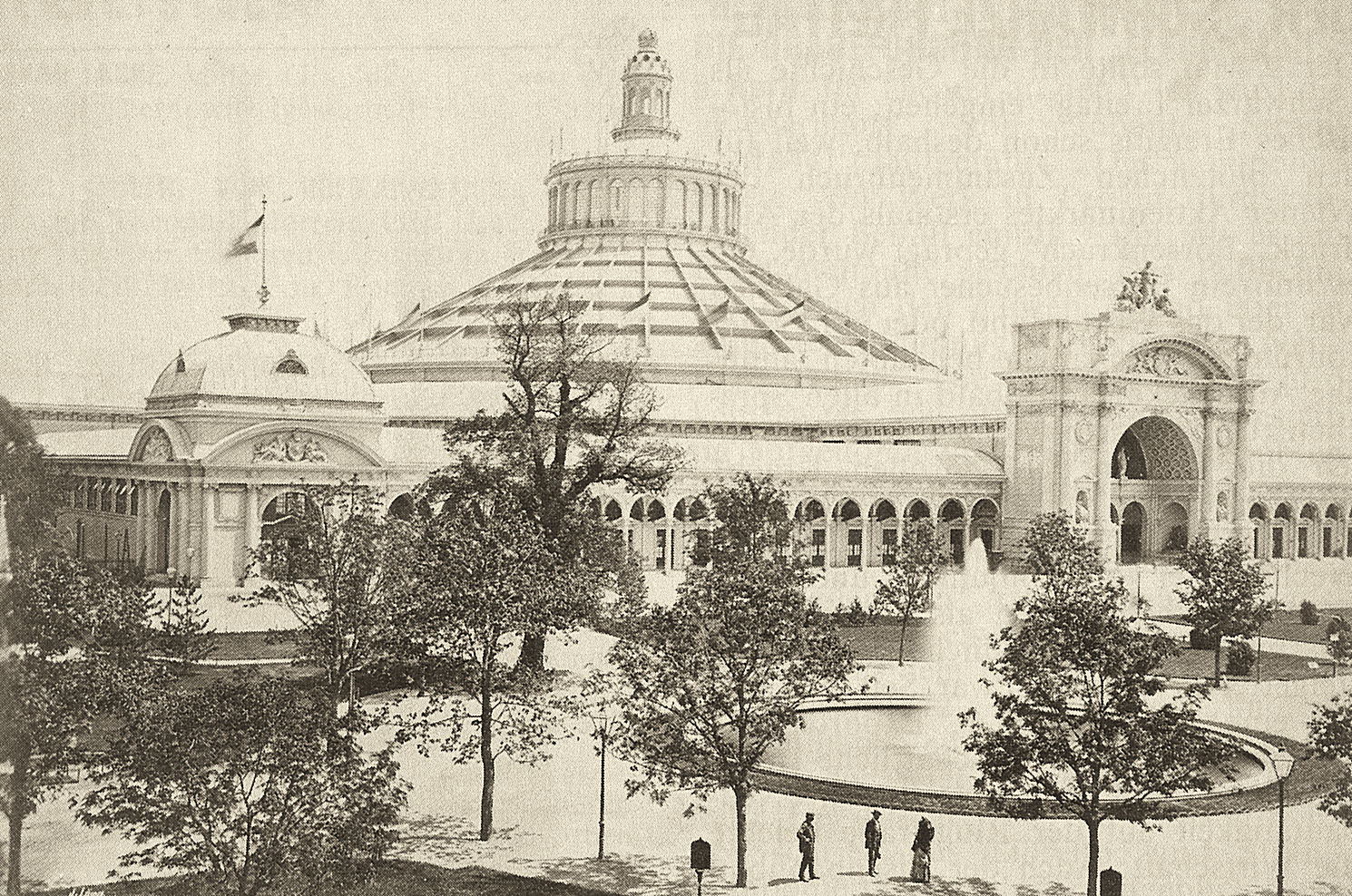
1873: Die Rotunde

- 1873: Die Weltausstellung in Wien wird von Kaiser Franz Joseph I. eröffnet. Eines der Gebäude, die von Hauptarchitekt Carl von Hasenauer eigens für diese Weltausstellung errichtet worden sind, ist die Rotunde im Wiener Prater.
- 1878: In Paris wird die Weltausstellung, die Exposition Universelle auf dem Champ de Mars, erstmals mit Länderpavillons eröffnet. Unter anderem ist am 30. Juni der soeben fertiggestellte Kopf der Freiheitsstatue zu besichtigen.
- 1883: Auf der Weltausstellung in Amsterdam stellen zwei französische Parfumhersteller den ersten Lippenstift, einen in Seidenpapier gewickelten Stift aus gefärbtem Rizinusöl, Hirschtalg und Bienenwachs, vor.
- 1892: In Deutschland verkehrt mit dem D 31/32 zwischen Köln und Berlin der erste Durchgangszug.

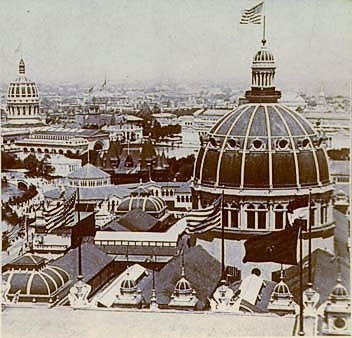
1893: World Columbian Exposition

- 1893: In Chicago eröffnet US-Präsident Grover Cleveland die 19. Weltausstellung. Die World’s Columbian Exposition dauert bis zum 30. Oktober. Großen Einfluss auf den Inhalt der Ausstellung hat die Vorsitzende des Board of Lady Managers, Bertha Honoré Palmer.
- 1901: Eine weitere Weltausstellung eröffnet in Buffalo, New York. Die Pan-American Exposition wird hauptsächlich durch das Schussattentat auf US-Präsident William McKinley am 6. September bekannt.
- 1946: In Westaustralien beginnt der Pilbara Strike. 800 Farmarbeiter, hauptsächlich Aborigines, wollen mit der Arbeitsniederlegung gerechtere Löhne, bessere Arbeitsbedingungen sowie Menschen- und Kulturrechte für die indigene Bevölkerung erreichen.

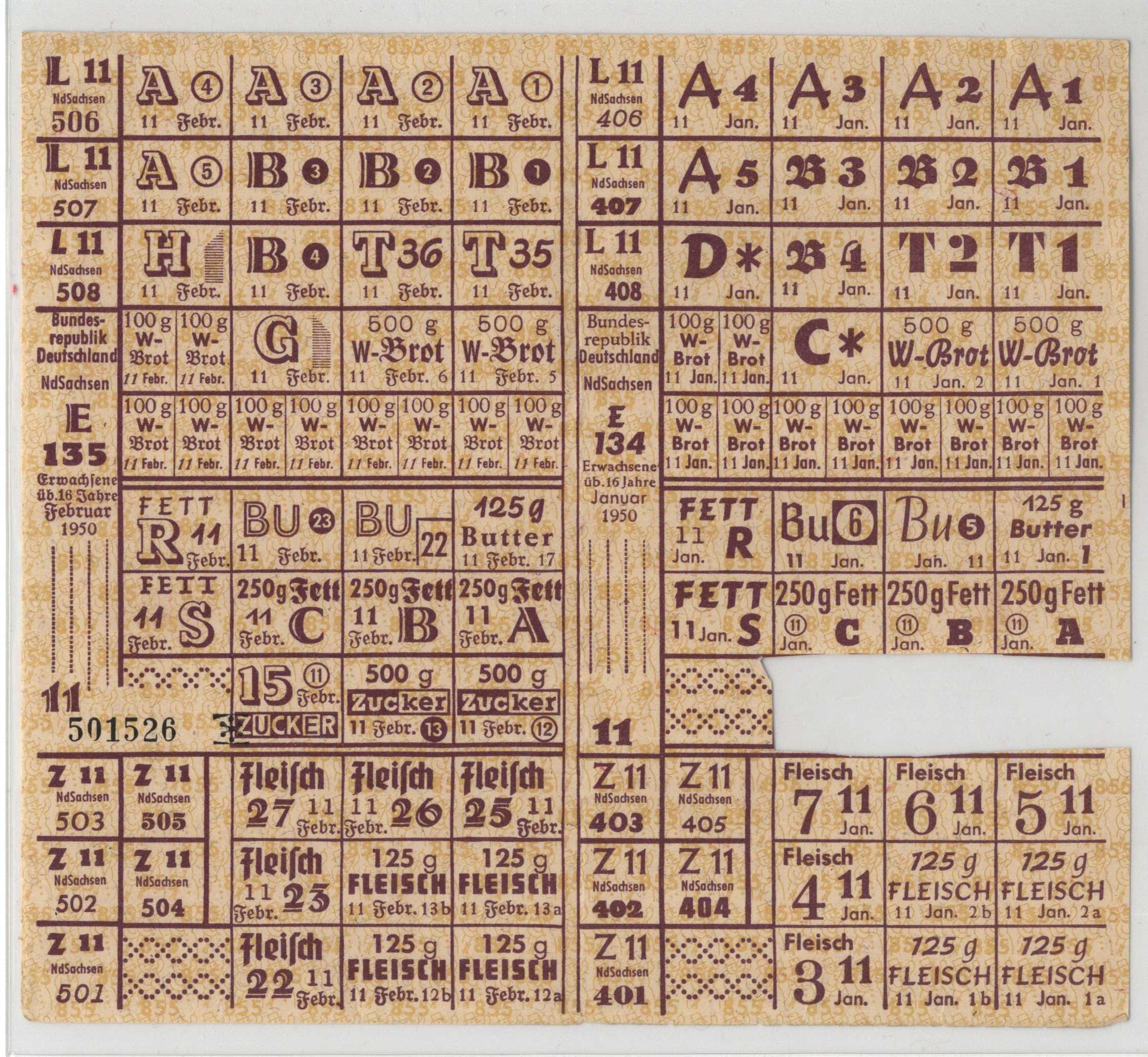
1950: Lebensmittelkarte aus Niedersachsen

- 1950: In der Bundesrepublik Deutschland gibt es keine Lebensmittelmarken mehr, die Rationierung von Lebensmitteln ist abgeschafft.
- 1969: Das eurocheque-System kann erstmals und grenzüberschreitend von Scheckausstellern genutzt werden. Zahlungen mittels Scheck sind bei Vorlage seiner ec-Karte bis zu einer Höhe von 400 Deutsche Mark (oder dem Gegenwert in fremder Währung) durch sein Kreditinstitut dem Zahlungsempfänger gegenüber bei Einlösung garantiert.
- 1969: Das US-amerikanische Halbleiter-Unternehmen AMD wird gegründet.

1971: Das erste Amtrak-Logo

- 1971: Amtrak, eine halbstaatliche US-amerikanische Gesellschaft für den nationalen Personenzugsverkehr, nimmt ihren Betrieb auf. Mit dieser Gesellschaft will die US-Regierung private Eisenbahnunternehmen von ihrer Verpflichtung entbinden, Personenverkehr zu betreiben und dabei den Personenreiseverkehr in den USA aufrechterhalten.
- 1995: Das Abkommen über den Europäischen Wirtschaftsraum (EWR) tritt für Liechtenstein in Kraft.
- 2000: Der am 23. März einstimmig gewählte Deutsche Horst Köhler rückt als Geschäftsführender Direktor an die Spitze des Internationalen Währungsfonds (IWF).
- 2001: In Guatemala wird der US-Dollar als zweite Währung neben dem Quetzal eingeführt. Es ist damit nach Ecuador und El Salvador das dritte lateinamerikanische Land, das den Dollar als Parallelwährung einführt.

Logo der Expo 2010

- 2010: In Shanghai wird die Weltausstellung Expo 2010 unter dem Motto Better City, Better Life eröffnet, die bis zum 31. Oktober dauern wird.
- 2010: Fusionierung der MAN Truck & Bus AG Military Division mit der Rheinmetall Landsysteme GmbH zur Rheinmetall MAN Military Vehicles GmbH, um die Entwicklung und die Herstellung militärischer Radfahrzeuge beider Konzerne zu vereinigen.

### Wissenschaft und Technik

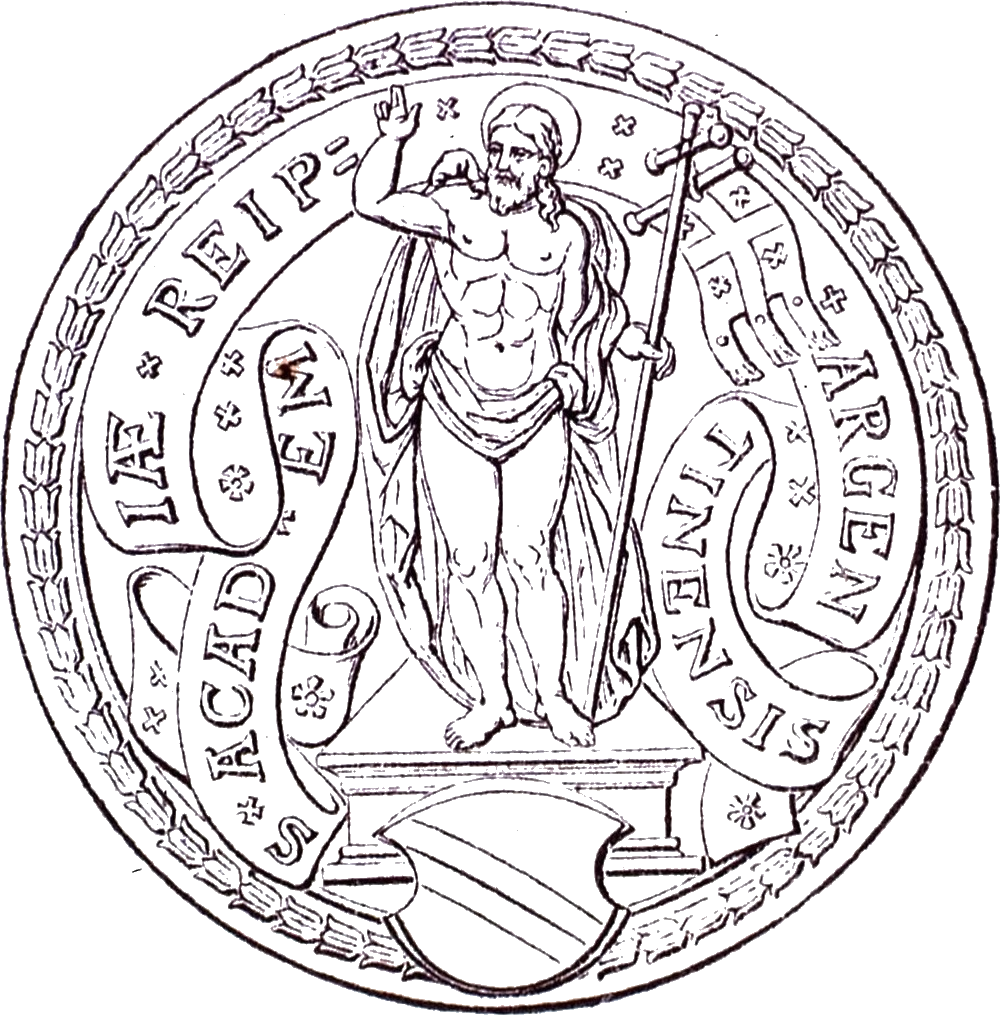
1567: Siegel der Akademie Straßburg

- 1567: In Straßburg nimmt die neu gegründete Akademie, die Vorläuferinstitution der späteren Universität ihren Lehrbetrieb auf.

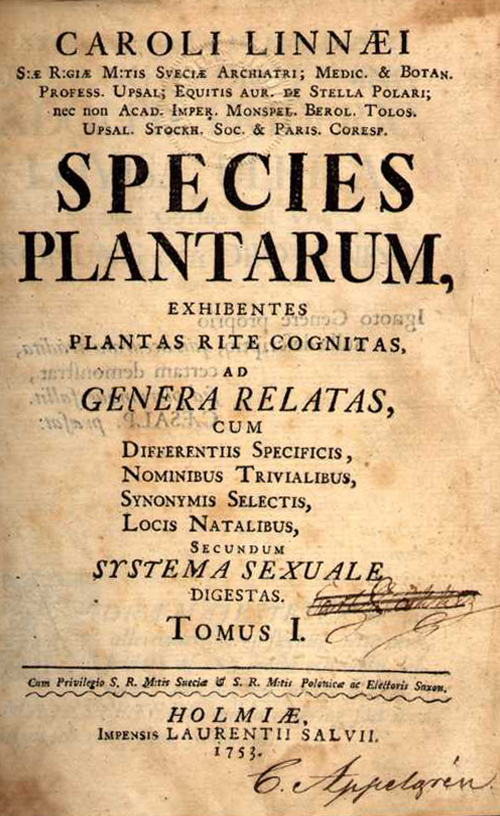
1753: Species Plantarum

- 1753: Die erste Auflage der Species Plantarum des schwedischen Naturwissenschaftlers Carl von Linné erscheint. Das Datum gilt damit als Beginn der Nomenklatur in der Botanik.
- 1776: Der Illuminatenorden wird von Adam Weishaupt zusammen mit zwei Studenten an der Universität Ingolstadt als Geheimbund gegründet, um der Vorherrschaft der Jesuiten in Wissenschaft und Lehre etwas entgegenzusetzen.
- 1872: Die nach dem Deutsch-Französischen Krieg wiedergegründete Universität Straßburg nimmt ihren Lehrbetrieb auf.

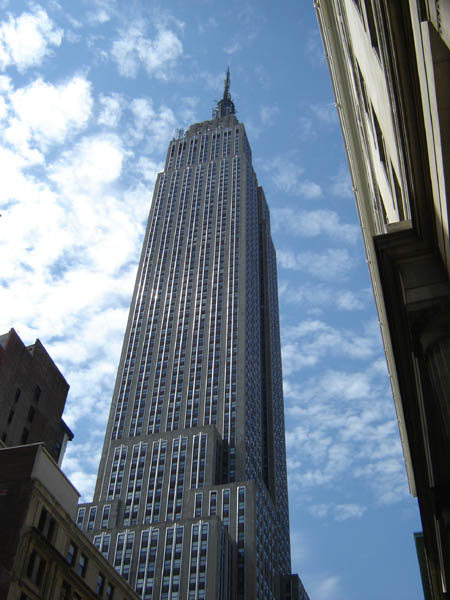
1931: Empire State Building

- 1931: Das Empire State Building in New York City wird von US-Präsident Herbert Hoover eröffnet. Es löst das Chrysler Building als höchstes Gebäude der Welt ab, ein Status, den es erst 1972 durch das ursprüngliche World Trade Center (1973–2001) wieder verliert.
- 1949: Der niederländische Astronom Gerard Peter Kuiper entdeckt den Neptun-Mond Nereid.
- 1988: Der Versuchszug InterCityExperimental der Deutschen Bundesbahn stellt mit 406,9 km/h im Rahmen der ICE-Weltrekordfahrt einen neuen Geschwindigkeits-Weltrekord für Schienenfahrzeuge auf. Zu den Gästen an Bord des Zugs zählen Bundesverkehrsminister Jürgen Warnke und Bundesforschungsminister Heinz Riesenhuber.

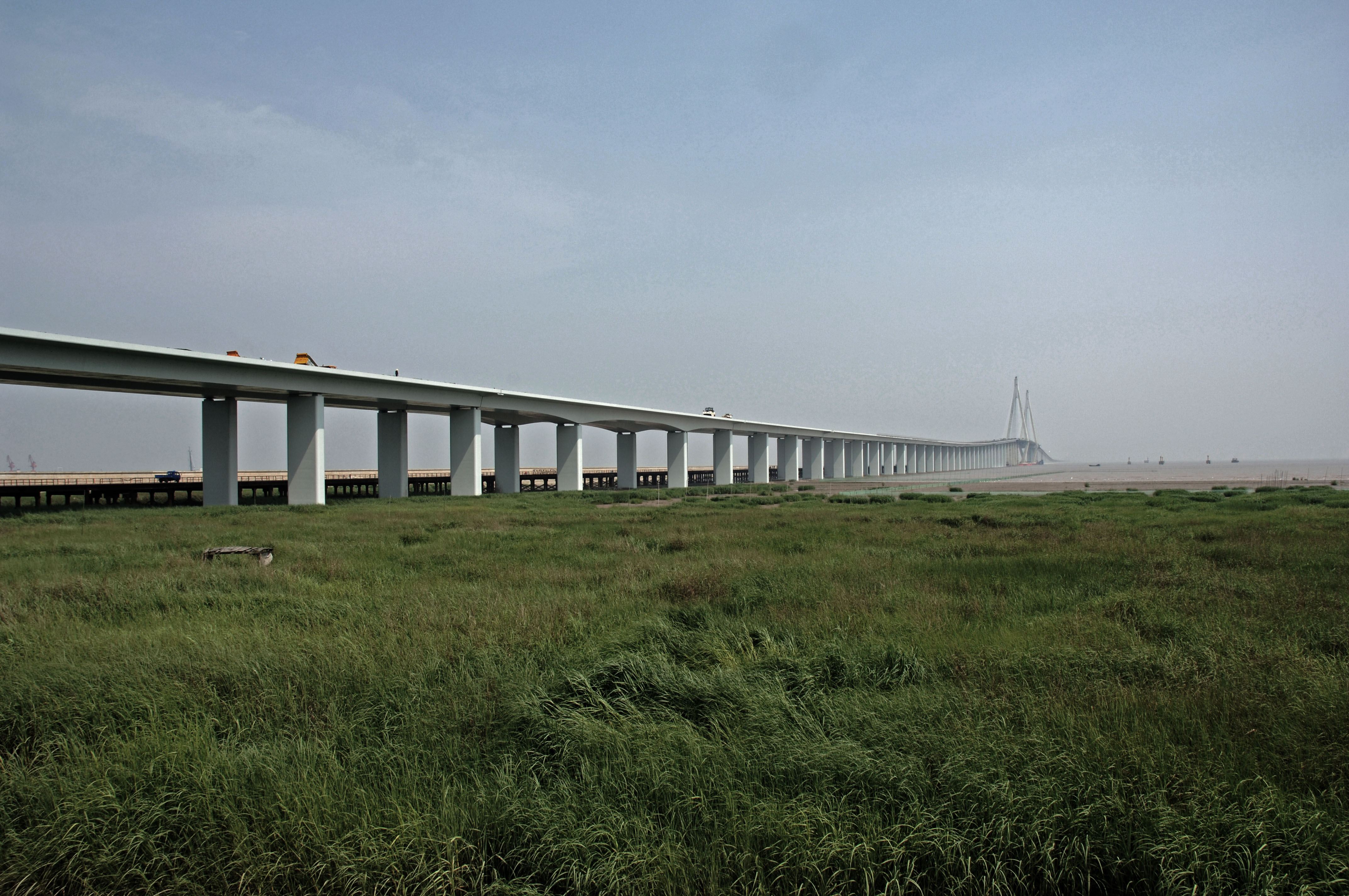
2008: Hangzhou Wan Daqiao

- 2008: Die Hangzhou Wan Daqiao, die längste Überseebrücke der Welt zwischen Cixi und Jiaxing in der Volksrepublik China, wird eröffnet.

### Kultur
- 1775: Die Uraufführung des Melodrams Medea von Georg Anton Benda mit dem Libretto von Friedrich Wilhelm Gotter findet am Theater am Rannstädter Tor in Leipzig statt.

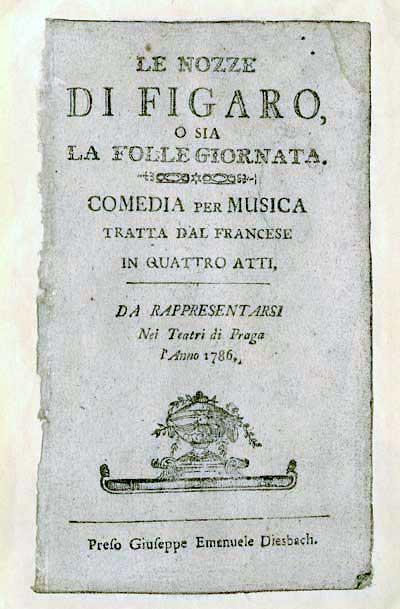
1786: Titelblatt des Librettos

- 1786: Die Oper Le nozze di Figaro, KV 492, von Wolfgang Amadeus Mozart wird am Burgtheater in Wien uraufgeführt. Das italienische Libretto stammt von Lorenzo Da Ponte und basiert auf der Komödie La Folle Journée, ou Le mariage de Figaro von Pierre Augustin Caron de Beaumarchais aus dem Jahr 1778. Die Oper wird vom Wiener Publikum sehr gemischt aufgenommen.

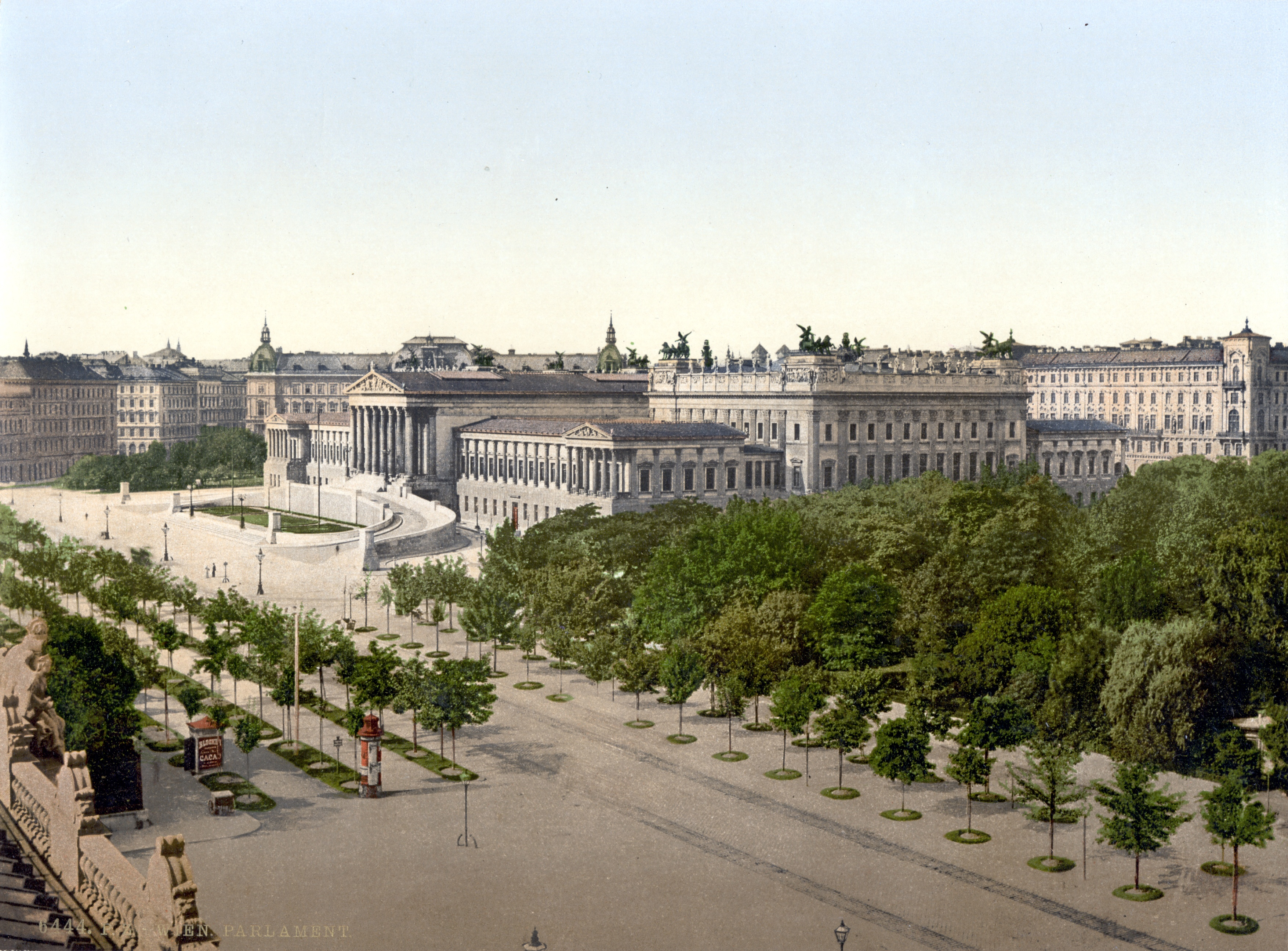
1865: Die Ringstraße nach ihrer Fertigstellung

- 1865: Kaiser Franz Joseph I. eröffnet die vier Kilometer lange und 57 Meter breite Wiener Ringstraße, die an Stelle der bisherigen Wiener Stadtmauern errichtete Prachtstraße. Der Ringstraßenstil als besondere Ausprägung des Historismus wird stilbildend für die Architektur der 1860er bis 1890er Jahre.
- 1865: Der Wiener Hofkapellmeister Johann von Herbeck entdeckt bei dem Komponisten und Musikkritiker Anselm Hüttenbrenner in Graz das Autograph einer bis dahin unbekannten Sinfonie von Franz Schubert, der „Unvollendeten“.
- 1875: Knapp zwei Jahre nachdem er bis auf die Grundmauern niedergebrannt ist, wird der neu erbaute Alexandra Palace im Alexandra Park in London wieder für die Öffentlichkeit freigegeben.

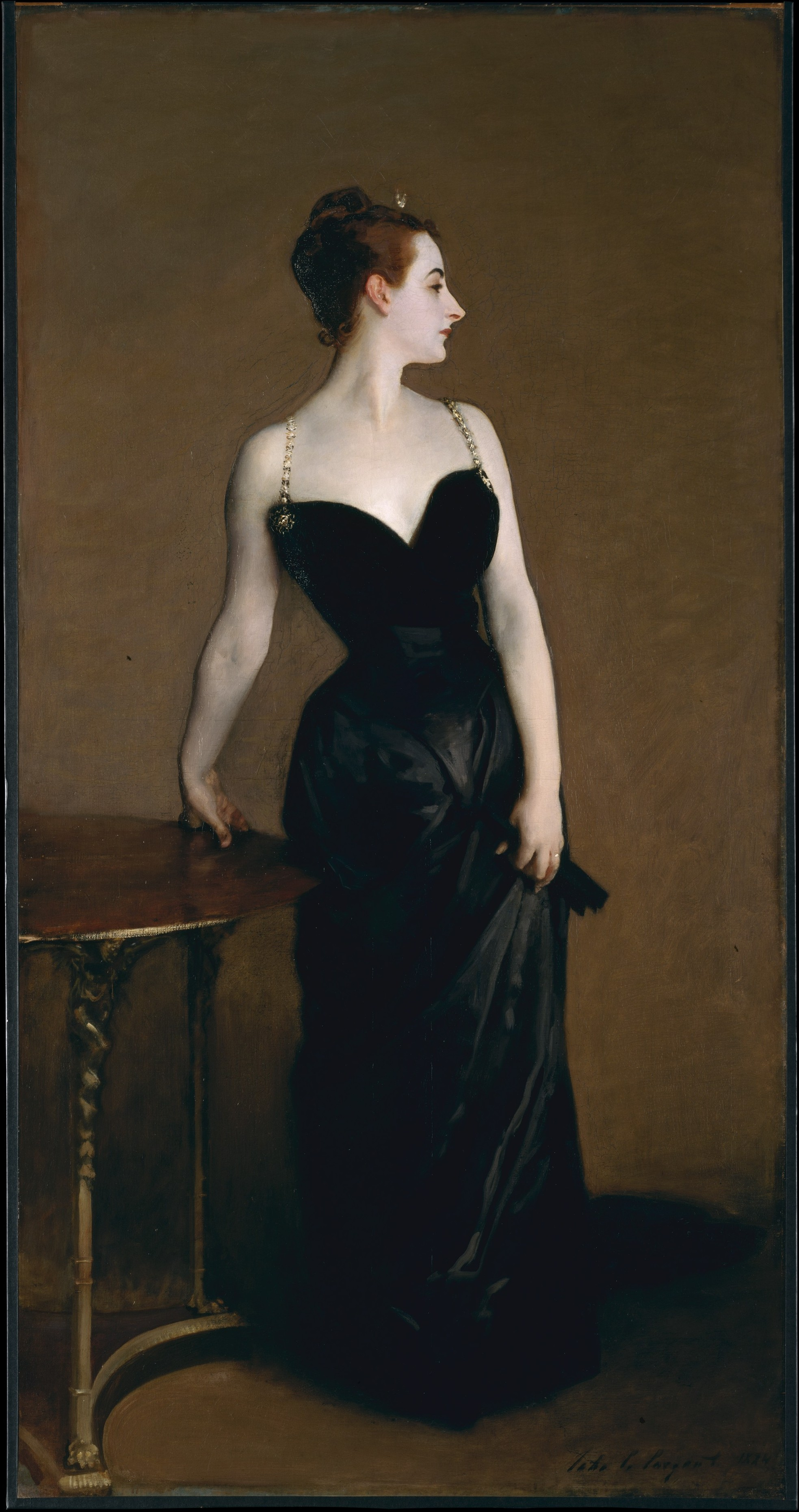
1884: Porträt der Madame X

- 1884: Das Porträt Madame X von John Singer Sargent löst auf dem Salon de Paris einen Skandal aus.
- 1899: Am Apollo-Theater in Berlin findet vom Komponisten dirigiert die Uraufführung der burlesk-phantastischen Ausstattungsoperette Frau Luna von Paul Lincke nach einem Libretto von Heinrich Bolten-Baeckers statt.
- 1941: Im New Yorker Palace Theatre hat Orson Welles’ Film Citizen Kane Premiere. Der Film wird bei seinem Erscheinen heftig kritisiert und zu einem finanziellen Misserfolg, gilt jedoch heute als Meilenstein in der Kinogeschichte.
- 1983: Das Musical My One and Only von Peter Stone und Timothy S. Mayer, basierend auf dem Musical Funny Face von George und Ira Gershwin, wird am St. James Theatre in New York City uraufgeführt.
- 2003: Der Rundfunk Berlin-Brandenburg nimmt seinen Betrieb auf. Der rbb ist aus der Fusion des Senders Freies Berlin (SFB) und des Ostdeutschen Rundfunks Brandenburg (ORB) hervorgegangen.

### Gesellschaft

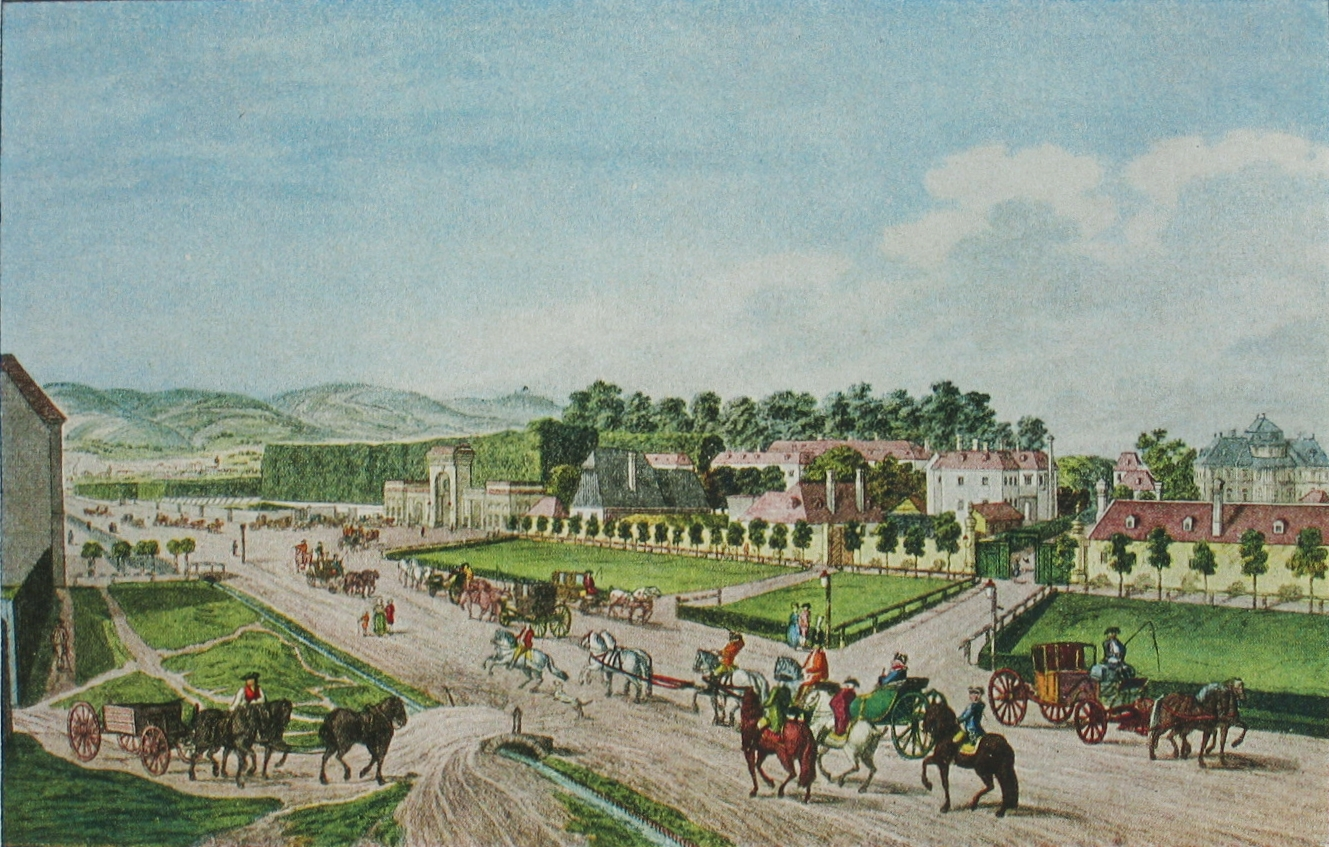
1775: Der Augarten

- 1775: Nach dem Prater macht Kaiser Joseph II. auch den Augarten in Wien für die Allgemeinheit zugänglich. Anlässlich des Ereignisses werden Nachtigallen ausgesetzt und deren Jagd unter Strafe gestellt.

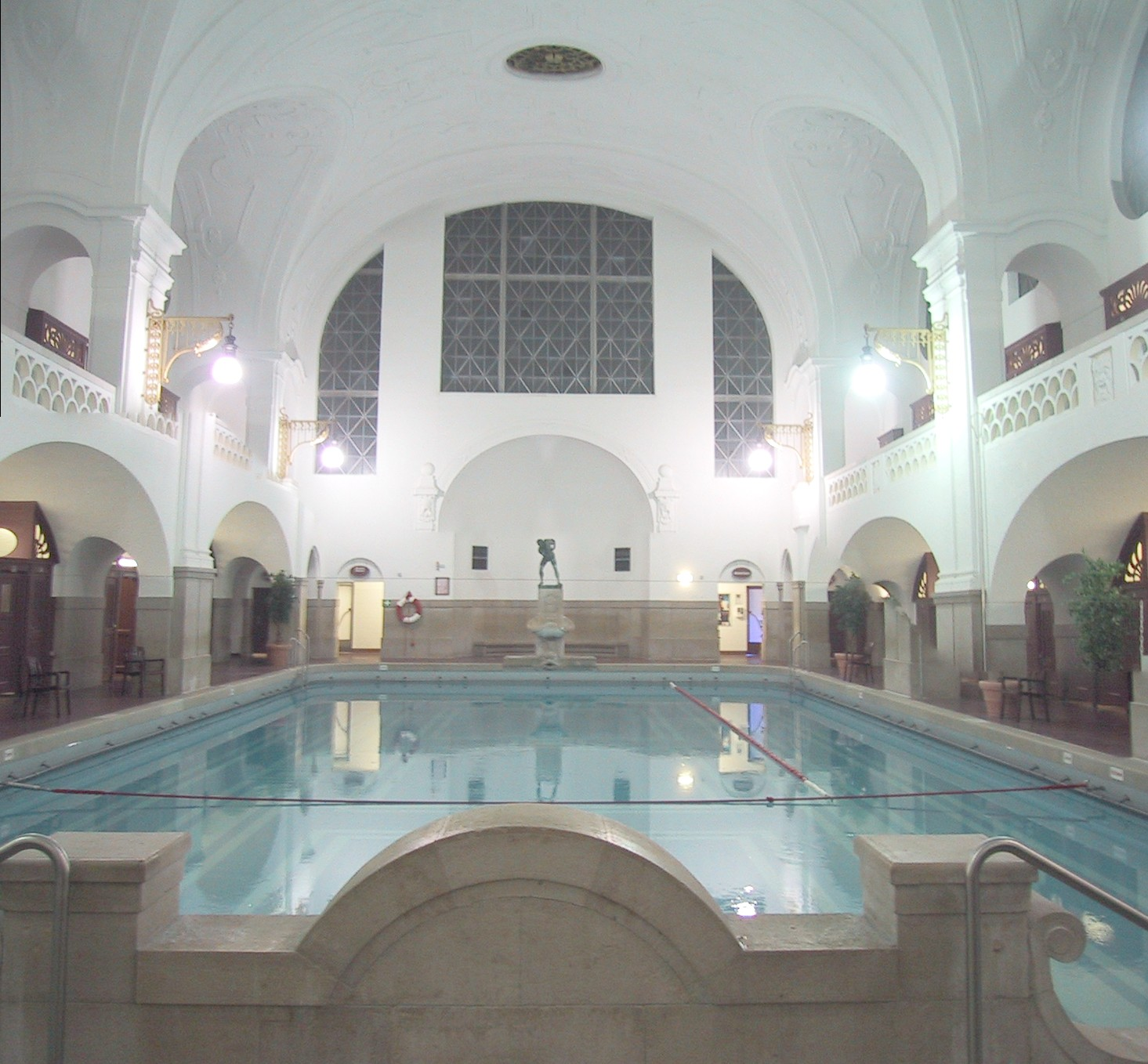
1901: Müllersches Volksbad

- 1901: München erhält dank einer großzügigen Schenkung des Ingenieurs und Philanthropen Karl Müller das erste öffentliche Hallenbad. Das Müllersche Volksbad ist bei der Eröffnung das weltweit teuerste und größte Objekt seiner Art.

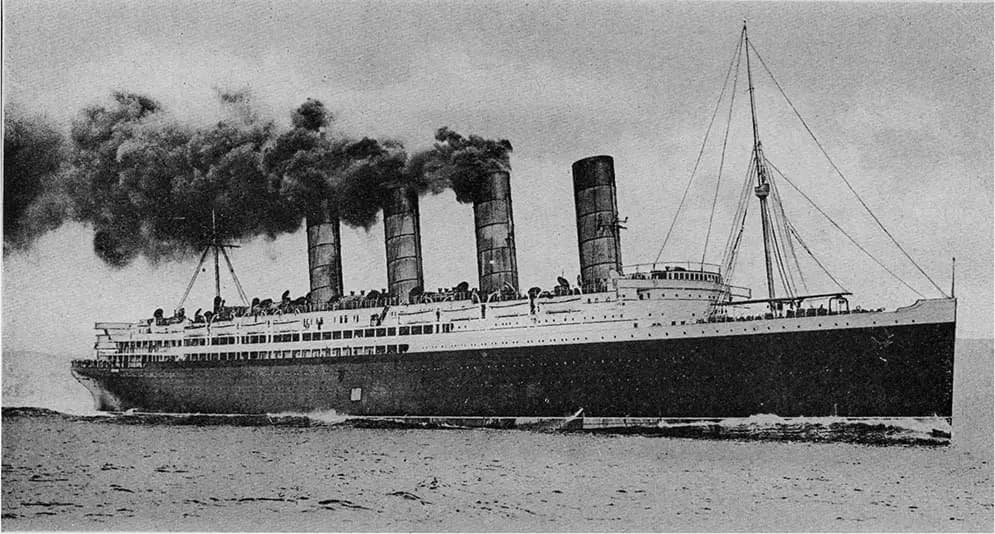
1915: Die Lusitania

- 1915: Der Passagierdampfer Lusitania der Cunard Line verlässt den Hafen von New York und macht sich mit knapp 2000 Menschen an Bord auf den Weg zu ihrer 202. Atlantiküberquerung Richtung Liverpool.
- 1967: Der Rockstar Elvis Presley heiratet im Hotel Aladdin in Las Vegas die Offizierstochter Priscilla Ann Beaulieu.

### Religion
- 1045: Papst Benedikt IX. verzichtet auf sein Amt und verkauft es für 1.000 Pfund Silber an den Geistlichen Johannes Gratianus Pierleoni, der als Gregor VI. auf den Heiligen Stuhl kommt.
- 1165: Markgraf Dietrich II. von Landsberg und der Ostmark (Lausitz) gründet das Kloster Dobrilugk.
- 1196: Der Heilige Rock wird erstmals in einer Urkunde erwähnt. Das Bistum Trier versucht mit diesem Fund die konkurrierende Abtei Prüm zu übertrumpfen, die seit dem 8. Jahrhundert im Besitz der Sandalen Christi ist.
- 1942: Joseph Frings wird von Papst Pius XII. zum Erzbischof von Köln berufen.
- 1992: Mord am Missbrauchsopfer Luís Miguel Correia durch den pädophilen Priester Frederico Cunha[1]
- 2011: Johannes Paul II. wird von Papst Benedikt XVI. seliggesprochen.

### Katastrophen
- 1929: Ein Erdbeben der Stärke 7,2 fordert im Iran und in Turkmenistan ca. 5.800 Todesopfer.
- 2003: Ein Erdbeben der Stärke 6,4 im Osten der Türkei fordert 177 Todesopfer.

Kleinere Unglücksfälle sind in den Unterartikeln von Katastrophe und in der Liste von Katastrophen aufgeführt.

### Sport
- 1848: In Esslingen wird der Schwäbische Turnerbund gegründet, der älteste Fachverband Deutschlands im Sport.
- 1904: Das erste kontinentaleuropäische Fußballländerspiel in Uccle zwischen Belgien und Frankreich endet 3:3.
- 1909: Der SK Sturm Graz wird als Grazer Fußballclub Sturm gegründet.
- 1994: Der brasilianische Formel-1-Pilot Ayrton Senna verunglückt beim Großen Preis von San Marino auf dem Autodromo Enzo e Dino Ferrari in Imola tödlich.

Einträge von Leichtathletik-Weltrekorden befinden sich unter der jeweiligen Disziplin unter Leichtathletik.

## Geboren

### Vor dem 18. Jahrhundert
- 1218: Johann von Avesnes, Graf von Hennegau

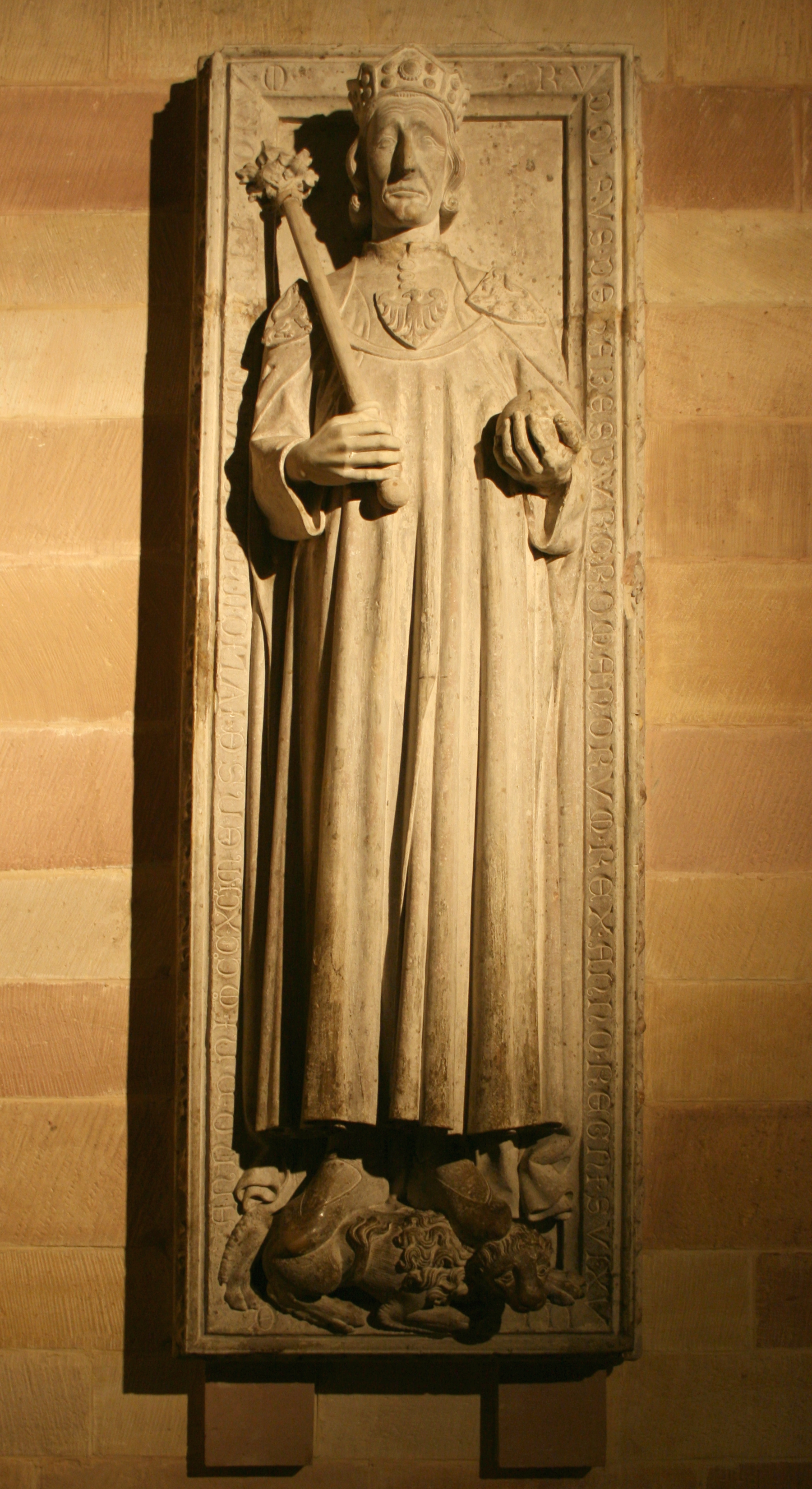
Rudolf von Habsburg (* 1218)

- 1218: Rudolf I. von Habsburg, römisch-deutscher König
- 1238: Magnus VI., König von Norwegen
- 1285: Edmund FitzAlan, 9. Earl of Arundel, englischer Magnat
- 1308: Johanna III., Gräfin der Freigrafschaft Burgund
- 1326: Irinchinbal, Kaiser von China und Großkhan der Mongolen
- 1470: Adriana von Hanau, Gräfin von Solms zu Lich
- 1488: Sidonie von Bayern, Prinzessin von Bayern-München
- 1497: Johannes Knipstro, deutscher lutherischer Theologe und Reformator
- 1503: Celio Secondo Curione, italienischer Gelehrter und Reformator
- 1517: Svante Stensson Sture, schwedischer Staatsmann
- 1531: Catalina Thomás, katholische Heilige
- 1537: Jacob Horst, deutscher Mediziner
- 1544: Giovanni Maria Nosseni, Schweizer Bildhauer
- 1545: Franz Junius der Ältere, reformierter Theologe
- 1545: Neidhardt von Thüngen, Fürstbischof von Bamberg
- 1558: Philipp Hahn, deutscher lutherischer Theologe
- 1567: Michiel van Mierevelt, holländischer Maler
- 1575: Wilhelm Schmuck, deutscher Rechtswissenschaftler
- 1586: Balthasar Walther, deutscher Philologe und lutherischer Theologe
- 1588: Joseph Bergaigne, Erzbischof von Cambrai und Politiker in spanischen Diensten
- 1589: Alessandro Spinola, Doge der Republik Genua
- 1592: Adam Schall von Bell, deutscher Wissenschaftler und Missionar
- 1594: John Haynes, englischer Kolonialgouverneur in der Massachusetts Bay Colony und in der Colony of Connecticut
- 1597: Philipp Crusius, deutscher Jurist, Diplomat und Verwaltungsbeamter
- 1610: Gottlieb Schröffl, Bürgermeister von Steyr, Eisenobmann, Vorstand Innerberger Hauptgewerkschaft
- 1616: Friedrich III., Markgraf von Brandenburg-Ansbach

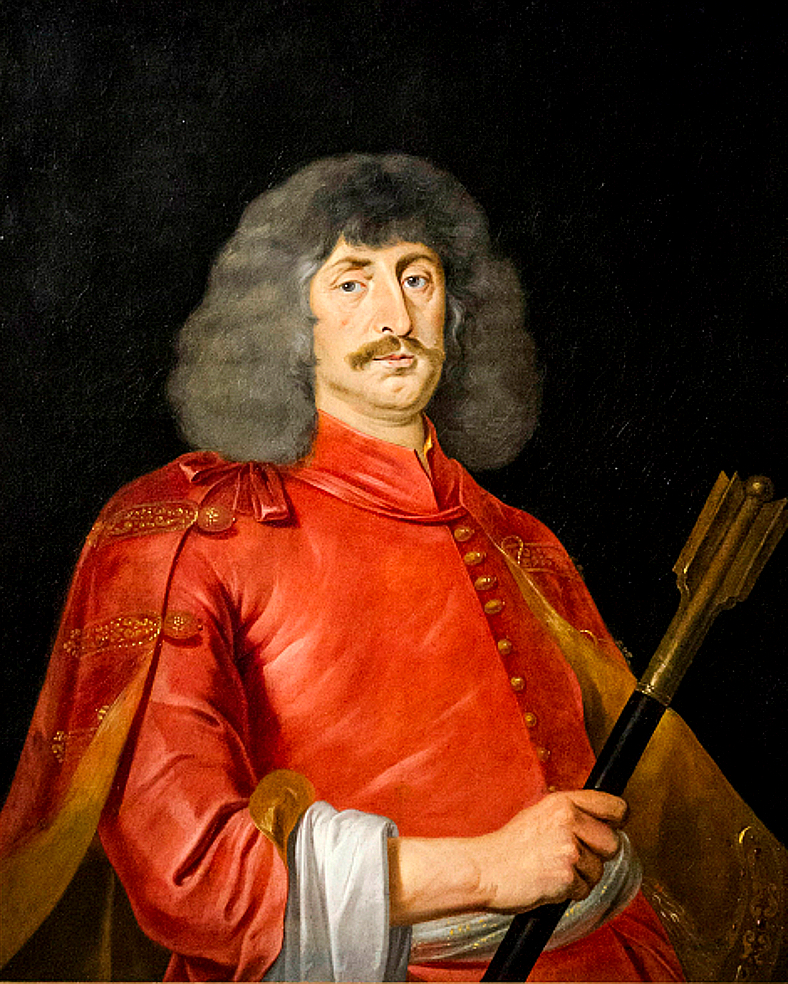
Nikolaus Zrinski (* 1620)

- 1620: Nikolaus Zrinski, kroatisch-ungarischer Feldherr und Dichter
- 1623: Hans Ernst zu Wied-Runkel, deutscher Soldat und Hofbeamter
- 1645: Johan Jacob Frissen, Priester des Deutschen Ordens
- 1653: Georg, Ehemann der britischen Königin Anne
- 1661: Johann Georg Neumann, deutscher lutherischer Theologe und Kirchenhistoriker
- 1665: Elisabeth Albertine von Anhalt-Dessau, Äbtissin von Herford und Herzogin von Sachsen-Weißenfels-Barby
- 1665: John Woodward, englischer Naturhistoriker, Geologe und Arzt
- 1668: Johann Rudolf Huber, Schweizer Maler
- 1672: Joseph Addison, britischer Schriftsteller und Politiker
- 1689: Heinrich Gottlieb Herbst, deutscher Orgelbauer
- 1697: David Matthieu, deutscher Porträtmaler
- 1698: Francesco Robba, italienischer Bildhauer

### 18. Jahrhundert

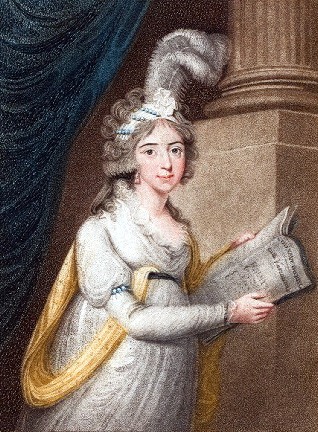
Brigida Banti (* 1755)

- 1726: Justus Friedrich Wilhelm Zachariae, deutscher Schriftsteller, Übersetzer und Herausgeber sowie Komponist
- 1726: Antonio Zucchi, italienischer Maler
- 1731: Ulrike Luise zu Solms-Braunfels, Regentin der Landgrafschaft Hessen-Homburg
- 1732: Friedrich Christian Arnold von Jungkenn, hessischer General und Kriegsminister
- 1734: Johann Matthäus Schmahl, deutscher Klavier- und Orgelbauer
- 1735: Lorenzo Hervás y Panduro, spanischer Jesuit und Linguist
- 1735: Jan Hendrik van Kinsbergen, niederländischer Admiral
- 1737: Elias Dayton, US-amerikanischer General und Politiker
- 1740: Josaphat Bastašić, kroatischer Geistlicher, Bischof von Križevci
- 1744: Philipp Fischer, deutscher Mediziner und Leibarzt
- 1751: Archibald Hamilton Rowan, irischer Nationalist
- 1753: Jacques-Alexis Thuriot de la Rozière, französischer Jurist und Politiker, Präsident des Nationalkonvents
- 1754: Johann Caspar Häfeli, Schweizer Theologe
- 1754: Bernhard Heinrich Overberg, deutscher Theologe und Pädagoge
- 1755: Brigida Banti, italienische Opernsängerin
- 1755: Theodor Christoph Grotrian, deutscher Geistlicher, Pädagoge und Verleger
- 1756: Niklaus Wolf von Rippertschwand, Schweizer Landwirt und Heiler
- 1760: Johanna Marianne Freystein, deutsche Malerin
- 1760: Friedrich Albrecht Carl Gren, deutscher Chemiker
- 1765: Heinrich Komp, deutscher Theologe, Domkapitular in Fulda
- 1765: Pierre Margaron, französischer General
- 1769: Vinzenz Rüttimann, Schweizer Politiker, Präsident der Tagsatzung

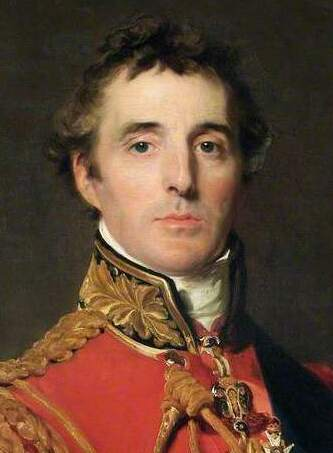
Arthur Wellesley (* 1769)

- 1769: Arthur Wellesley, 1. Duke of Wellington, britischer Feldmarschall
- 1772: Karl Friedrich von Gärtner, deutscher Botaniker und Arzt
- 1776ː Henriette Wolfskeel von Reichenberg, Hofdame der Herzogin Anna-Amalia und Vertraute Johann Wolfgang von Goethes
- 1780: Hubert Auer, deutscher Geistlicher, Fürstbischöflicher Delegat, (Dom-)Propst
- 1780: Christine Friederike Auguste, Kurfürstin von Hessen
- 1780: Philipp Konrad Marheineke, deutscher Theologe
- 1783: Vicente Rocafuerte, Präsident von Ecuador
- 1785: Antonie van Goudoever, niederländischer Literaturwissenschaftler und Altphilologe
- 1786: Jacob Best, deutscher Unternehmer und Brauer
- 1789: George Fife Angas, englischer Geschäftsmann, Parlamentarier und Philanthrop
- 1795: Alexandru II Ghica, Fürst der Walachei

### 19. Jahrhundert

#### 1801–1850

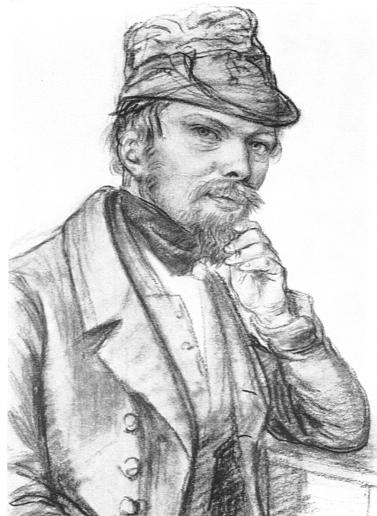
Martin Disteli (* 1802)

- 1802: Martin Disteli, Schweizer Maler
- 1804: Joseph Augustin Ginzel, österreichischer Theologe und Autor
- 1805: Johann Jacoby, deutscher Arzt und Politiker, MdL, Mitglied der Frankfurter Nationalversammlung
- 1810: Frédéric Chopin, oder 1. März, polnischer Komponist und Pianist
- 1813: Jacob Mayer, deutscher Fabrikant
- 1814: Karl von Auersperg, böhmisch-österreichischer Grundbesitzer und Politiker, Ministerpräsident
- 1814: Alphonse Ratisbonne, französischer Geistlicher, Mitbegründer der Kongregation Notre Dame de Sion
- 1818: Hermann von Tresckow, preußischer General
- 1820: Henry Yule, schottischer Ingenieur, Geograph, Eisenbahnplaner und Orientalist
- 1821: Daniel Weisiger Adams, US-amerikanischer Rechtsanwalt und Offizier, General der Konföderierten Staaten
- 1821: Henry Ayers, australischer Politiker, mehrfacher Premierminister von Südaustralien
- 1822: Julius von Haast, deutscher Geologe, Naturforscher und Entdecker
- 1824: Friedrich Hammacher, deutscher Jurist und Wirtschaftsführer, MdR
- 1825: Johann Jakob Balmer, Schweizer Mathematiker und Physiker
- 1826: Heinrich Bertram, deutscher Pädagoge
- 1827: Jules Breton, französischer Maler
- 1827: Friedrich Karl Heinrich Otto Gebhardt, deutscher Jurist und Politiker
- 1829: José de Alencar, brasilianischer Schriftsteller
- 1830: Guido Gezelle, flämischer Dichter
- 1830: Gustav Wallis, deutscher Botaniker
- 1837: Walter Hauser, Schweizer Unternehmer und Politiker, Regierungs-, National und Bundesrat, Bundespräsident
- 1839: Adolf Guyer-Zeller, Schweizer Unternehmer
- 1839: Hilaire de Chardonnet, französischer Chemiker und Industrieller
- 1842: Janet Monach Patey, englische Sängerin
- 1844: Jenny Longuet, Tochter von Karl Marx
- 1846: Adelsteen Normann, norwegischer Maler
- 1850: Arthur Wilhelm, Herzog von Connaught, britischer Adliger, Feldmarschall, Generalgouverneur von Kanada

#### 1851–1900
- 1852: Friedrich Philipp von Abert, deutscher Erzbischof
- 1852: Santiago Ramón y Cajal, spanischer Mediziner, Nobelpreisträger
- 1853: Alexander Meyer-Cohn, deutscher Bankier und Autographensammler
- 1855: Cecilia Beaux, US-amerikanische Malerin
- 1855: Marie Corelli, britische Schriftstellerin
- 1857: Otto Sidow, Zeitungsverleger, deutscher Politiker
- 1859: Bohuslav Jeremiáš, tschechischer Komponist, Organist, Dirigent und Musikpädagoge
- 1859: Tivadar Nachéz, ungarischer Geiger und Komponist
- 1862: Marcel Prévost, französischer Schriftsteller
- 1863: Stephan Kekule, deutscher Jurist, Privatgelehrter und Genealoge
- 1864: Anna Jarvis, US-amerikanische Initiatorin des Muttertags
- 1868: Afonso Arinos de Melo Franco, brasilianischer Jurist und Schriftsteller
- 1868: Hugo Asbach, deutscher Weinbrand-Fabrikant
- 1868: Friedrich Karl von Hessen, Prinz und Landgraf zu Hessen sowie als Väinö I. König von Finnland
- 1870: Frédéric Pelletier, kanadischer Musikkritiker, Chorleiter und Komponist
- 1871: Fidelis von Stotzingen, deutscher Benediktiner, Abt des Klosters Maria Laach und Abtprimas der Benediktinischen Konföderation
- 1872: Hugo Alfvén, schwedischer Komponist, Dirigent
- 1872: Sidónio Pais, portugiesischer Offizier und Putschist, Staatspräsident
- 1873: Eugen Benz, deutscher Industrieller, Funktionär und Automobilrennfahrer
- 1873: Lucy Campbell, US-amerikanisch-österreichische Cellistin und Kammermusikerin
- 1873: Konstantin Nikolajewitsch Igumnow, russischer Komponist und Klaviervirtuose

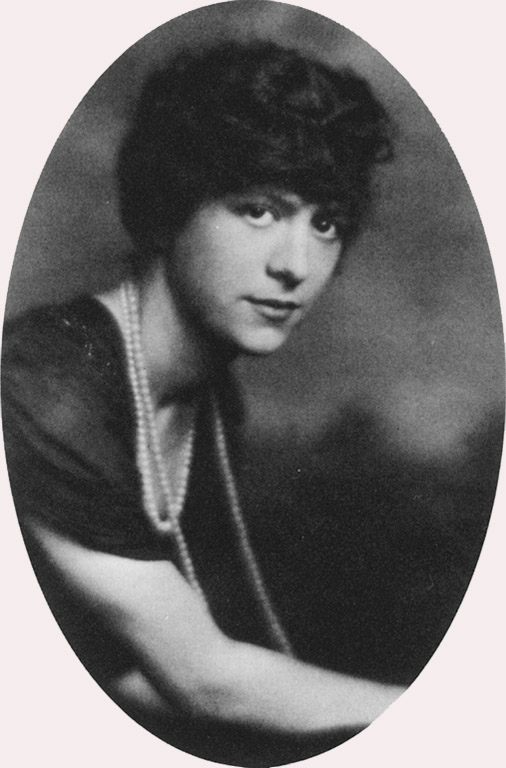
Romaine Brooks (* 1874)

- 1874: Romaine Brooks, US-amerikanische Malerin und Bildhauerin
- 1874: Gertrud Pfander, Schweizer Schriftstellerin
- 1875: Heinrich von Aretin, deutscher Politiker
- 1876: Ilse Arlt, österreichische Sozialarbeiterin
- 1876ː May Hallatt, britische Schauspielerin
- 1877: Otto Palandt, deutscher Jurist und Herausgeber
- 1878: Ida Beer-Walbrunn, deutsche Malerin
- 1879: Otto Abeles, österreichischer Journalist, Schriftsteller und Musikkritiker
- 1880: J. O. LaMadeleine, kanadischer Fiddlespieler
- 1880: Konrad Weiß, deutscher Dichter
- 1880: Cornelis de Wolf, niederländischer Organist, Komponist und Musikpädagoge
- 1881: Pierre Teilhard de Chardin, französischer Jesuit, Theologe und Philosoph
- 1882: Guido Heym, deutscher Politiker und Journalist
- 1882: Reginald Ruggles Gates, Genetiker und Botaniker
- 1883: Karel Heijting, niederländischer Fußballspieler
- 1884: Felipe Boero, argentinischer Komponist
- 1884: Siegfried Aufhäuser, deutscher Gewerkschaftsführer
- 1884: Francis Curzon, 5. Earl Howe, britischer Offizier, Politiker und Automobilrennfahrer
- 1885: Erich Rahn, Pionier des Jiu Jitsu- und Judo-Sports in Deutschland

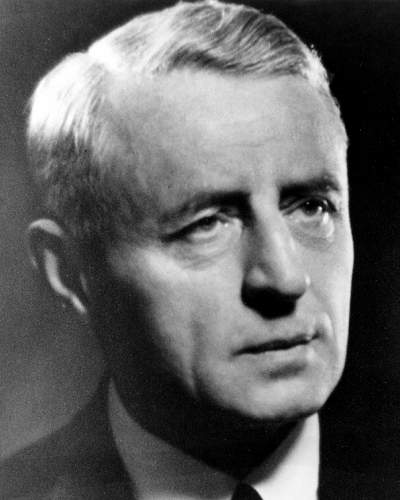
Walter Cramer (* 1886)

- 1886: Walter Cramer, Beteiligter am Attentat auf Adolf Hitler vom 20. Juli 1944
- 1887: Vincenzo Cardarelli, italienischer Journalist, Schriftsteller und Dichter
- 1887: Hans Demmelmeier, deutscher Politiker, MdB
- 1888: John Francis O’Hara, US-amerikanischer Geistlicher, Erzbischof von Philadelphia und Kardinal
- 1888: Wilhelm Knothe, deutscher Politiker, MdB
- 1888: Jan Morávek, tschechischer Schriftsteller und Journalist
- 1889: Jakob Person, deutscher Leichtathlet
- 1889: Ottomar Schreiber, deutsch-litauischer Politiker
- 1890: Franz Wiedemeier, deutscher Politiker
- 1891: Philip Pandely Argenti, griechischer Diplomat, Rechtsanwalt, Genealoge und Historiker
- 1891: Alexander Jefimowitsch Rasumny, russischer Filmregisseur und Kameramann
- 1892: Giovanni Vittorio Amoretti, italienischer Literaturhistoriker, Literaturwissenschaftler und Germanist
- 1892: Ehrenfried Günther Freiherr von Hünefeld, deutscher Flugpionier
- 1892: Pierre Chayriguès, französischer Fußballspieler
- 1894: Luigi Barbesino, italienischer Fußballspieler und -trainer sowie Faschist
- 1894: Iwan Jermatschenka, belarussischer Politiker, Aktivist und Leiter des Weißruthenischen Selbsthilfewerks
- 1894: Sam McGee, US-amerikanischer Gitarrist und Banjo-Spieler

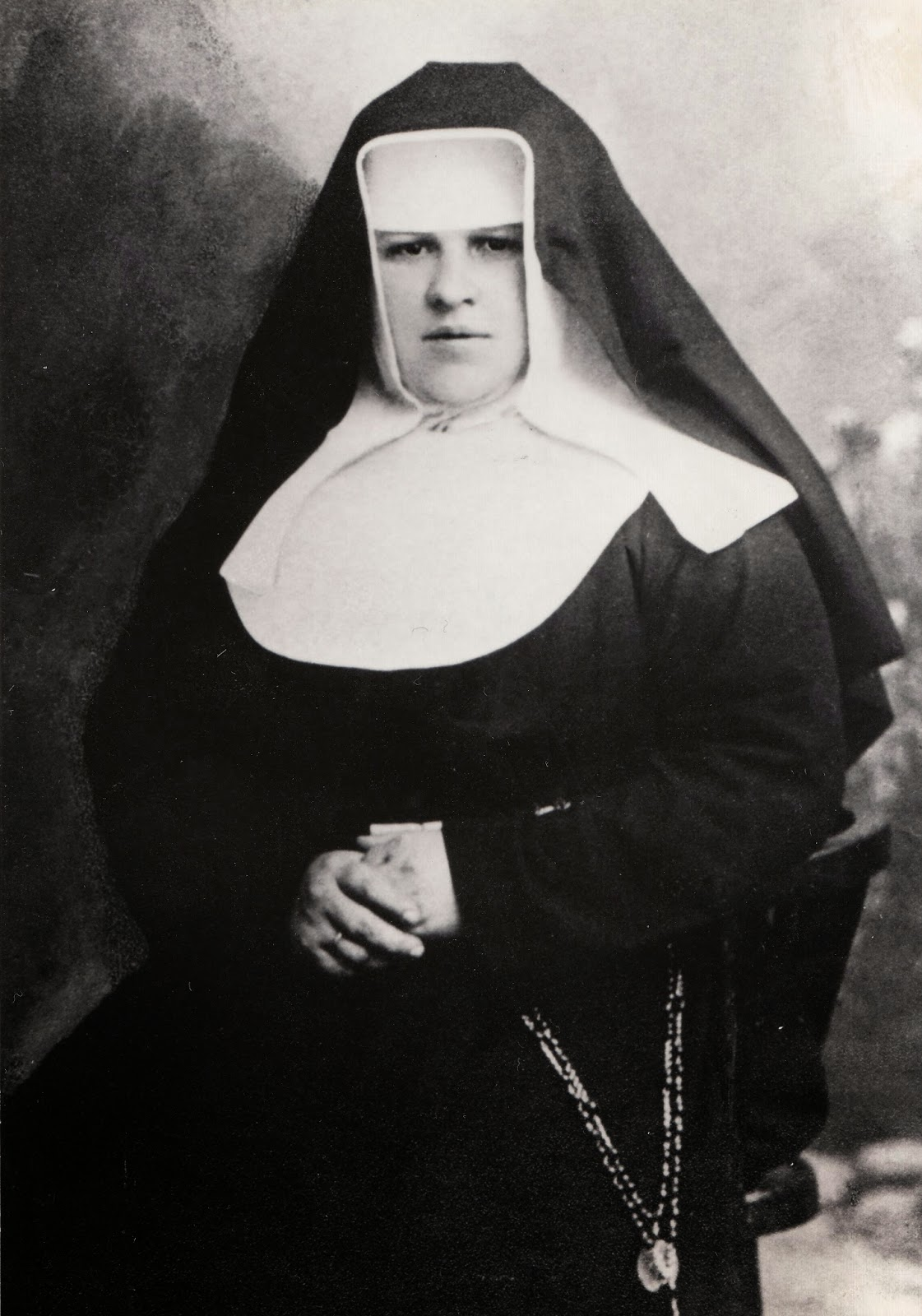
Maria Restituta Kafka (* 1894)

- 1894: Maria Restituta Kafka, österreichische Ordens- und Krankenschwester
- 1895: Nikolai Iwanowitsch Jeschow, Chef der sowjetischen Geheimpolizei NKWD
- 1895: Leo Sowerby, US-amerikanischer Komponist
- 1896: Carl Abrahamsson, schwedischer Eishockeyspieler
- 1896: Herbert Backe, deutscher Reichsminister für Ernährung
- 1896: J. Lawton Collins, US-amerikanischer 4-Sterne-General
- 1896: Heinrich Danioth, Schweizer Maler
- 1896: Mark W. Clark, US-amerikanischer General
- 1896: Herbert Tengelmann, deutscher Jurist, Kaufmann und Industrieller
- 1897: Otto Brües, deutscher Schriftsteller
- 1898: Eugene Robert Black, US-Amerikaner, Präsident der Weltbank
- 1899: Jón Leifs, isländischer Komponist
- 1899: Josef Lokvenc, österreichischer Schachspieler
- 1900: Robert Lord, US-amerikanischer Drehbuchautor und Filmproduzent
- 1900: Ignazio Silone, italienischer Schriftsteller
- 1900: Klaus Uebe, deutscher Generalmajor
- 1900: Aleksander Wat, polnischer Schriftsteller

### 20. Jahrhundert

#### 1901–1925
- 1901: Robert Leibbrand, deutscher Politiker
- 1901: Antal Szerb, ungarischer Schriftsteller
- 1902: Lucien Buquet, französischer Automobilrennfahrer
- 1902: Mathias Erang, luxemburgischer Kunstturner
- 1902: Ernst Nagelschmitz, deutscher Fußballspieler
- 1904: Hans Schalla, deutscher Theaterintendant
- 1905: Edna Mayne Hull, kanadische Schriftstellerin
- 1905: Henry Koster, deutscher Filmregisseur

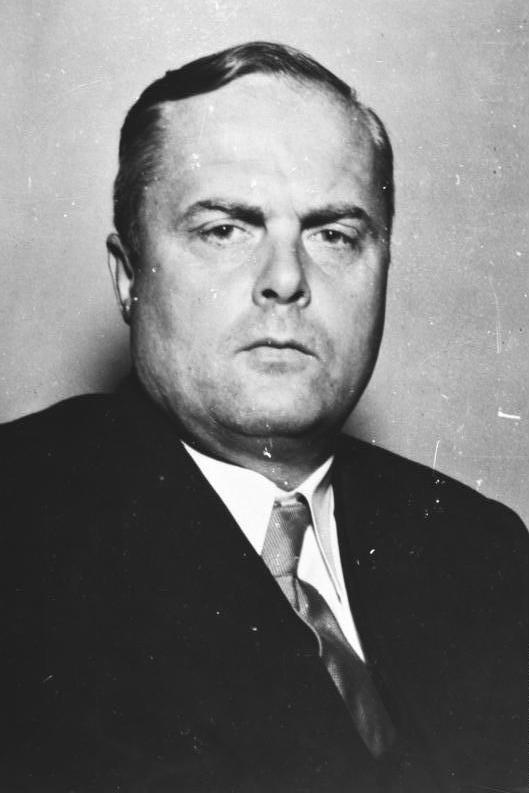
Theodor Oberländer (* 1905)

- 1905: Theodor Oberländer, deutscher Politiker
- 1906: Horst Schumann, deutscher Arzt, Beteiligter bei Menschenversuchen im KZ Auschwitz
- 1907: Marcel Bezençon, Direktor der Europäischen Rundfunkunion
- 1907: Erny Pinckert, US-amerikanischer American-Football-Spieler
- 1907: Theodore Roszak, US-amerikanischer Bildhauer polnischer Abstammung
- 1907: Ulrich Varnbüler von und zu Hemmingen (1907–1986), deutscher Brigadegeneral des Heeres der Bundeswehr
- 1908: Alexander Archer, britischer Eishockeyspieler und -trainer
- 1908: Alfred Beloë, britischer Automobilrennfahrer
- 1908: Giovannino Guareschi, italienischer Journalist, Karikaturist und Schriftsteller
- 1908: Hans Schubert, deutscher Mathematiker
- 1909: Giannis Ritsos, griechischer Schriftsteller
- 1910: Cliff Battles, US-amerikanischer American-Football-Spieler und -Trainer
- 1910: Roland Rainer, österreichischer Architekt
- 1911: Ralph Bass, US-amerikanischer Musik-Produzent
- 1911: Louis W. Tordella, US-amerikanischer Mathematiker, langjähriger Vize-Direktor der NSA
- 1912: Eugene Kash, kanadischer Geiger, Dirigent und Musikpädagoge
- 1912: Otto Kretschmer, deutscher U-Boot-Kommandant
- 1913: Balraj Sahni, indischer Filmschauspieler und Autor
- 1913: Paul D. MacLean, US-amerikanischer Hirnforscher
- 1913: Dumitru Panaitescu, rumänischer Boxer
- 1913: Walter Susskind, englischer Dirigent
- 1914: Rudolf Gellesch, deutscher Fußballspieler
- 1914: Louis Nye, US-amerikanischer Comedian und Schauspieler
- 1914: Ivan Prasko, ukrainischer Bischof
- 1915: Archie Williams, US-amerikanischer Sprinter

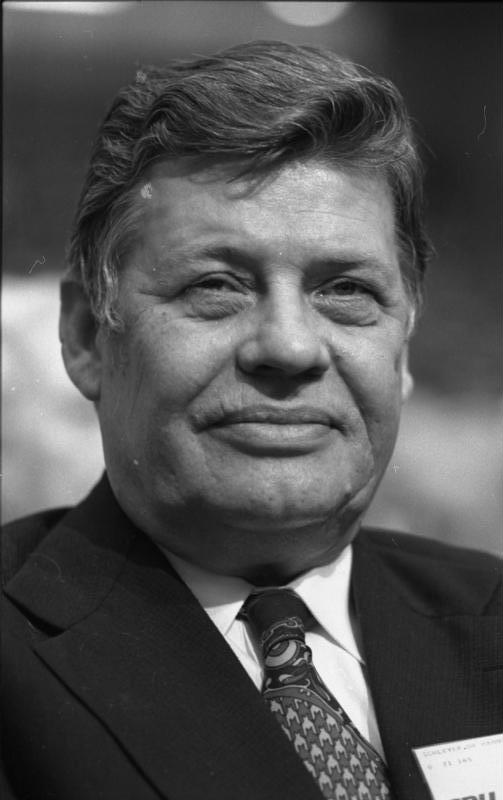
Hanns Martin Schleyer (* 1915)

- 1915: Hanns Martin Schleyer, deutscher Jurist und Arbeitgeberpräsident
- 1916: Vincenzo Auricchio, italienischer Automobil- und Motorbootrennfahrer sowie Industrieller
- 1916: Glenn Ford, US-amerikanischer Film- und Fernsehschauspieler
- 1916: Rong Yiren, chinesischer Kaufmann, Politiker und Ex-Vizepräsident Chinas
- 1917: Aimé Barelli, französischer Jazztrompeter und Bandleader
- 1917: Eduard Büchsel, deutscher Organist und Kantor und Kirchenmusikdirektor
- 1917: Danielle Darrieux, französische Schauspielerin
- 1918: Jack Paar, US-amerikanischer Moderator
- 1919: John Meredyth Lucas, US-amerikanischer Filmregisseur und -produzent
- 1920: Gerhard Klein, deutscher Regisseur
- 1920: Magnus von Platen, schwedischer Literaturwissenschaftler
- 1922: Friedrich Wilhelm Christians, deutscher Bankier
- 1923: Rosy Armen, französische Sängerin
- 1923: Juri Bukow, bulgarischer Pianist
- 1923: Hans Bunje, deutscher Schriftsteller, Bühnen- und Hörspielautor
- 1923: Günter Fruhtrunk, Maler und Grafiker
- 1923: Joseph Heller, US-amerikanischer Schriftsteller
- 1923: Milan Kangrga, jugoslawischer bzw. kroatischer Philosoph und Politiker
- 1923: Friedrich Opferkuh, österreichischer Steinmetzmeister und Bildhauer
- 1924: Evelyn Boyd Granville, US-amerikanische Mathematikerin und Informatikerin
- 1924: Grégoire Kayibanda, ruandischer Politiker
- 1924: Wiktor Petrowitsch Astafjew, russischer Schriftsteller
- 1925: Gabriele Amorth, italienischer Priester und Exorzist
- 1925ː Helen Bamber, britische Psychotherapeutin und Menschenrechtsaktivistin
- 1925: Chuck Bednarik, US-amerikanischer American-Football-Spieler
- 1925: Clay Blair, US-amerikanischer Historiker und Sachbuchautor
- 1925: Scott Carpenter, US-amerikanischer Astronaut und Aquanaut
- 1925: Zelda Metz-Kelbermann, Polin, eine von nur 47 Überlebenden des deutschen Vernichtungslagers Sobibór

#### 1926–1950
- 1926: Walentin Brylejew, sowjetischer bzw. russischer Schauspieler und Synchronsprecher
- 1926: Cheo García, venezolanischer Sänger
- 1926: Peter Lax, ungarischer Mathematiker

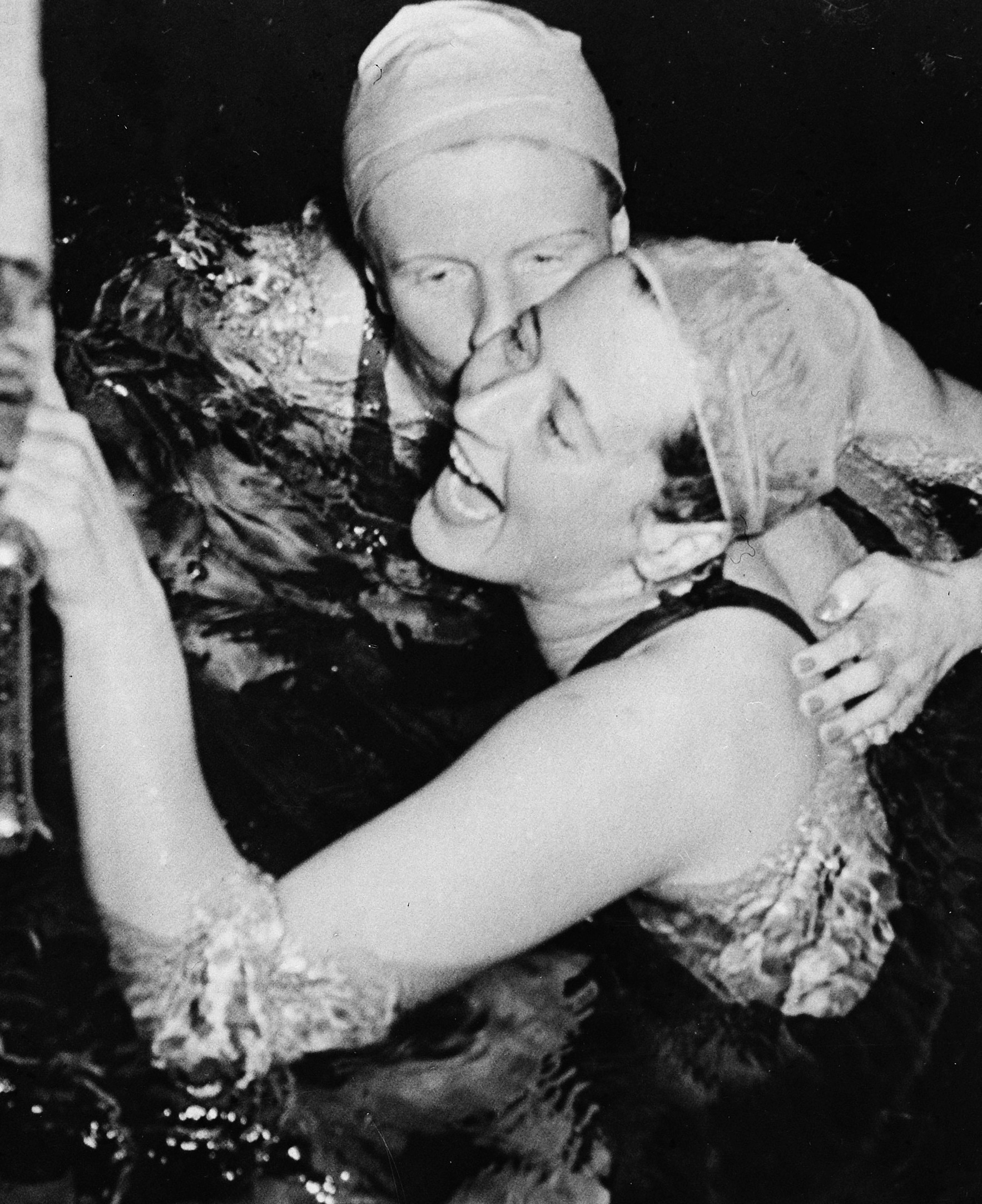
Greta_Andersen (* 1927)

- 1927: Greta Andersen, dänische Schwimmerin
- 1927: Gary Bertini, israelischer Dirigent und Komponist
- 1927: Laura Betti, italienische Schauspielerin
- 1927: Horst Drinda, deutscher Regisseur und Schauspieler
- 1927: Karl Haidmayer, österreichischer Komponist und Musikwissenschaftler
- 1927: František Hrúzik, tschechoslowakischer Vielseitigkeitsreiter
- 1927: Walter Zeman, österreichischer Fußballspieler
- 1928: Desmond Titterington, britischer Automobilrennfahrer
- 1929: Ralf Dahrendorf, deutsch-britischer Soziologe, Politiker und Publizist

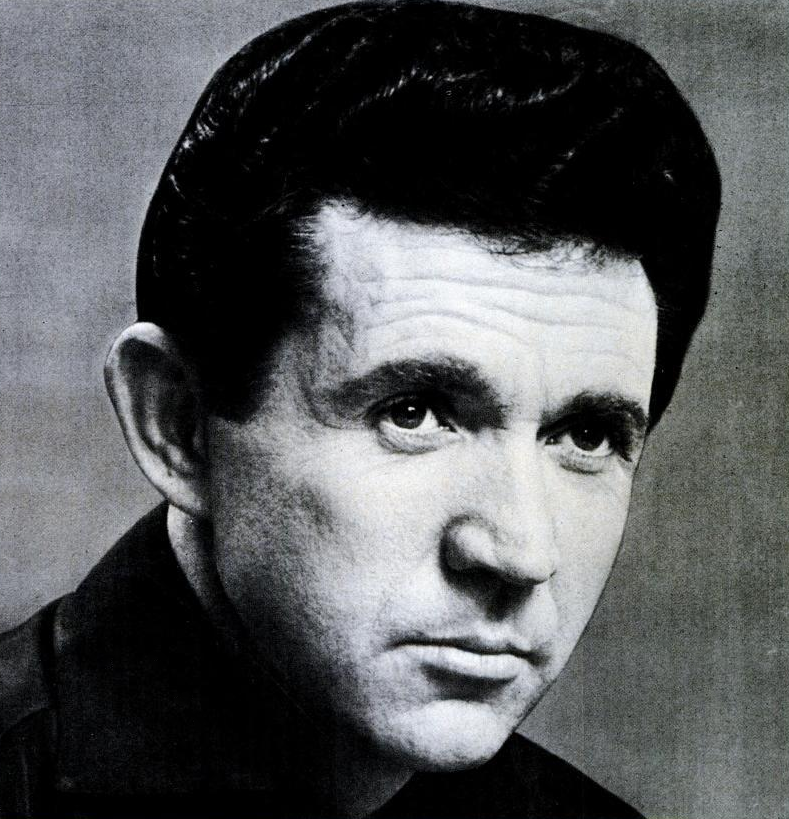
Sonny James (* 1929)

- 1929: Sonny James, US-amerikanischer Country-Sänger
- 1929: Detlef Müller, deutscher Drehbuchautor
- 1930: John Hirsch, ungarisch-kanadischer Theaterdirektor und Theaterregisseur
- 1930: Ollie Matson, US-amerikanischer American-Football-Spieler und Leichtathlet
- 1930: Richard Riordan, US-amerikanischer Bürgermeister von Los Angeles
- 1930: Little Walter, US-amerikanischer Bluesmusiker
- 1930: Peter Murray Taylor, Baron Taylor of Gosforth, englischer Richter
- 1931ː Elsie Johansson, schwedische Schriftstellerin
- 1932: Josef Ippers, deutscher Arbeiter-Schriftsteller
- 1933: Wayne Williams, US-amerikanischer Rockabilly-Musiker

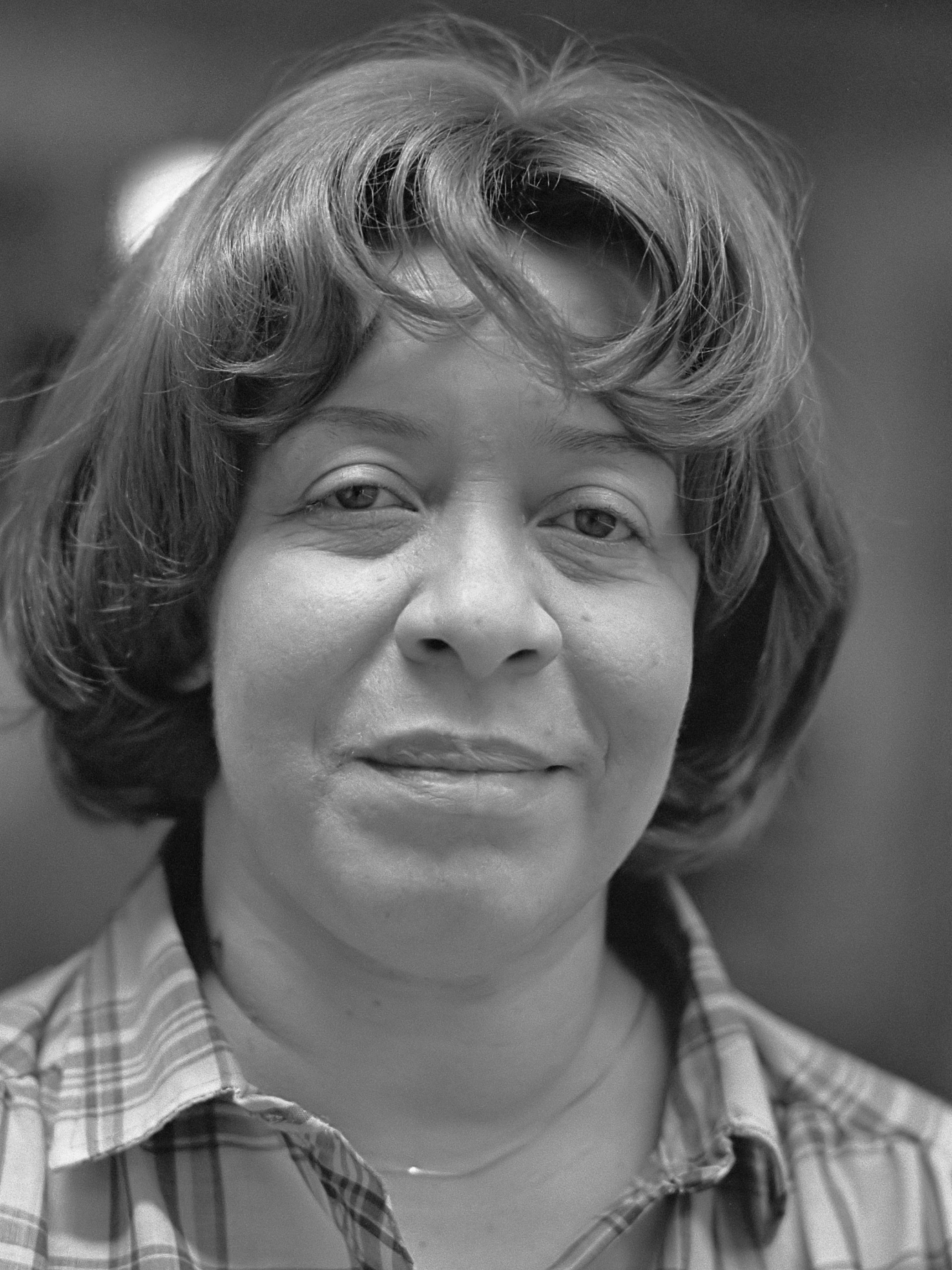
Shirley Horn (* 1934)

- 1934: Shirley Horn, US-amerikanische Jazzmusikerin
- 1934: John Meillon, australischer Schauspieler
- 1935: Eberhardt Renz, deutscher Geistlicher, Landesbischof der Evangelischen Landeskirche in Württemberg
- 1936: Dilbar Abdurahmonova, russisch-usbekische Geigerin und Dirigentin
- 1936: Danièle Huillet, französische Regisseurin
- 1937: Hans Henrik Andersen, dänischer Atomphysiker
- 1937: Béla Kovács, ungarischer Klarinettist und Komponist
- 1937: Bo Nilsson, schwedischer Komponist
- 1938: Renate Köhler, deutsche Politikerin
- 1938: Erika Vötzsch, deutsche Speerwerferin
- 1939: David Erik Aspnes, US-amerikanischer Physiker
- 1939: Judy Collins, US-amerikanische Folk-Sängerin
- 1939: Johano Strasser, deutscher Politologe, Publizist und Schriftsteller
- 1940: Fakhruddin Ahmed, bengalischer Ökonom, Bürokrat und ehemaliger Chef der Zentralbank von Bangladesch
- 1940: Felipe Arizmendi Esquivel, mexikanischer Geistlicher, Bischof von San Cristóbal de Las Casas, Kardinal
- 1940: Franz Anatol Wyss, Schweizer Maler
- 1941: Hannelore Gadatsch, deutsche Fernsehjournalistin und -moderatorin
- 1941: Jorge Felix Arrate MacNiven, chilenischer Politiker
- 1941: Juraj Hatrík, slowakischer Komponist
- 1942: Wolf Appel, deutscher Opernsänger
- 1942: Gerald Howard Ashworth, US-amerikanischer Sprinter
- 1942: Julia Onken, Schweizer Psychologin und Psychotherapeutin
- 1942ː Christiane Thalgott, deutsche Architektin
- 1943: Mohamed Askari, ägyptischer Musiker, Musikethnologe und Musikpädagoge
- 1943: Claude Auclair, französischer Comiczeichner
- 1943: Franziskus Eisenbach, deutscher Geistlicher, Weihbischof in Mainz
- 1943: Willi Kraus, deutscher Fußballspieler
- 1943: María Orán, spanische Sängerin und Gesangspädagogin
- 1944: Anna-Lena, schwedische Schlagersängerin

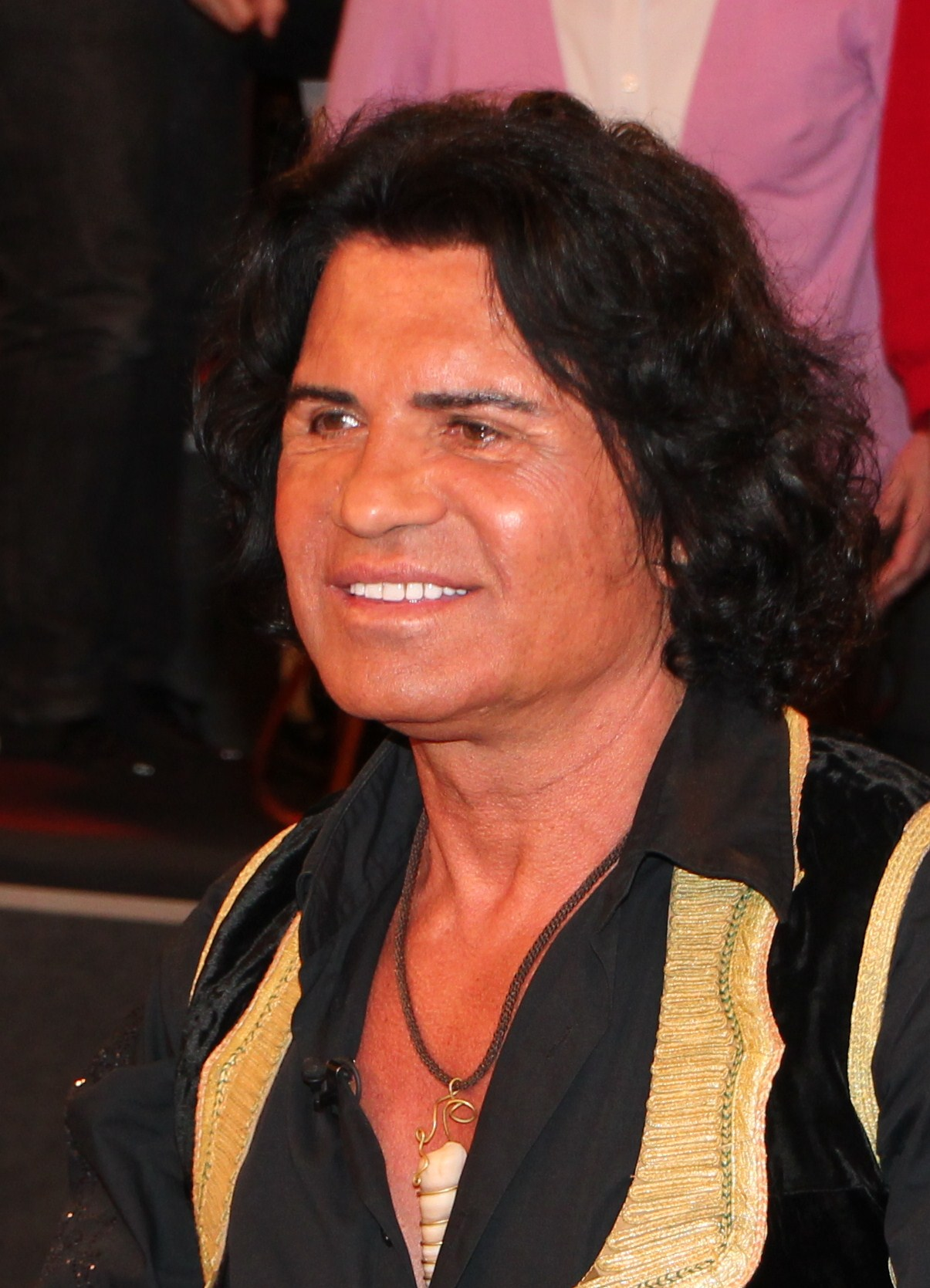
Costa Cordalis (* 1944)

- 1944: Costa Cordalis, griechischer Sänger
- 1944: Peter Bayerlein, deutscher Archäologe und Historiker
- 1944: Józef Serafin, polnischer Organist und Musikpädagoge
- 1944: Peter Smith, britischer Radrennfahrer
- 1944: Marva Whitney, US-amerikanische Funksängerin
- 1945: Rita Coolidge, US-amerikanische Country-Sängerin
- 1945: Peter Kiesewetter, deutscher Komponist
- 1946: René Aebi, Schweizer Bahnradsportler
- 1946: Joanna Lumley, britische Schauspielerin und Model
- 1946: Rainer Slotta, deutscher Industriearchäologe
- 1946: Peter Kostelka, österreichischer Politiker
- 1947: Jacob Bekenstein, israelischer Physiker
- 1947: Garvin Davis, bahamaischer Boxer
- 1947: Krzysztof Knittel, polnischer Komponist
- 1947: Danilo Popivoda, jugoslawischer Fußballspieler
- 1948: Pantaleón Astiazarán, uruguayischer Fotograf
- 1948: Rainer Budde, deutscher Fußballspieler
- 1948: Karl Friedrich Frey, Schweizer Künstler, Musiker, Autor, Astrologe und Okkultist, bekannt als Akron
- 1948: Carl Morten Iversen, norwegischer Jazzbassist
- 1949ː Antonia Lerch, deutsche Filmregisseurin, Drehbuchautorin und Filmeditorin
- 1949: Lewis Perdue, US-amerikanischer Schriftsteller
- 1950: Rainer Westermann, deutscher Psychologieprofessor und Universitätsrektor

#### 1951–1975
- 1951: Dieter Schubert, deutscher Fußballspieler
- 1953: Mayumi Aoki, japanische Schwimmerin
- 1953: Steve Baker, britischer Mundharmonikaspieler und Bluesmusiker
- 1953: Pierre Franckh, deutscher Schauspieler
- 1953: James W. Newton, US-amerikanischer Jazz-Flötist und Dirigent, Komponist und Hochschullehrer
- 1953: Detlev Samland, deutscher Politiker
- 1953: Joanna Szczepkowska, polnische Schauspielerin
- 1953: Klaus Wiesehügel, deutscher Gewerkschafter, Bundesvorsitzender der IG Bauen-Agrar-Umwelt, MdB
- 1954: Frédéric Chichin, französischer Rock-Musiker und Singer-Songwriter
- 1954: Ray Parker, Jr., US-amerikanischer Gitarrist, Komponist und Musikproduzent
- 1955: Barbara Frey, deutsche Schauspielerin
- 1955: José Rafael Quirós Quirós, costa-ricanischer römisch-katholischer Geistlicher, Bischof von Limón
- 1955: Thomas Wunderlich, Professor für Geodäsie an der TU München
- 1956: Alexander Binsteiner, deutscher Geoarchäologe
- 1956: David T. Friendly, US-amerikanischer Filmproduzent
- 1956: Dirk Jung, deutscher Taekwondo-Sportler und Arzt
- 1956: Zahir Tanin, afghanischer Diplomat und UN-Sonderbeauftragter
- 1956: Andreas Vitásek, österreichischer Kabarettist, Schauspieler und Regisseur
- 1957: Jo Jorgensen, US-amerikanische politische Aktivistin
- 1958: Marika Blossfeldt, US-amerikanische Tänzerin, Choreographin, Sachbuchautorin und Yogalehrerin
- 1958: Max Moor, deutscher Fernsehmoderator
- 1959: Richard Dünser, österreichischer Komponist
- 1959: Bea von Malchus, deutsche Schauspielerin

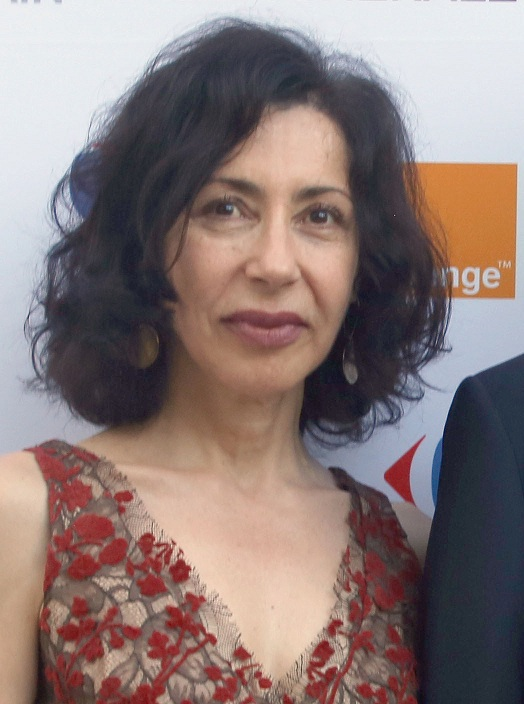
Yasmina Reza (* 1959)

- 1959: Yasmina Reza, französische Schriftstellerin, Regisseurin und Schauspielerin
- 1960: Raymond Ahoua, ivorischer Bischof
- 1960: Jorge Muñiz, mexikanischer Schauspieler, Sänger und Moderator
- 1961: Jan van Aken, deutscher Aktivist und Politiker
- 1961: Timna Brauer, österreichische Sängerin
- 1961: Clint Malarchuk, kanadischer Eishockeyspieler
- 1961: Antonio Putignano, italienisch-deutscher Schauspieler
- 1962: Remedios Amaya, spanische Flamenco-Sängerin
- 1962: Christof Stein-Schneider, deutscher Gitarrist (Fury In The Slaughterhouse)
- 1962: Maia Morgenstern, rumänische Schauspielerin
- 1962: Martin Preineder, Abgeordneter im österreichischen Nationalrat
- 1962: Owen Paul, britischer Sänger
- 1963: Philip Ma, hongkong-chinesischer Automobilrennfahrer
- 1963: Christine Rossi, französische Freestyle-Skierin
- 1964: Helen Alford, britische Dominikanerin, Sozial- und Wirtschaftswissenschaftlerin
- 1964: Britta Bannenberg, deutsche Rechtswissenschaftlerin und Kriminologin
- 1964: Yvonne van Gennip, niederländische Eisschnellläuferin
- 1964: Edward McMullen, US-amerikanischer Unternehmer und Diplomat
- 1964: Frederike von Möhlmann, deutsche Schülerin und Verbrechensopfer
- 1964: Ruth Picardie, britische Journalistin
- 1964: Franziska Roth, Schweizer Juristin, Mediatorin und Politikerin
- 1964: Gunnar F. H. Spellmeyer, deutscher Designer und Professor
- 1964: Paco Tous, spanischer Schauspieler
- 1964: Tom Zickler, deutscher Filmproduzent
- 1965: Gunnar Beck, deutscher Jurist, Rechtsphilosoph und Politiker
- 1965: Debi Diamond, US-amerikanisches Fotomodell und Pornodarstellerin
- 1966: Anne Fletcher, US-amerikanische Schauspielerin, Regisseurin und Choreografin

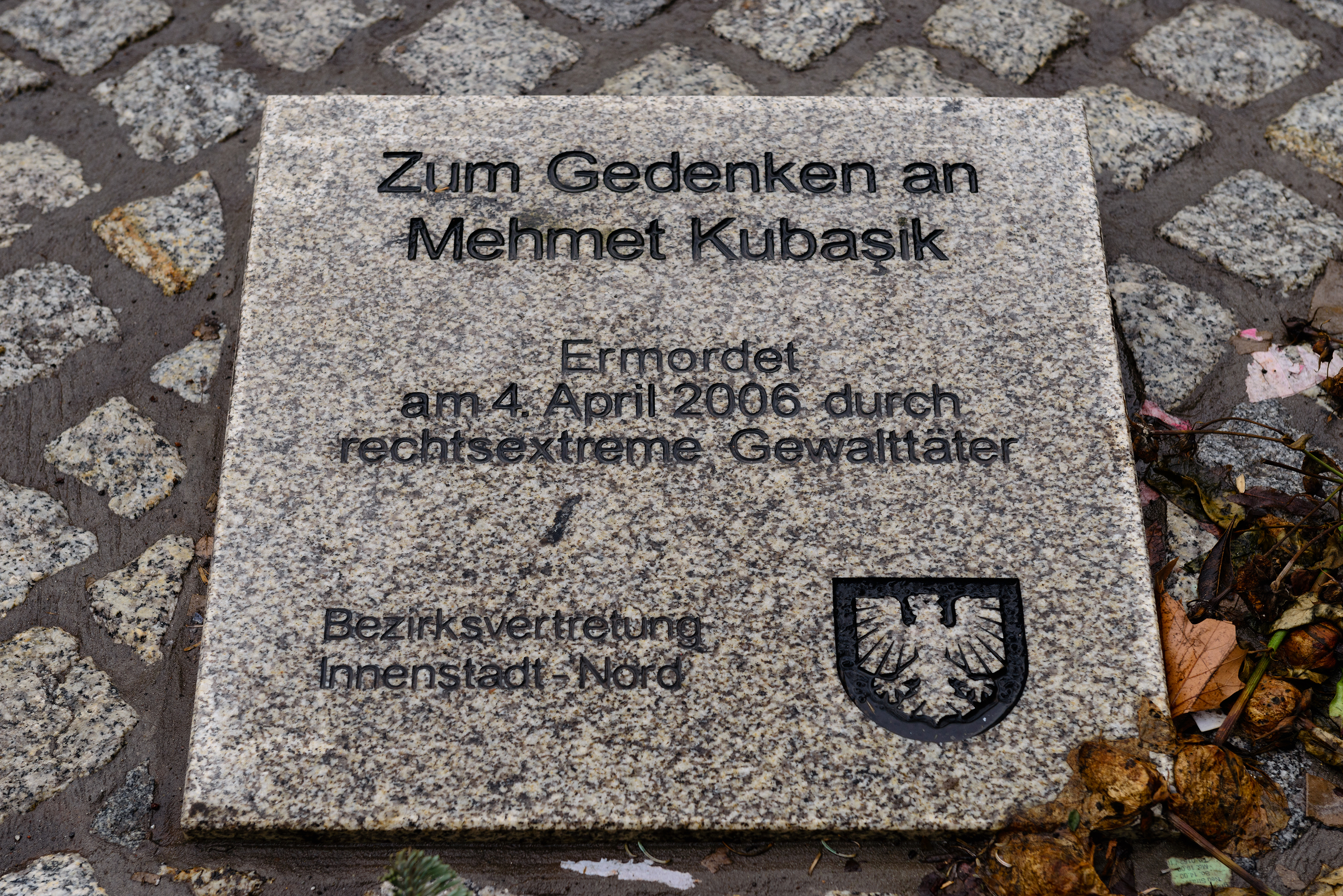
Gedenktafel Mehmet Kubaşık (* 1966)

- 1966: Mehmet Kubaşık, deutsch-kurdischer Einzelhändler; Mordopfer des NSU
- 1966: Charlie Schlatter, US-amerikanischer Serienschauspieler
- 1966: Olaf Thon, deutscher Fußballspieler
- 1967: Kendra Kobelka, kanadische Skirennläuferin
- 1967: Tim McGraw, US-amerikanischer Country-Sänger und Schauspieler
- 1968: D’arcy Wretzky, US-amerikanische Musikerin

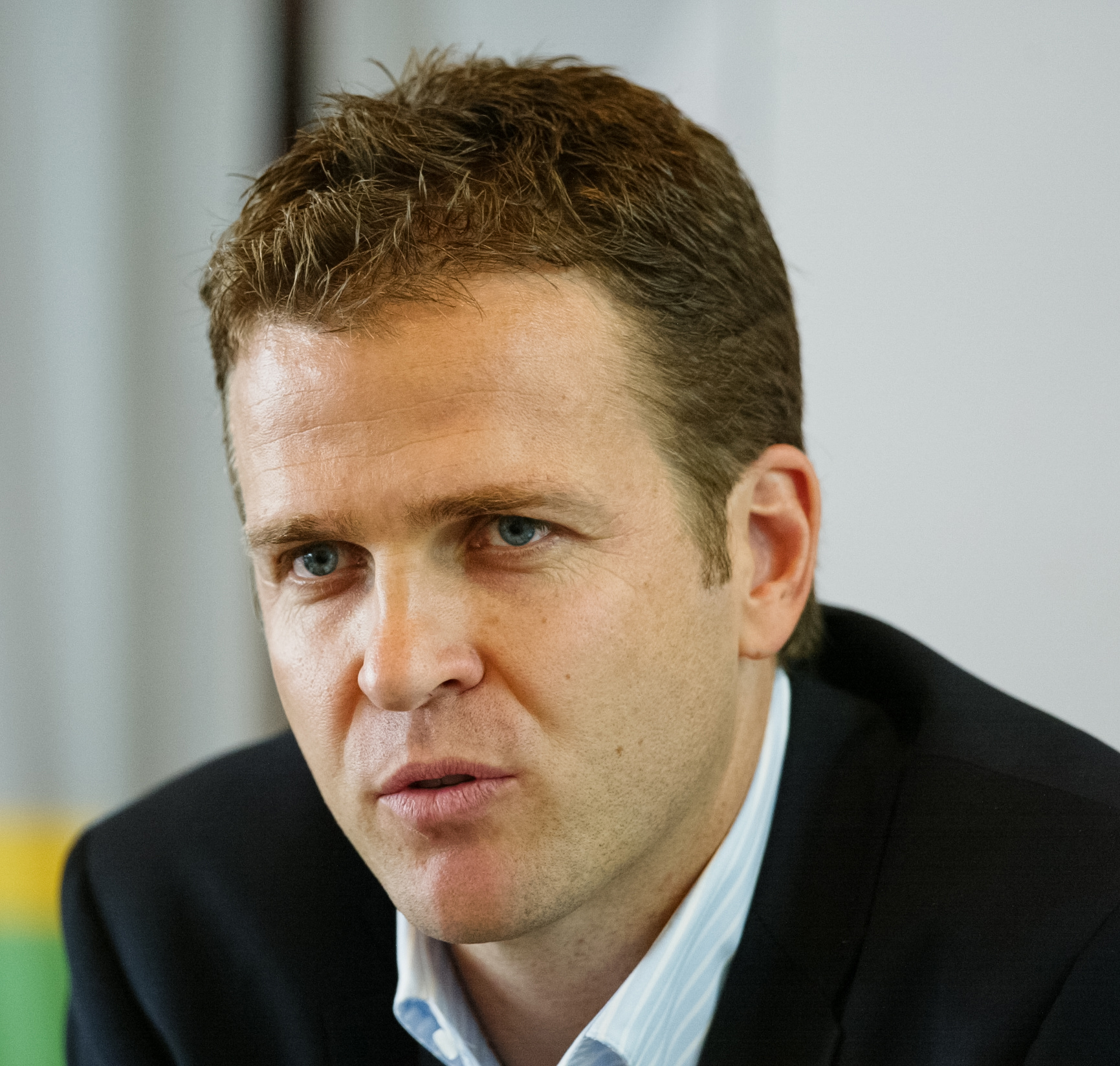
Oliver Bierhoff (* 1968)

- 1968: Oliver Bierhoff, deutscher Fußballspieler
- 1968: Guido Broscheit, deutscher Schauspieler
- 1969: Wes Anderson, US-amerikanischer Filmregisseur
- 1969: Günther Lainer, österreichischer Kabarettist
- 1971: Stuart Appleby, australischer Profigolfer
- 1971: Amira Casar, britisch-französische Schauspielerin
- 1971: Hasret Gültekin, kurdischer Saz-Spieler
- 1971: Eva Lund, schwedische Curlerin
- 1971: Nenad Peruničić, montenegrinisch-deutscher Handballspieler und -trainer
- 1971: Renée Poetschka, australische Leichtathletin
- 1972: Julie Benz, US-amerikanische Schauspielerin
- 1972: Roland Braun, deutscher Nordischer Kombinierer
- 1972: Annedore Dietze, deutsche Malerin
- 1972: Ilja Simin, russischer Journalist

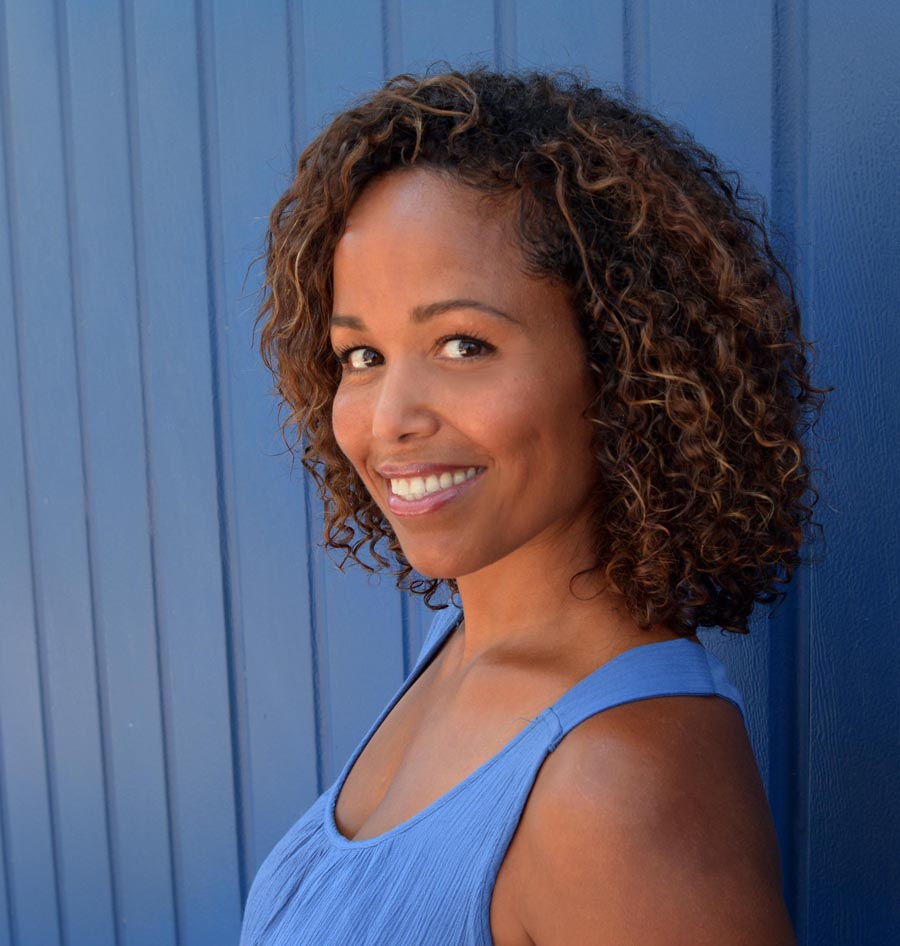
Seba Johnson (* 1973)

- 1973: Seba Johnson, US-amerikanische Skirennläuferin, Tierrechtsaktivistin und Schauspielerin
- 1973: Oliver Neuville, deutscher Fußballspieler
- 1974: Klaus Eckel, österreichischer Kabarettist
- 1974: Tiffany Fallon, US-amerikanisches Fotomodell und ehemalige Cheerleaderin
- 1974: Peter Groll, slowakischer Komponist
- 1974: Tanja Machalet, deutsche Politikerin
- 1974: Marc Seliger, deutscher Eishockeyspieler
- 1975: Abdi Aktaş, türkischer Fußballspieler
- 1975: Marc-Vivien Foé, kamerunischer Fußballspieler
- 1975: Andrea Lowe, britische Schauspielerin

#### 1976–2000
- 1976: Anna Olsson, schwedische Skilangläuferin
- 1976: Big Zis, Schweizer Rapperin
- 1976: Darius McCrary, US-amerikanischer Schauspieler
- 1976: Violante Placido, italienische Schauspielerin
- 1977: Vera Lischka, österreichische Schwimmerin und Politikerin
- 1978: James Badge Dale, US-amerikanischer Schauspieler
- 1978: Michael Craig Russell, US-amerikanischer Tennisspieler
- 1979: Mauro Bergamasco, italienischer Rugbyspieler

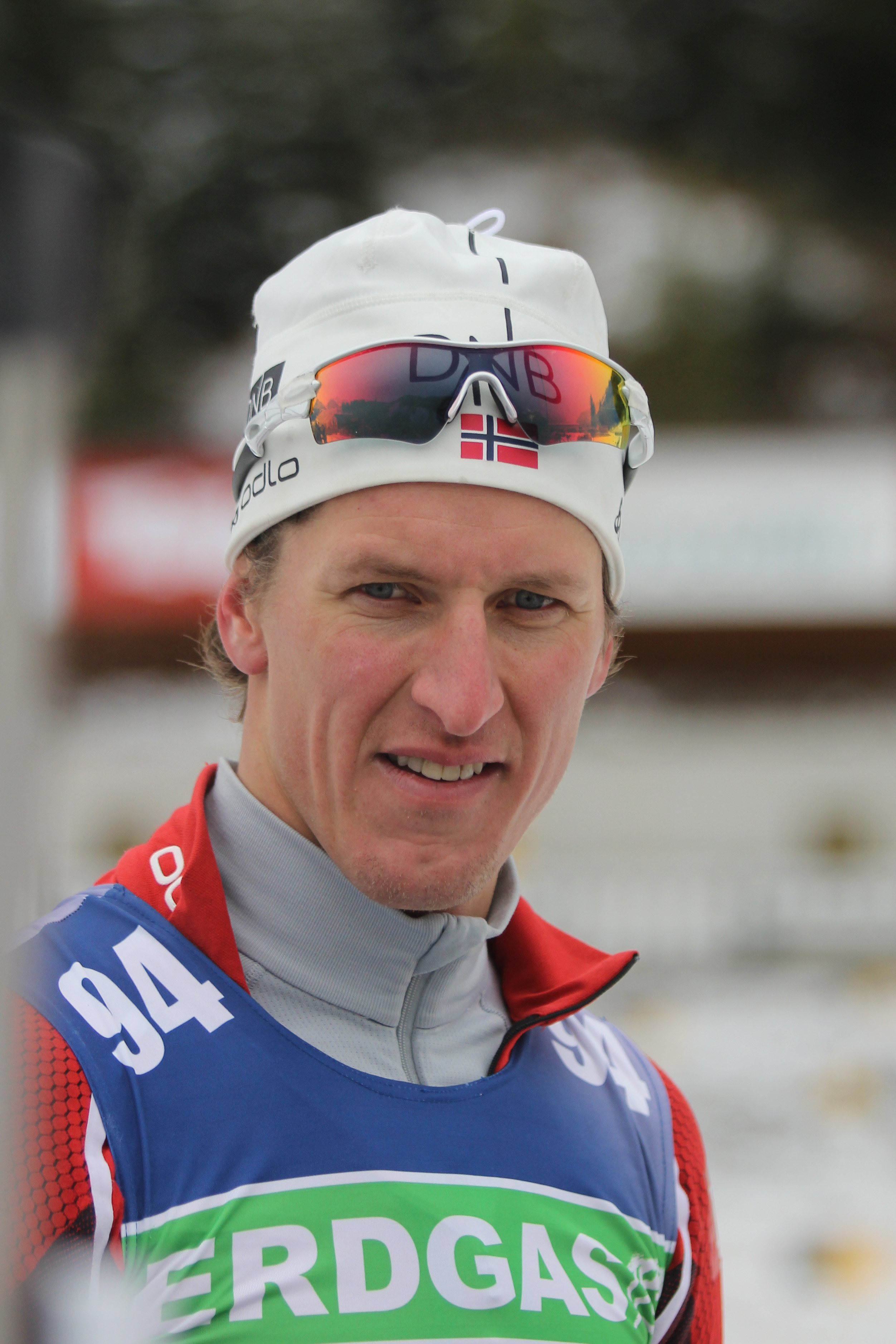
Lars Berger (* 1979)

- 1979: Lars Berger, norwegischer Biathlet
- 1979: Ruud Janssen, niederländischer Schachspieler
- 1979: Michelle Perry, US-amerikanische Leichtathletin
- 1980: Christopher Becker, deutscher Filmregisseur
- 1980: Myriam Atz Tammerle, italienische Politikerin
- 1980: Julija Gennadjewna Tabakowa, russische Sprinterin
- 1980: Ana Claudia Talancón, mexikanische Schauspielerin
- 1980: Zaz, französische Chanson-Sängerin
- 1981: Aljaksandr Hleb, belarussischer Fußballspieler
- 1981: Manny Acosta, panamaischer Baseballspieler
- 1981: Andy Dorman, englischer Fußballspieler
- 1981: Katie Mack, theoretische Kosmologin, Astrophysikerin und Wissenschaftskommunikatorin
- 1981: Drew Sidora, US-amerikanische Schauspielerin und Sängerin
- 1981: Mirko Venturi, italienischer Automobilrennfahrer
- 1982: Ambrose Akinmusire, US-amerikanischer Jazztrompeter, Bandleader und Komponist
- 1982: Christian-Hendrik Heeger, deutscher Kardiologe und Hochschullehrer
- 1982: Darijo Srna, kroatischer Fußballspieler
- 1982: Tommy Robredo, spanischer Tennisspieler
- 1983: Dalila Abdallah, britisch-kubanische Schauspielerin, Kabarettistin und Sängerin
- 1983: Celso Míguez, spanischer Rennfahrer
- 1984: Kerry Bishé, US-amerikanische Schauspielerin

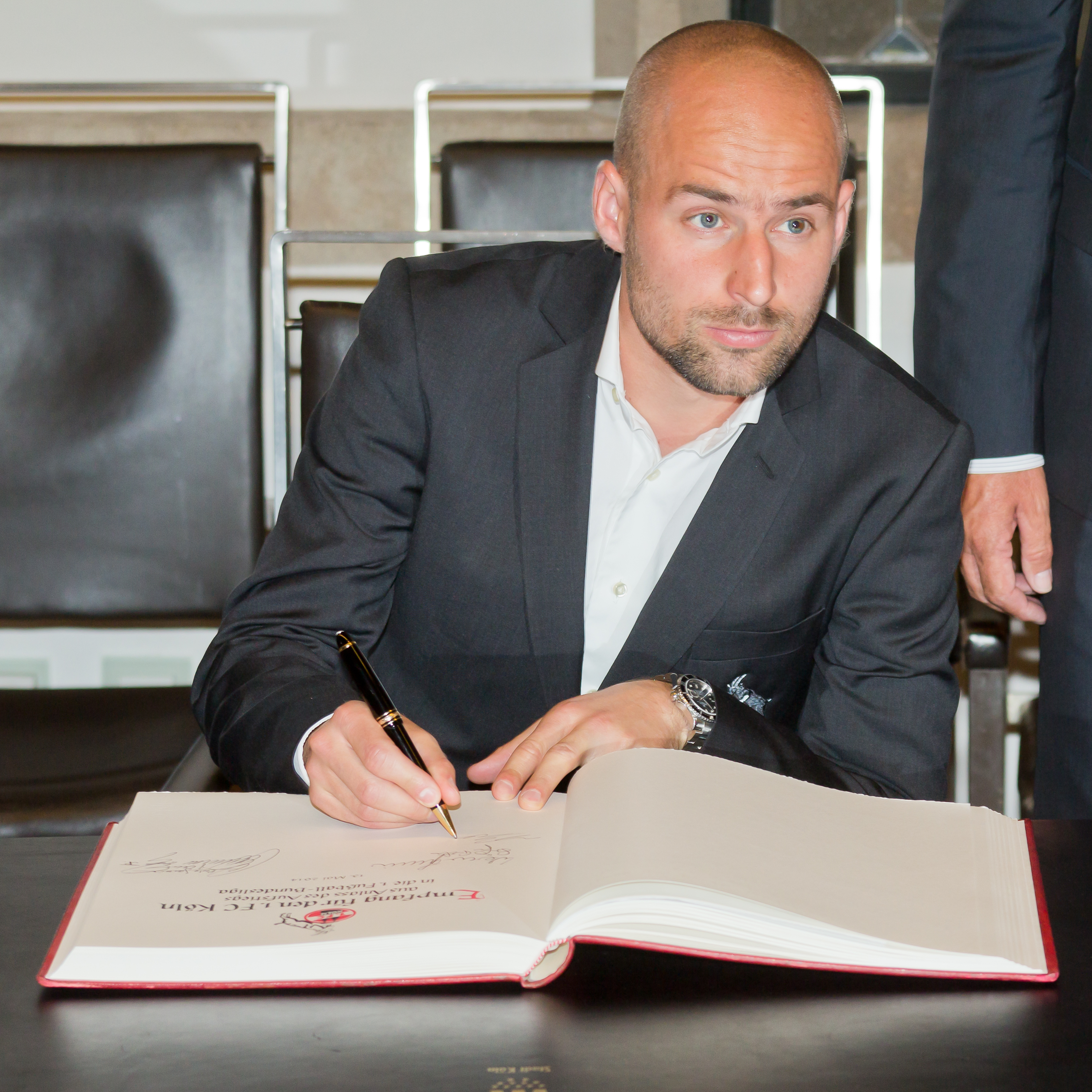
Mišo Brečko (* 1984)

- 1984: Mišo Brečko, slowenischer Fußballspieler
- 1984: Juan Cáceres, uruguayischer Rennfahrer
- 1984: Alexander Farnerud, schwedischer Fußballspieler
- 1985: Nicolás Artajo, deutscher Schauspieler, Moderator und Synchronsprecher
- 1985: Philipp Fleischmann, österreichischer Schauspieler und Kurzfilmregisseur
- 1985: Pierre Campana, französischer Rallyefahrer
- 1985: Philipp Pentke, deutscher Fußballtorhüter
- 1986: Christian Benítez, ecuadorianischer Fußballspieler
- 1986: Adam Casey, australischer Fußballspieler
- 1986: Jesse Klaver, niederländischer Politiker
- 1987: Leonardo Bonucci, italienischer Fußballspieler
- 1987: Shahar Peer, israelische Tennisspielerin
- 1987: Claudia Wurzel, italienische Ruderin
- 1988: Anushka Sharma, indische Schauspielerin

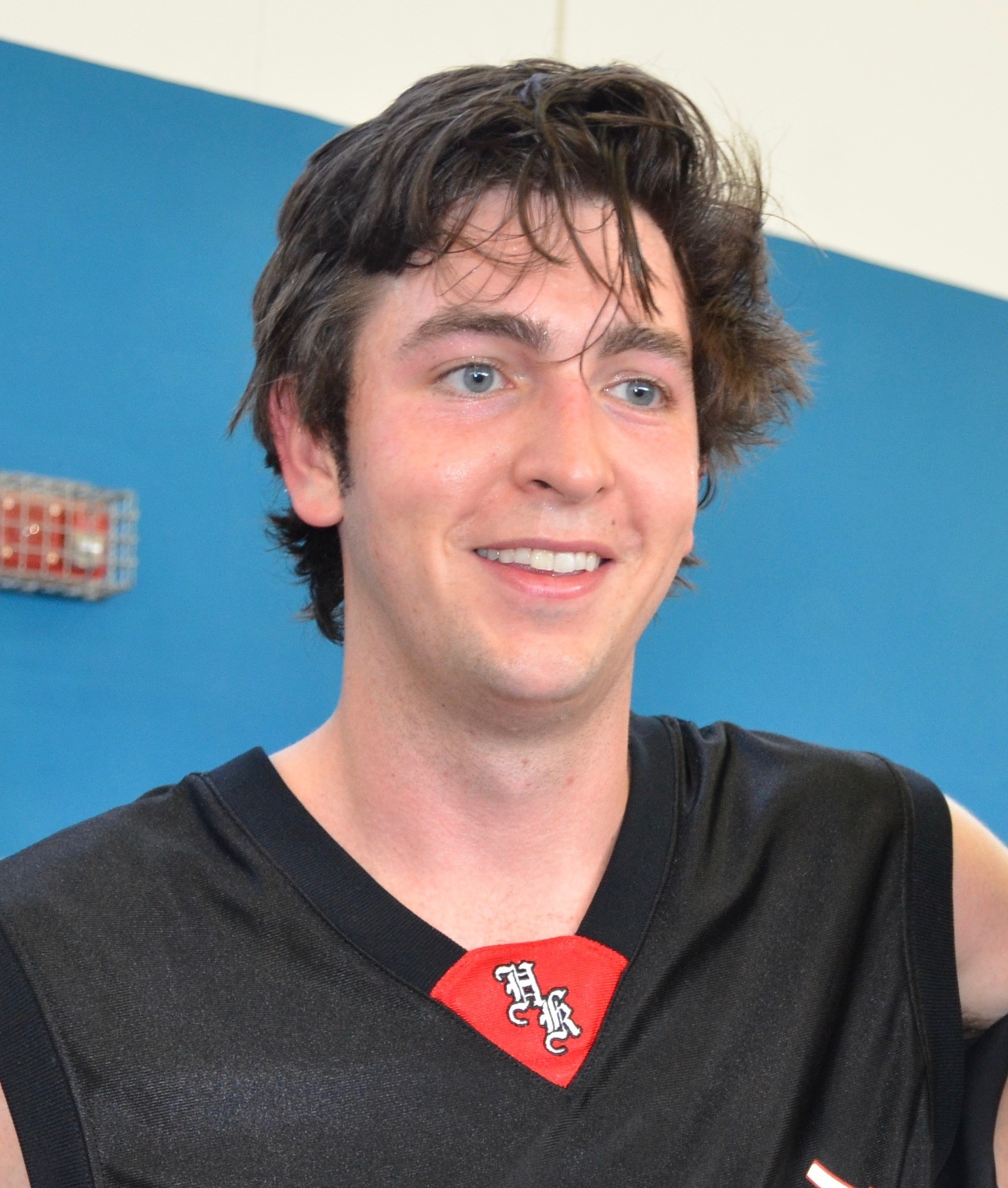
Nicholas Braun (* 1988)

- 1988: Nicholas Braun, US-amerikanischer Schauspieler
- 1988: Remo Schulze, deutscher Schauspieler
- 1989: Armindo Fonseca, französischer Radrennfahrer
- 1989: May Mahlangu, südafrikanischer Fußballspieler
- 1989: Mitch Nichols, australischer Fußballspieler
- 1989: Alexander Grünwald, österreichischer Fußballspieler
- 1990: Reem Alabali Radovan, deutsche Politikerin
- 1990: Diego Contento, italienisch-deutscher Fußballspieler
- 1990: René Oosterhof, niederländischer Fußballspieler
- 1990: Caitlin Stasey, australische Schauspielerin
- 1991: Levina, deutsche Sängerin, Songwriterin und Moderatorin
- 1991: Bartosz Salamon, polnischer Fußballspieler
- 1992: Bradley Roby, US-amerikanischer American-Football-Spieler
- 1993: Artur Schneider, deutscher Fußballspieler
- 1993: Jean-Christophe Bahebeck, französischer Fußballspieler
- 1994: Victor Montalvo, US-amerikanischer Breaker
- 1995: Andressa Cavalari Machry, brasilianische Fußballspielerin
- 1996: Michael Seaton, jamaikanischer Fußballspieler
- 1997: Himan Morimoto, japanischer Fußballspieler
- 2000: Mareike Braun, deutsche Biathletin

## Gestorben

### Vor dem 16. Jahrhundert
- 0208: Andeolus, römischer Heiliger
- 0408: Arcadius, römischer Kaiser im Osten
- 0524: Sigismund, König der Burgunder
- 0852: Lambert II., Graf von Nantes
- 0926: Wiborada, Einsiedlerin und Märtyrerin der katholischen Kirche
- 0991: Friedrich I., Erzbischof von Salzburg
- 1103: Dschanah ad-Daula, Emir von Homs
- 1118: Edith von Schottland, erste Frau von Heinrich I. von England
- 1184: Adelheid IV. von Sommerschenburg, Äbtissin von Gandersheim und Quedlinburg
- 1187: Roger de Moulins, Großmeister des Johanniterordens
- 1219: Leo II., König von Armenien
- 1219: Rudolf I., Herr von Issoudun und Graf von Eu
- 1226: Richard Marsh, englischer Geistlicher, Bischof von Durham, Lordkanzler
- 1240: Ekkehard Rabil, Bischof von Merseburg
- 1240: Jakob von Vitry, Kardinalbischof von Tusculum und Bischof von Akkon
- 1254: Sørle, norwegischer Erzbischof
- 1255: Walter de Gray, englischer Geistlicher und Staatsmann, Lordkanzler, Erzbischof von York
- 1257: Mafalda von Portugal, Königin von Kastilien und Nonne, katholische Selige
- 1277: Stefan Uroš I., König der Serben
- 1278: Wilhelm II. von Villehardouin, Fürst von Achaia
- 1296: Friedrich I., Graf von Fürstenberg
- 1298: Jutta von Freckenhorst, Äbtissin im Stift Freckenhorst
- 1302: Vidkunn Erlingsson, Mitglied des norwegischen Reichsrates
- 1308: Albrecht I., Herzog von Österreich und der Steiermark, römisch-deutscher König
- 1345: Peregrinus Laziosi, Heiliger der römisch-katholischen Kirche
- 1348: Heinrich IV., Graf von Waldeck
- 1365: Konrad III., Graf von Rietberg
- 1399: Wilhelm I. zu Castell, Herrscher der Grafschaft Castell
- 1402: Olbram von Škvorec, Erzbischof von Prag
- 1445: Friedrich von Domneck, kurpfälzischer Rat, Domdekan und Fürstbischof von Worms
- 1447: Ludwig VII., Herzog von Bayern-Ingolstadt
- 1455: Archibald Douglas, Earl of Moray, schottischer Adliger
- 1456: Hugo von Lannoy, Statthalter des burgundischen Herzogs für Holland und Zeeland
- 1484: Adalbert III. von Sachsen, Administrator des Erzbistums Mainz

### 16. bis 18. Jahrhundert
- 1517: Hermann Langenbeck, Jurist und Bürgermeister von Hamburg
- 1539: Isabella von Portugal, römisch-deutsche Kaiserin, Ehefrau Kaiser Karls V.
- 1543: Veit von Thümen, Herrenmeister des Johanniterordens

- 1555: Marcellus II., Papst

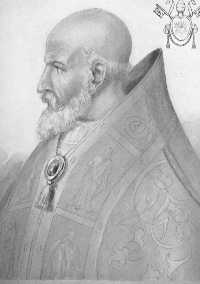
Marcellus II. († 1555)

- 1558: Felicitas von Selmenitz, erste Frau der Reformation in Halle an der Saale
- 1558: Gabriel Zwilling, lutherischer Theologe und Reformator
- 1572: Moses Isserles, polnischer Rabbiner
- 1572: Pius V., Papst
- 1578: Wilhelm II. von der Mark, Admiral der Wassergeusen und Gouverneur von Holland
- 1599: Johann VII. von Schönenberg, Kurfürst und Erzbischof von Trier
- 1613: Abraham II. von Dohna, schlesischer Standesherr, Diplomat und Politiker
- 1627: Friedrich Balduin, lutherischer Theologe
- 1651: Kanō Sansetsu, japanischer Maler
- 1656: Carlo Contarini, Doge von Venedig
- 1661: Johann von Geyso, hessen-kasselscher Generalleutnant im Dreißigjährigen Krieg
- 1666: Christoph Notnagel, deutscher Mathematiker und Astronom
- 1668: Frans Luycx, flämischer Porträtmaler
- 1709: Samuel Bachmann, Schweizer Geistlicher
- 1718: Robert Daniell, britischer Gouverneur der Province of South Carolina
- 1731: Johann Ludwig Bach, deutscher Komponist
- 1733: Nicolas Coustou, französischer Bildhauer
- 1737: Jean-Alphonse Turrettini, Genfer Theologe
- 1743: Maria Magdalena, Erzherzogin von Österreich, Tante Maria Theresias
- 1750: David Stähelin, Bürgermeister von St. Gallen
- 1753: Johann Gottfried von Hahn, schlesischer Arzt und Medizinalrat, königlich preußischer Hofrat, Gutsbesitzer
- 1760: Christiana Mariana von Ziegler, sächsische Schriftstellerin
- 1772: Gottfried Achenwall, deutscher Historiker und Jurist, Begründer der modernen Statistik
- 1782: Simon August Graf von Lippe, Regent der Grafschaft Lippe.
- 1793: Johann Gerhard Reinhard Andreae, deutscher Naturforscher, Chemiker und Hofapotheker
- 1797: Franz Anton von Hartig, österreichischer Diplomat, Historiker, Dichter und Geograph

### 19. Jahrhundert
- 1809: François d’Arlandes, französischer Luftfahrtpionier

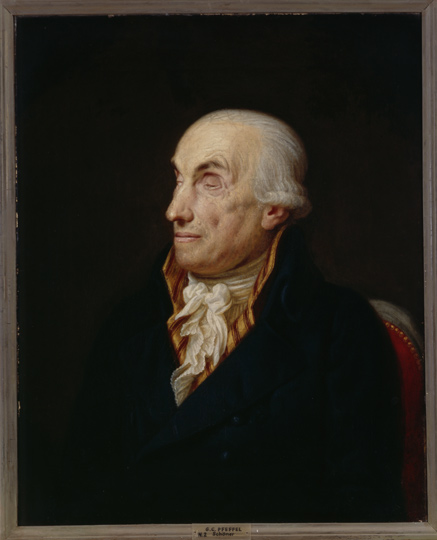
Gottlieb Konrad Pfeffel († 1809)

- 1809: Gottlieb Konrad Pfeffel, deutscher Schriftsteller und Pädagoge
- 1814: Saud I. ibn Abd al-Aziz, Imam der Wahhabiten
- 1816: Justus Perthes, deutscher Buchhändler und Verleger, Gründer eines geografisch-kartografischen Verlags
- 1818: Gioacchino Avesani, italienischer Jesuit, Lehrer und Dichter
- 1823: Amadeus Wenzel Böhm, Kupferstecher und Illustrator
- 1833: Ernst Joseph Thelott, deutscher Porträtmaler
- 1840: Charles-Henri Allamand, Schweizer Mediziner
- 1848: Louise Sybille von Reventlow, dänische Malerin
- 1852: Antoine Monastier, französisch-schweizerischer evangelischer Geistlicher und Historiker
- 1854: Jean Coralli, französischer Tänzer und Choreograph
- 1857: Stephen Adams, US-amerikanischer Politiker
- 1861: Michael Martin Lienau, deutscher Kaufmann und Lokalpolitiker
- 1865: Edwin De Haven, US-amerikanischer Polarforscher
- 1870: Gabriel Lamé, französischer Mathematiker und Physiker
- 1871: Andreas Andresen, deutscher Kunstbuchautor
- 1872: Amalia Maria da Gloria Augusta, Prinzessin von Sachsen-Weimar-Eisenach, Herzogin zu Sachsen und Prinzessin der Niederlande
- 1873: Heinrich Philipp Ludwig Kalkmann, deutscher Kaufmann und Konsul
- 1873: David Livingstone, schottischer Missionar und Afrikaforscher
- 1874: Vilém Blodek, tschechischer Komponist

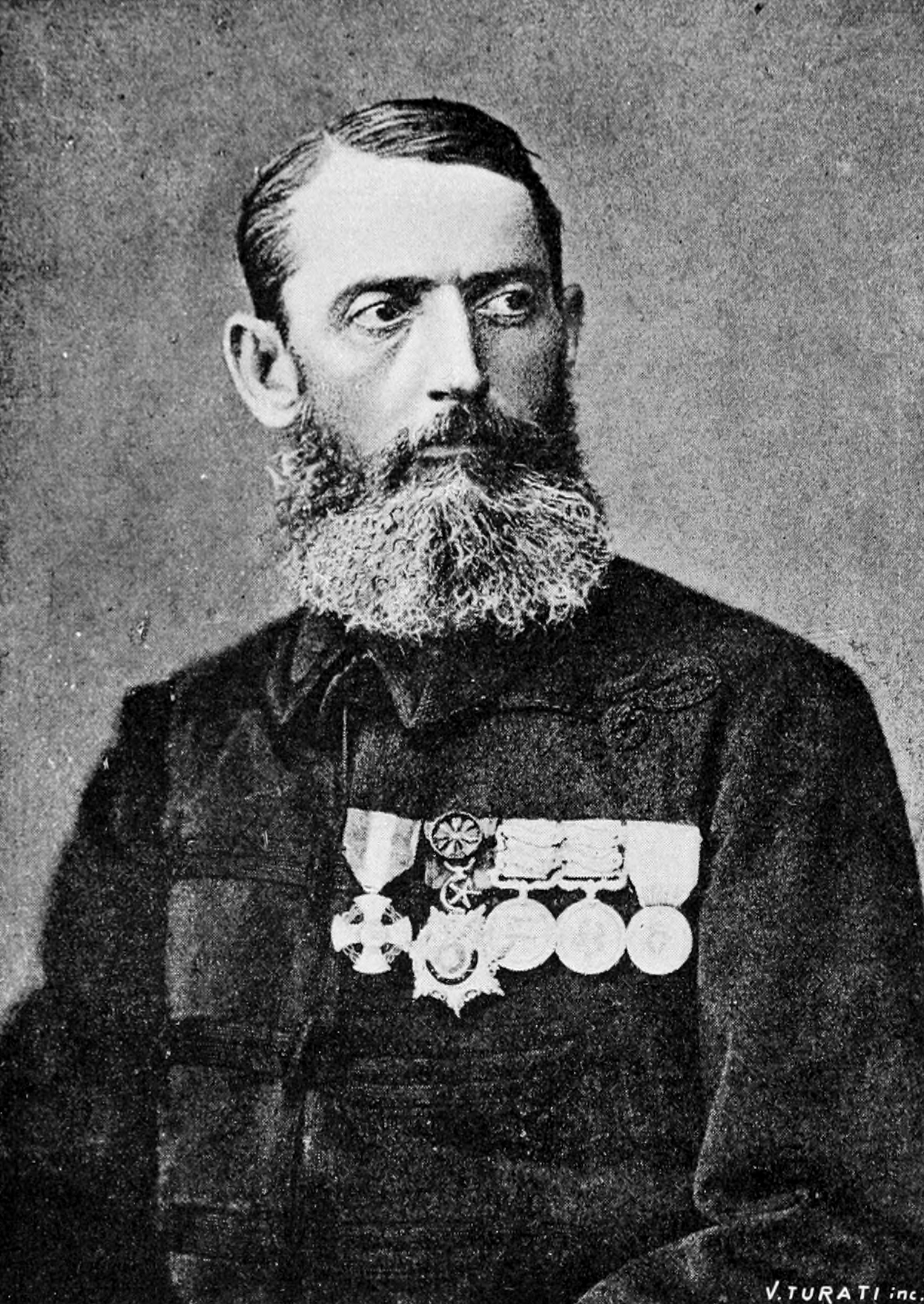
Niccolò Tommaseo († 1874)

- 1874: Niccolò Tommaseo, italienischer Schriftsteller
- 1875: Leonhard Kohl von Kohlenegg, österreichischer Schriftsteller und Schauspieler
- 1880: Friedrich Adolph Mackrott, deutscher Musiker
- 1881: Romolo Gessi, italienischer Afrikareisender
- 1882: Friedrich August Abt, deutscher Jurist und Politiker
- 1883: Butrus al-Bustani, libanesischer Schriftsteller, Dozent, Herausgeber und Philologe
- 1888: William Wirt Adams, US-amerikanischer Brigadegeneral der Konföderation im Amerikanischen Bürgerkrieg
- 1889: Heinrich Adolph Meyer, deutscher Meeresforscher und Fabrikant

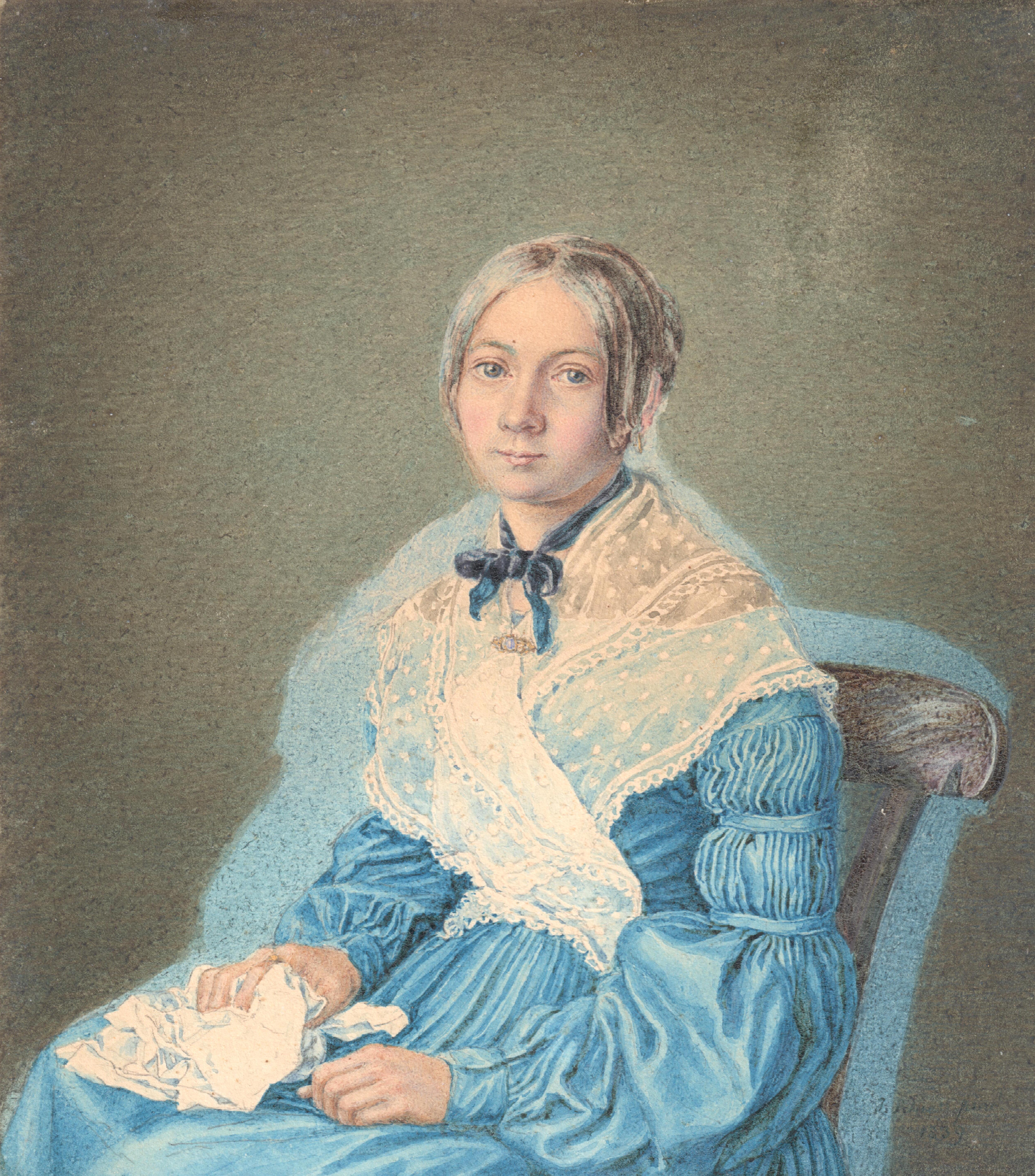
Elisabeth Kelly († 1890)

- 1890: Elisabeth Kelly, schweizerische Malerin
- 1891: Ferdinand Gregorovius, deutscher Schriftsteller und Historiker
- 1893: Alexander Kaufmann, deutscher Schriftsteller
- 1893: Wilhelm Schubert, badischer Kaufmann und Politiker
- 1896: Nāser ad-Din Schāh, Schah von Persien
- 1897: Emil Oelbermann, deutscher Industrieller
- 1899: Ludwig Büchner, deutscher Arzt, Naturwissenschaftler und Philosoph

### 20. Jahrhundert

#### 1901–1950
- 1903: Luigi Arditi, italienischer Violinist und Komponist

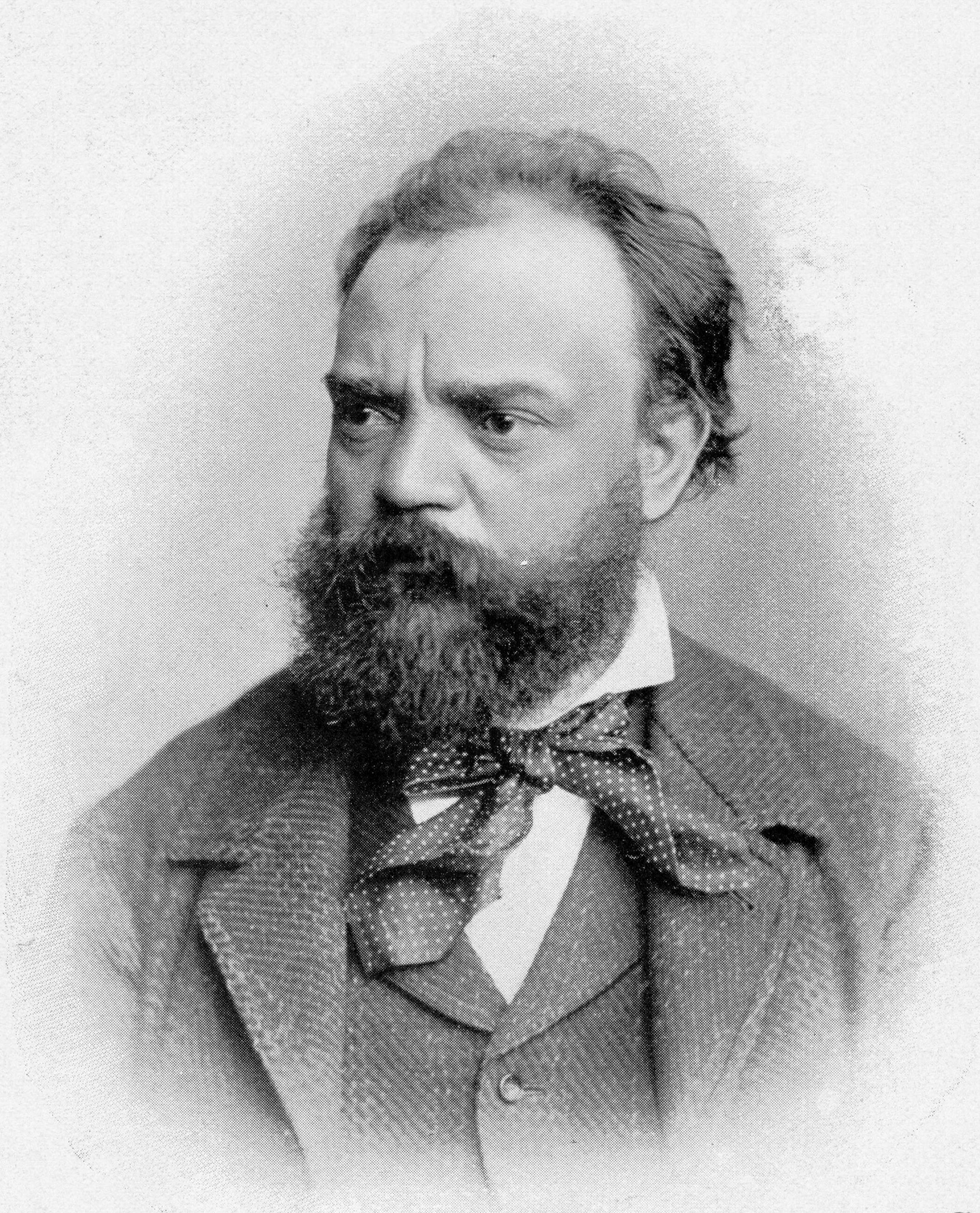
Antonín Dvořák († 1904)

- 1904: Antonín Dvořák, tschechischer Komponist
- 1907: Karl Alfred Lanz, Schweizer Maler und Bildhauer
- 1911: Richard Weitbrecht, deutscher Theologe und Schriftsteller
- 1913: John Barclay Armstrong, US-amerikanischer Polizist und Second Lieutenant
- 1914: Hermann Frasch, deutsch-US-amerikanischer Chemiker und Technologe
- 1916: Rudolf Hirth du Frênes, deutscher Maler und Bruder des Schriftstellers und Verlegers Georg Hirth
- 1917: William Knox D’Arcy, britischer Unternehmer
- 1920: Hanuš Wihan, tschechischer Cellist und Musikpädagoge

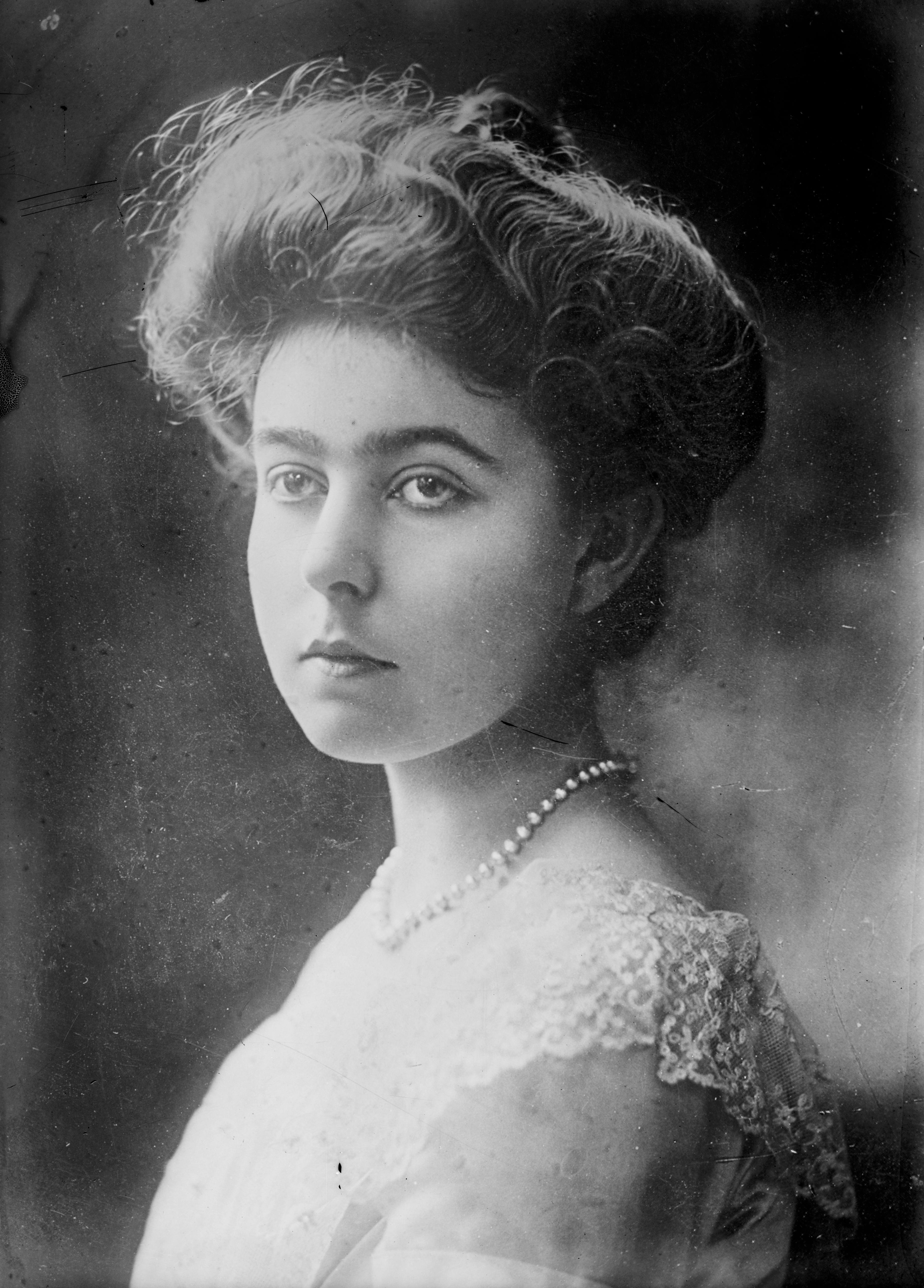
Margaret of Connaught († 1920)

- 1920: Margaret of Connaught, Kronprinzessin von Schweden
- 1922: Olga Gebauer, deutsche Hebamme und eine Gründerin des Vorläufers des Deutschen Hebammenverbandes
- 1924ː Frida Bettingen, deutsche Schriftstellerin
- 1924: Louis Henry Davies, kanadischer Politiker und Richter
- 1925ː Marie Tůmová, tschechoslowakische Lehrerin und Frauenrechtlerin
- 1927: Oscar Swahn, schwedischer Sportschütze
- 1930: Charles Marchand, kanadischer Folksänger
- 1933: Carl Roman Abt, Schweizer Ingenieur und Erfinder
- 1933: Thomas Ashton, 1. Baron Ashton of Hyde, britischer Politiker, Unternehmer und Peer
- 1933: Harriet Ellen Siderovna von Rathlef-Keilmann, deutsch-baltische Bildhauerin
- 1934: Viktor Apfelbeck, österreichisch-jugoslawischer Entomologe und Museumskurator
- 1935: Henri Pélissier, französischer Radrennfahrer
- 1939: Wilhelm Normann, deutscher Chemiker
- 1940: Leonard Leslie Brooke, britischer Illustrator und Autor
- 1941: Karl Peter Anspach, deutscher Kaufmann
- 1941: Julia Claussen, schwedische Sängerin und Musikpädagogin
- 1942: Georg von Eucken-Addenhausen, deutscher Jurist und Staatsmann
- 1944: Jizchak Katzenelson, jüdischer Lyriker und Dramatiker
- 1945: Wilhelm Burgdorf, deutscher General, Chefadjudant des Oberkommandos der Wehrmacht

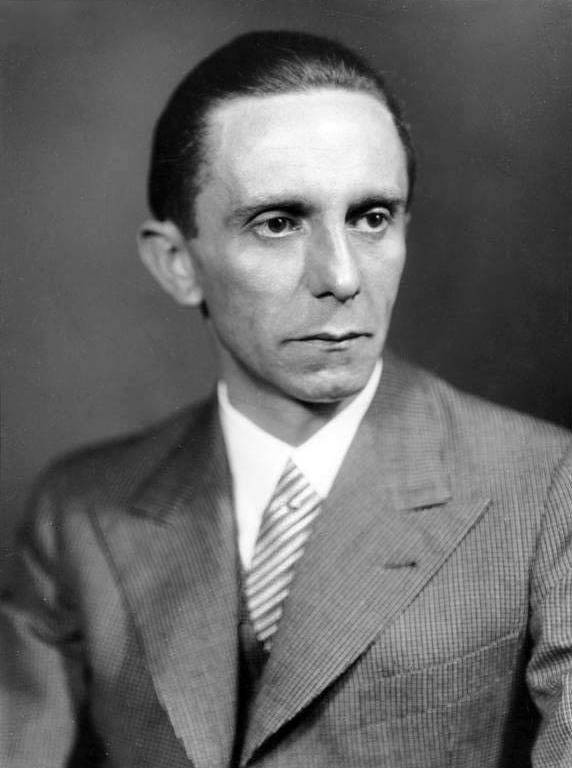
Joseph Goebbels († 1945)

- 1945: Joseph Goebbels, deutscher Demagoge und Politiker, Reichspropagandaminister, Wegbereiter des Holocausts
- 1945: Magda Goebbels, Ehefrau von Joseph Goebbels
- 1945: Hans Krebs, deutscher Offizier, zuletzt General der Infanterie und Generalstabschef des Heeres im Zweiten Weltkrieg
- 1946: Bill Johnston, US-amerikanischer Tennisspieler
- 1946: Edward Bairstow, englischer Organist, Pädagoge, Komponist, Chorleiter und Dirigent
- 1946ː Viktoria von Dirksen, deutsche politische Lobbyistin, „mütterliche Freundin“ und Förderin Adolf Hitlers
- 1947: Josef Feinhals, deutscher Unternehmer
- 1948: Marceli Popławski, polnischer Komponist, Geiger, Dirigent und Musikpädagoge
- 1949: Charles Delaporte, französischer Ruderer und Radsportler
- 1949: Josep Maria Jujol, katalanischer Architekt
- 1949: Wilhelm Thöny, österreichischer Maler und Grafiker
- 1950: Walter Besig, deutscher Maler
- 1950: Lothrop Stoddard, US-amerikanischer Eugeniker und Autor, Bewunderer Adolf Hitlers

#### 1951–2000
- 1951: Georg Baesecke, deutscher Altgermanist
- 1951: José Cavaquinho, brasilianischer Cavaquinhospieler, Gitarrist, Flötist, Dirigent und Komponist
- 1953ː Yvonne Serruys, belgische Bildhauerin
- 1954: Johnny Aubert, schweizerischer Pianist
- 1955: Hans von der Au, deutscher Theologe und Volkskundler
- 1955: Mike Nazaruk, US-amerikanischer Automobilrennfahrer
- 1956: LeRoy Samse, US-amerikanischer Leichtathlet
- 1960: José María Granada, spanischer Dramatiker, Drehbuchautor und Regisseur

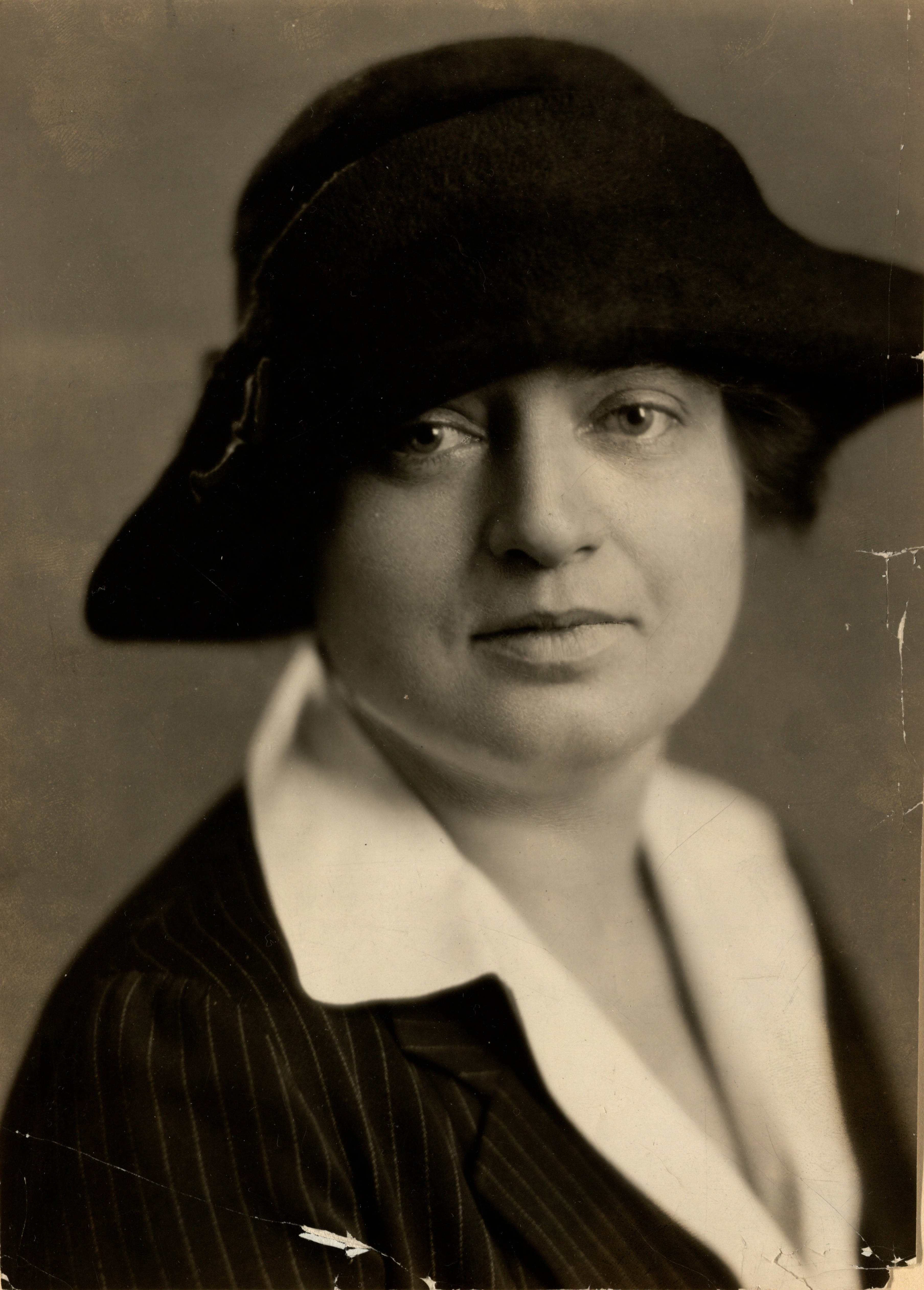
Lorena Hickok († 1968)

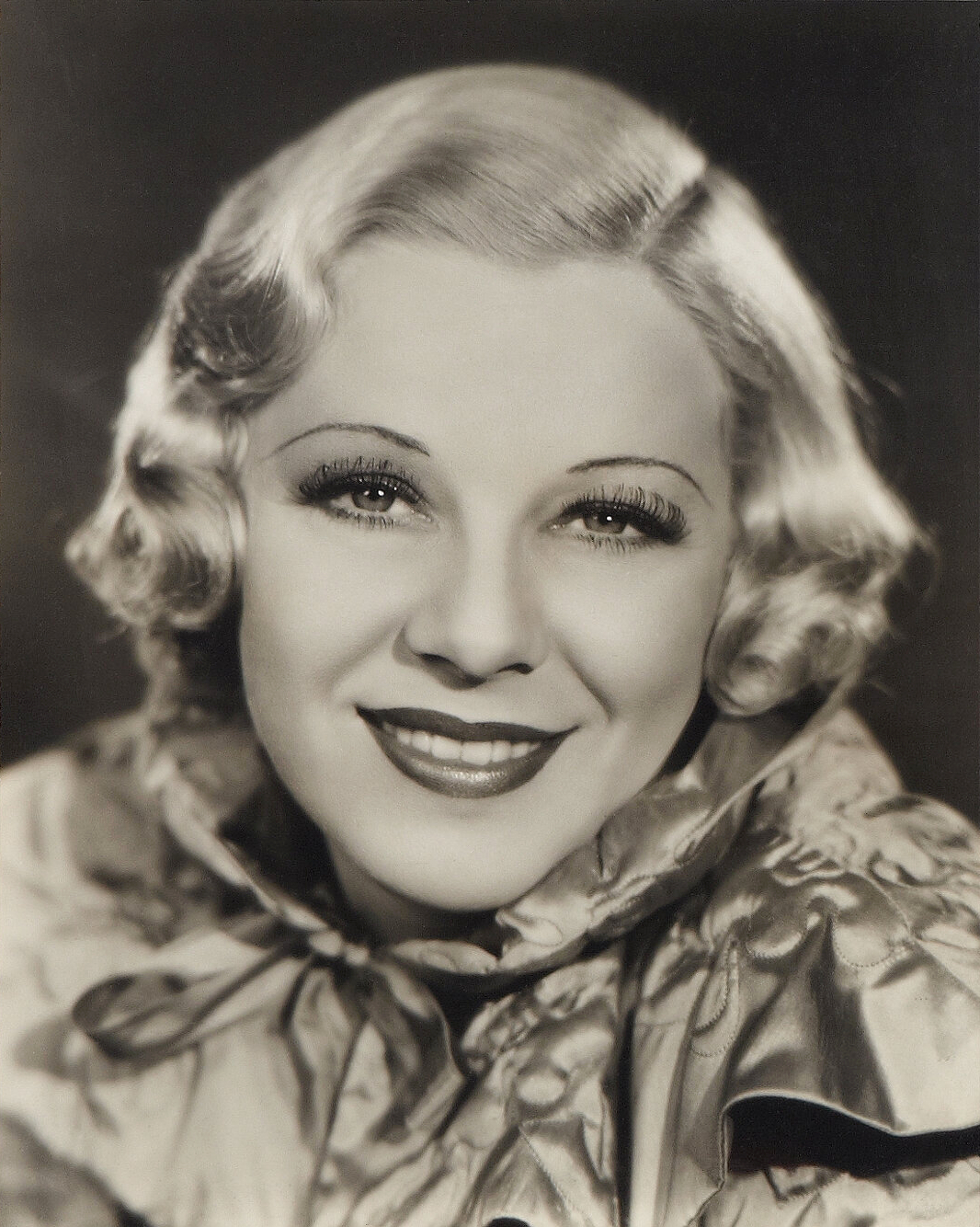
Glenda Farrell († 1971)

- 1963: Veza Canetti, österreichische Schriftstellerin
- 1964: Walter Assmann, deutscher Offizier
- 1964: Cristòfor Taltabull i Balaguer, katalanischer Komponist und Musikpädagoge
- 1965: Spike Jones, US-amerikanischer Musik-Komiker
- 1966: Gustav Schumm, deutscher Fußballspieler und -funktionär
- 1967: Agapios Salomon Naoum, libanesischer Erzbischof
- 1967: Maria Probst, deutsche Politikerin, MdL, MdB, MdEP, erste Bundestagsvizepräsidentin
- 1968: Jack Adams, kanadischer Eishockeyspieler, -trainer und -manager
- 1968: Lorena Hickok, US-amerikanische Journalistin
- 1971: Glenda Farrell, US-amerikanische Schauspielerin
- 1971: Ejnar Mikkelsen, dänischer Polarforscher, Autor und Inspektor von Grönland
- 1971: Pierre Stasse, belgischer Automobilrennfahrer
- 1972: Andor Mészáros, ungarisch-australischer Architekt, Bildhauer und Medailleur
- 1973: Asger Jorn, dänischer Künstler
- 1974: Wayne Maki, kanadischer Eishockeyspieler
- 1977: Johannes Weyrauch, deutscher Komponist und Kantor

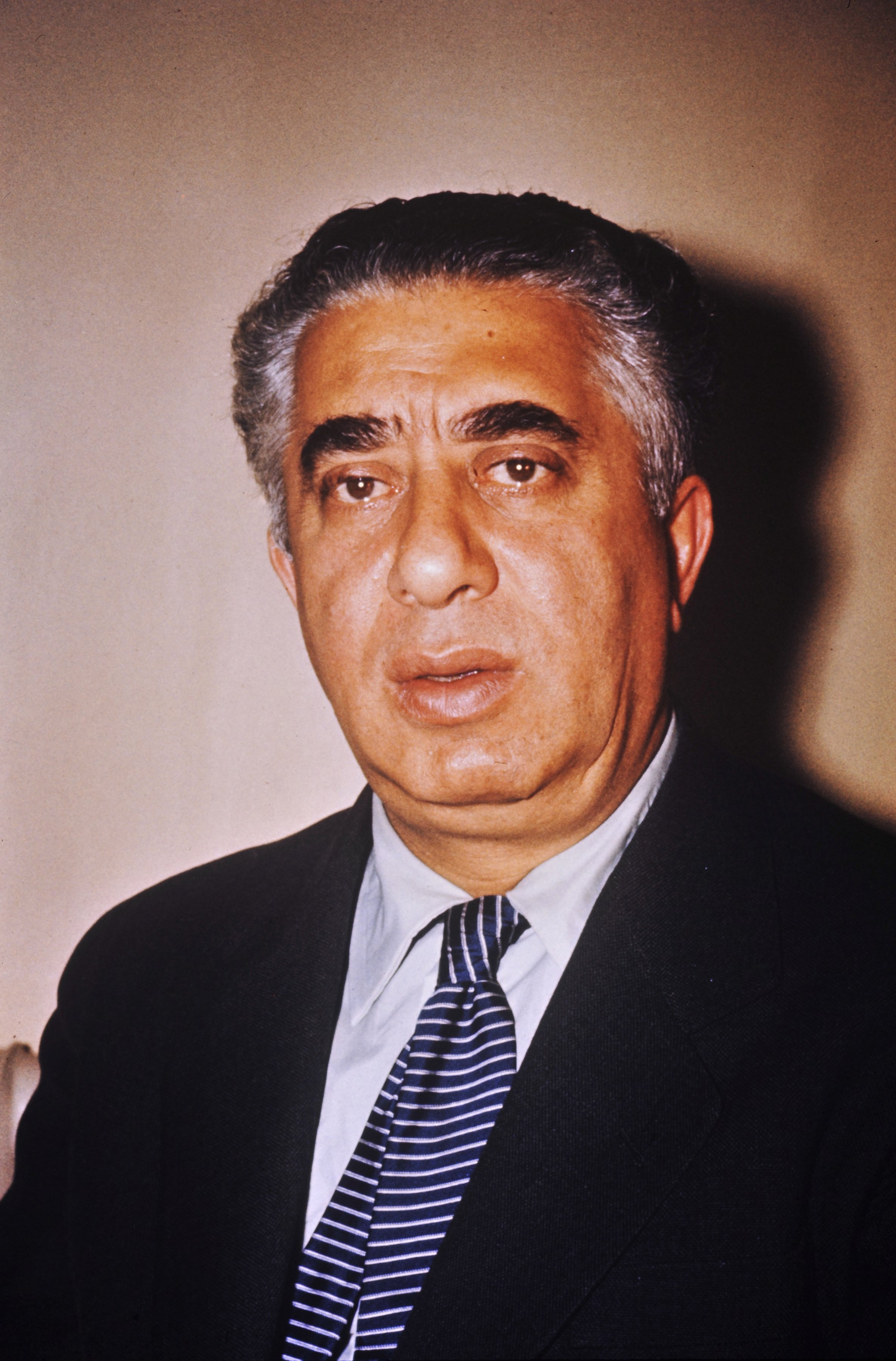
Aram Chatschaturjan († 1978)

- 1978: Aram Chatschaturjan, sowjetischer Komponist
- 1978: Hans Severus Ziegler, deutscher Publizist, Intendant, Lehrer und nationalsozialistischer Politiker
- 1981: Edmond Romulus Amateis, US-amerikanischer Bildhauer und Lehrer
- 1981: Tex Hamer, US-amerikanischer American-Football-Spieler
- 1981: Vern Sneider, US-amerikanischer Autor
- 1981: Robert Stauch, deutscher Politiker
- 1982: Gyula Kertész, ungarischer Fußballspieler und -trainer
- 1982: Wolfgang Stammberger, deutscher Politiker
- 1982: Walther Wenck, deutscher General und Manager
- 1984: Gordon Jenkins, US-amerikanischer Musiker
- 1985: Ási í Bæ, isländischer Schriftsteller
- 1988: Ben Lexcen, australischer Yachtkonstrukteur und Designer
- 1988: Louis Maurer, Schweizer Fußballspieler und -trainer
- 1989: Antonio Janigro, italienischer Cellist, Dirigent und Hochschullehrer
- 1989: Hans Trümpy (Volkskundler), Schweizer Volkskundler
- 1990: Ingo Kümmel, deutscher Kunstvermittler und Galerist
- 1991: Rainer Artenfels, österreichischer Schauspieler und Theaterregisseur
- 1991: Richard Thorpe, US-amerikanischer Filmregisseur
- 1992: Luis Alfredo Torres, dominikanischer Lyriker, Journalist und Kritiker
- 1993: Pierre Bérégovoy, französischer Politiker

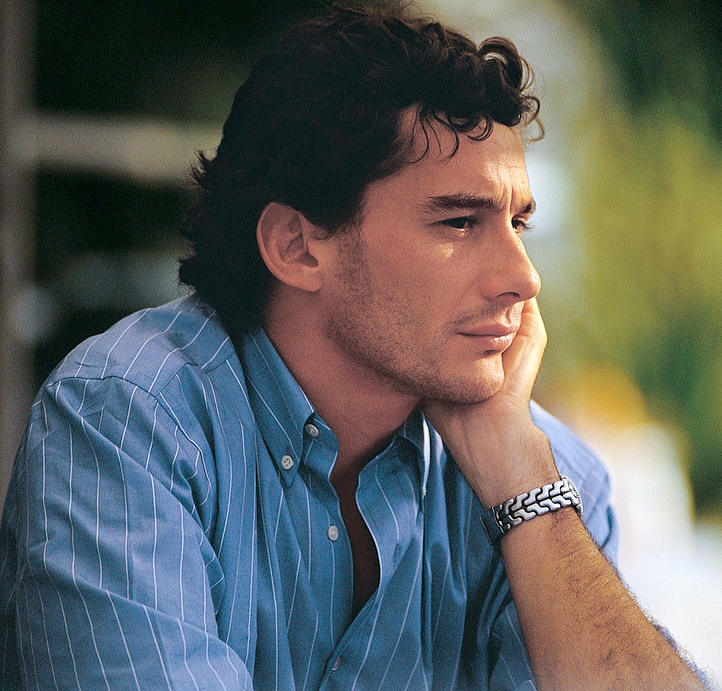
Ayrton Senna († 1994)

- 1994: Ayrton Senna, brasilianischer Automobilrennfahrer
- 1996: Herbert Brownell jr., US-amerikanischer Politiker und Justizminister
- 1996: Irene Koss, Schauspielerin und die erste deutsche Fernsehansagerin
- 1997: Bo Widerberg, schwedischer Filmregisseur, Drehbuchautor und Filmeditor
- 1998: Eldridge Cleaver, US-amerikanischer Schriftsteller und der Mitbegründer der Black Panther
- 1999ː Maria Becker-Meisberger, Saarländische Autorin und Übersetzerin
- 1999: Brian Shawe-Taylor, britischer Automobilrennfahrer
- 2000: Clemens Kremer, deutscher Komponist
- 2000: Ángel E. Lasala, argentinischer Komponist und Pianist

### 21. Jahrhundert

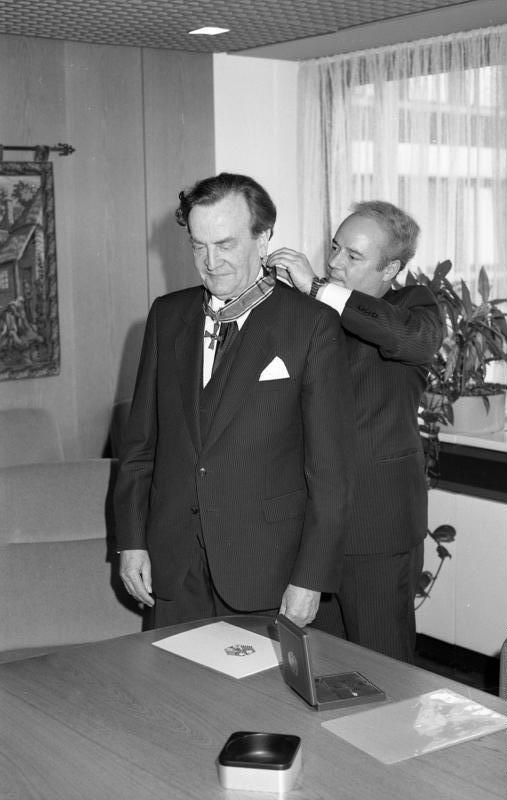
Philipp Freiherr von Boeselager († 2008)

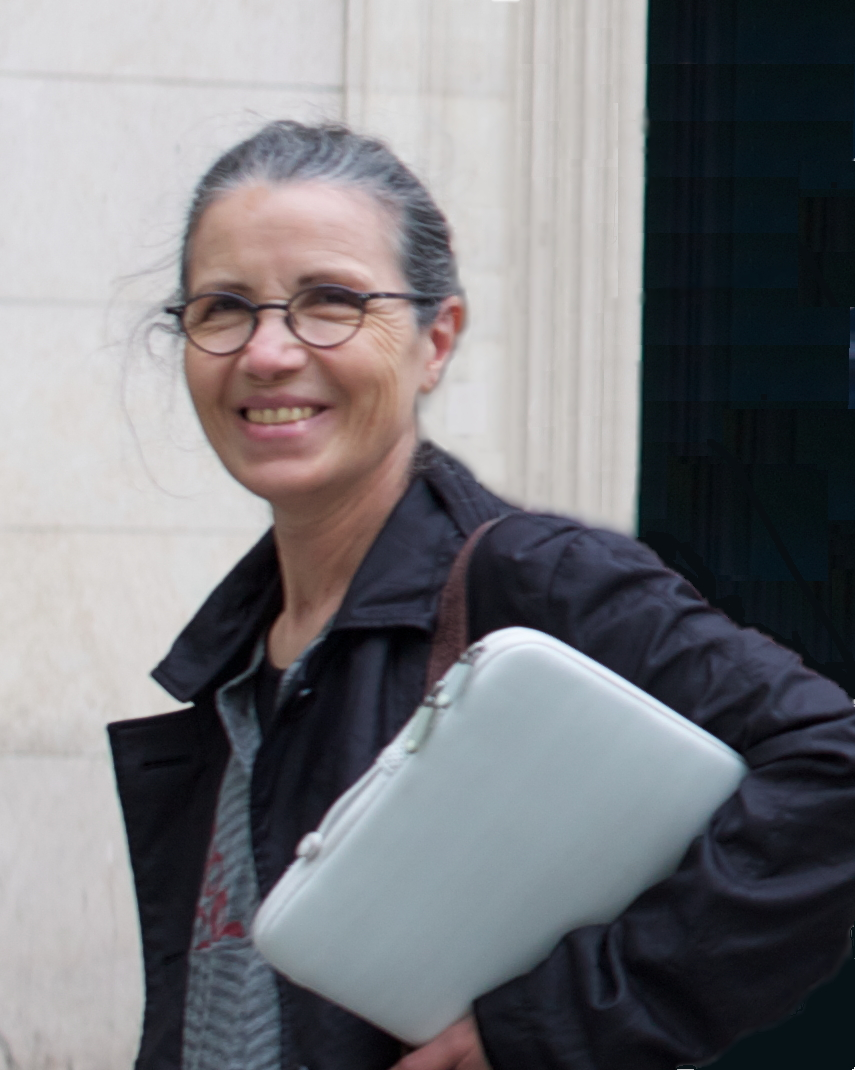
Radhia Cousot († 2014)

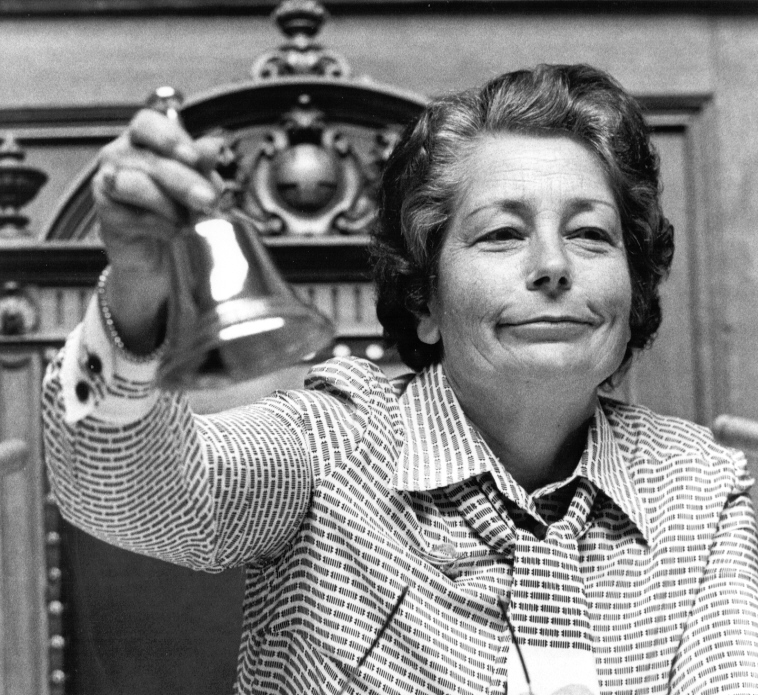
Nationalratspräsidentin Elisabeth Blunschy († 2014)

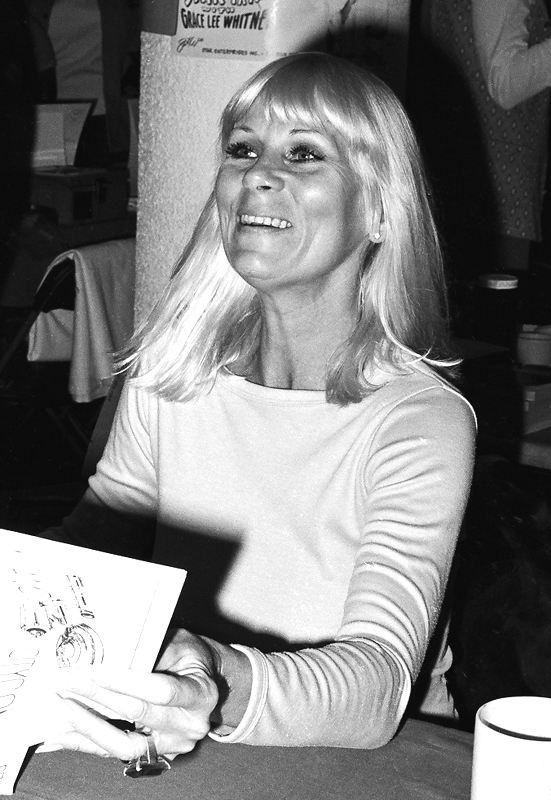
Grace Lee Whitney († 2015)

- 2002: Karel Ptáčník, tschechischer Schriftsteller
- 2002: Ursula von Wiese, deutsch-schweizerische Schauspielerin, Übersetzerin und Schriftstellerin
- 2004: Felix Haug, Schweizer Popmusiker
- 2004: Irina Pabst, deutsche Modedesignerin
- 2004: Lojze Kovačič, slowenischer Schriftsteller und Pädagoge
- 2006: John Brack, Schweizer Countrysänger
- 2006: Big Hawk, US-amerikanischer Rapper
- 2006: Raúl Francisco Primatesta, argentinischer Kardinal und Bischof von Córdoba
- 2007: Ejnar Krantz, US-amerikanischer Komponist, Organist, Pianist und Musikpädagoge
- 2008: Paulo Amaral, brasilianischer Fußballspieler und -trainer
- 2008: Bernard Archard, britischer Schauspieler
- 2008: Philipp Freiherr von Boeselager, deutscher Adeliger und Offizier, Widerstandskämpfer
- 2009: Fred Delmare, deutscher Schauspieler
- 2011: Claude Bobrowski, französischer Automobilrennfahrer
- 2011: Henry Cooper, britischer Schwergewichtsboxer
- 2011: Gene Gossage, US-amerikanischer American-Football-Spieler
- 2011: Moshe Landau, israelischer Jurist, Präsident des Obersten Gerichts
- 2012: Gonçalo Amorim, portugiesischer Radrennfahrer
- 2012: Ricardo César Andreu, argentinischer Schauspieler, Komiker und Autor
- 2013: Chris Kelly, US-amerikanischer Rapper
- 2014: Radhia Cousot, französische Informatikerin
- 2014: Oscar González-Ferrán, chilenischer Vulkanologe
- 2014: Manfred von Richthofen, deutscher Sportler, Unternehmer und Sportfunktionär
- 2014: Heinz Schenk, deutscher Showmaster und Schauspieler
- 2015: Elisabeth Blunschy, Schweizer Politikerin
- 2015: Geoff Duke, britischer Motorradrennfahrer
- 2015: Lucía Huergo, kubanische Komponistin, Musikproduzentin, Arrangeurin und Multiinstrumentalistin
- 2015: Grace Lee Whitney, US-amerikanische Schauspielerin
- 2016: Niklas Feierabend, deutscher Fußballspieler
- 2017: Eugene T. Gendlin, US-amerikanischer Philosoph und Psychologe
- 2017: Mohamed Talbi, tunesischer Historiker
- 2018: Elmar Altvater, deutscher Politologe und Autor
- 2018ː Erika Kaufmann, österreichische Journalistin
- 2018: Constantin Olteanu, rumänischer General und Politiker
- 2019: Elisabeth Gössmann, deutsche Theologin
- 2019: Beatrix Philipp, deutsche Politikerin
- 2020: Simon Schenk, Schweizer Politiker und Eishockeytrainer
- 2021: Olympia Dukakis, US-amerikanische Schauspielerin
- 2022: Ricardo Alarcón, kubanischer Politiker und Diplomat
- 2022: Ivica Osim, jugoslawischer und bosnischer Fußballspieler und -trainer
- 2025ː Ruth Buzzi, US-amerikanische Schauspielerin
- 2025ː Nana Caymmi, brasilianische Sängerin
- 2025ː Jill Sobule, US-amerikanische Sängerin, Songwriterin und Filmschauspielerin

## Feier- und Gedenktage
- Kirchliche Gedenktage
  - Bitttag um gesegnete Arbeit (evangelisch)
  - Nikolaus Herman, deutscher Liederdichter (evangelisch)
  - Hl. Jakobus, Sohn des Alphäus, römischer Märtyrer, Apostel und Nationalheiliger von Uruguay (anglikanisch, evangelisch: ELCA, LCMS)
  - Hl. Josef der Arbeiter, römischer Schutzpatron (katholisch)
  - Hl. Philippus, römischer Apostel und Märtyrer (anglikanisch, evangelisch: ELCA, LCMS)
  - Patrona Bavariae (katholisch)
- Namenstage
  - Josef
- Staatliche Feier- und Gedenktage
  - Erster Mai
  - Staatsfeiertag Österreichs

Weitere Einträge enthält die Liste von Gedenk- und Aktionstagen.